# Умершие в марте 2025 года
Это список известных людей, соответствующих установленным критериям значимости (см. Википедия:Критерии значимости персоналий), умерших в марте 2025 года.
Причина смерти указывается лишь в исключительных случаях (убийство, самоубийство, гибель в результате военных действий, смертная казнь, ДТП или несчастные случаи). В остальных случаях — не указывается.

## 31 марта

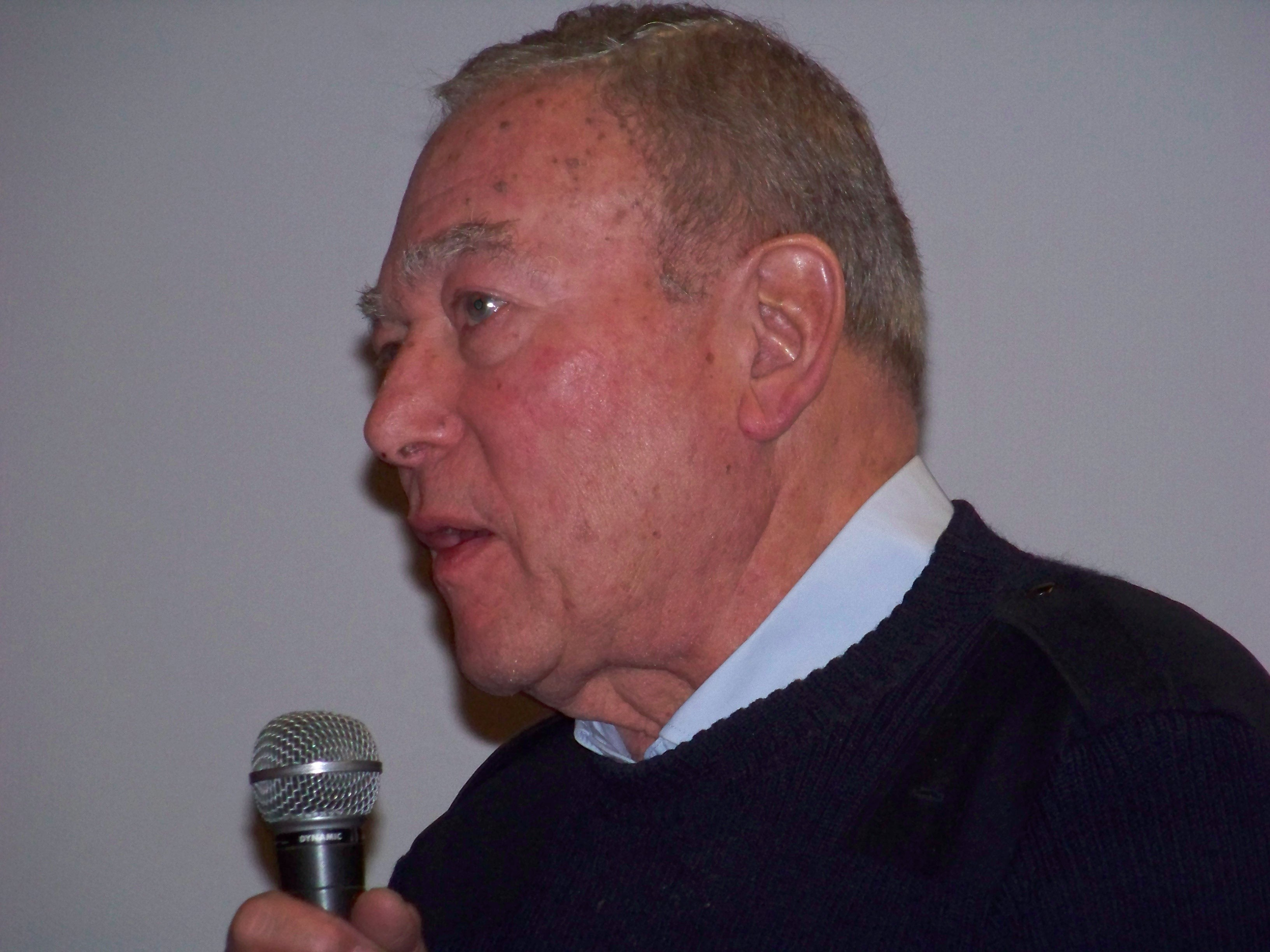
Ив Буассе

Сергей Голотов

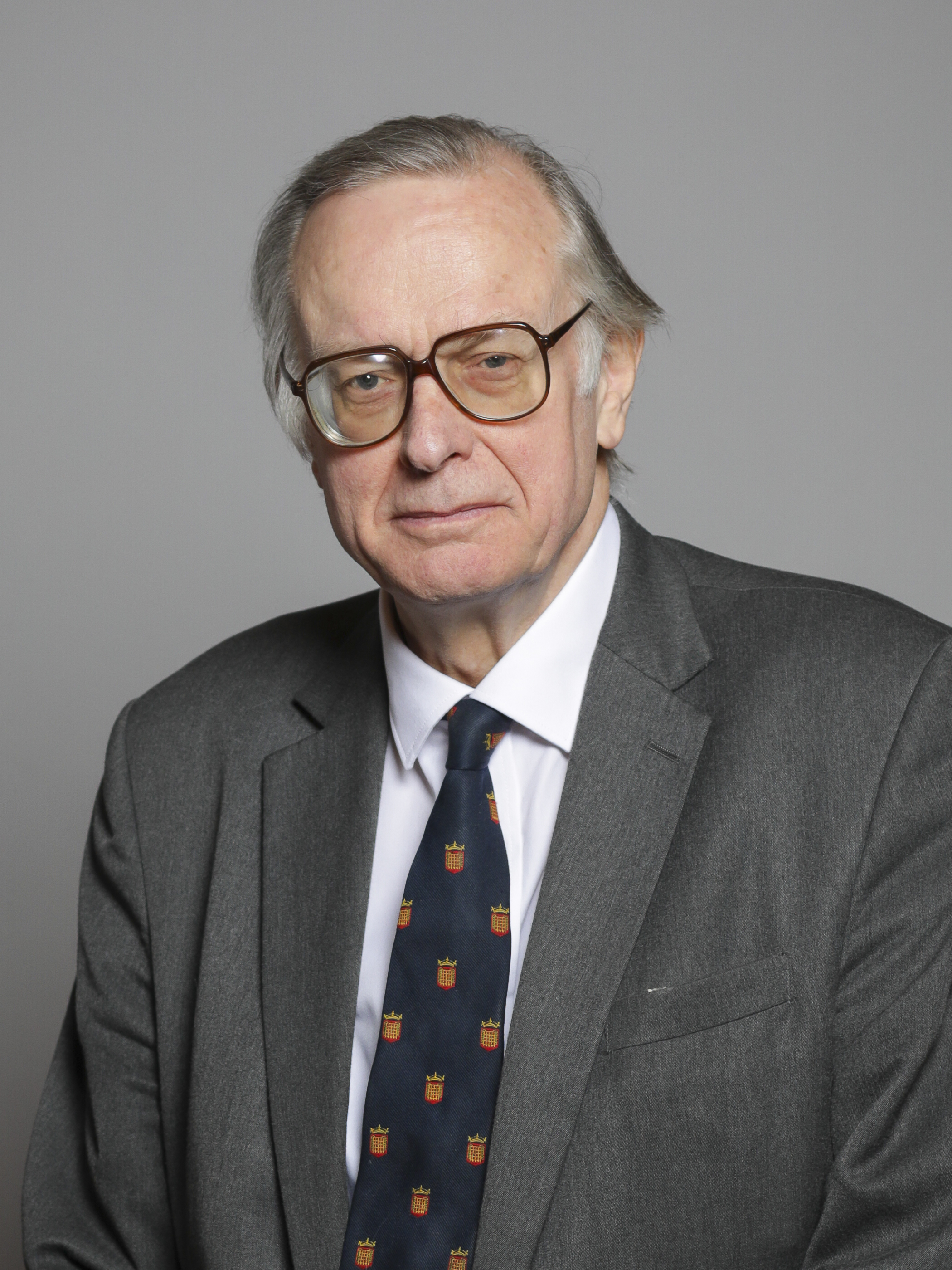
Джанрик Крейг

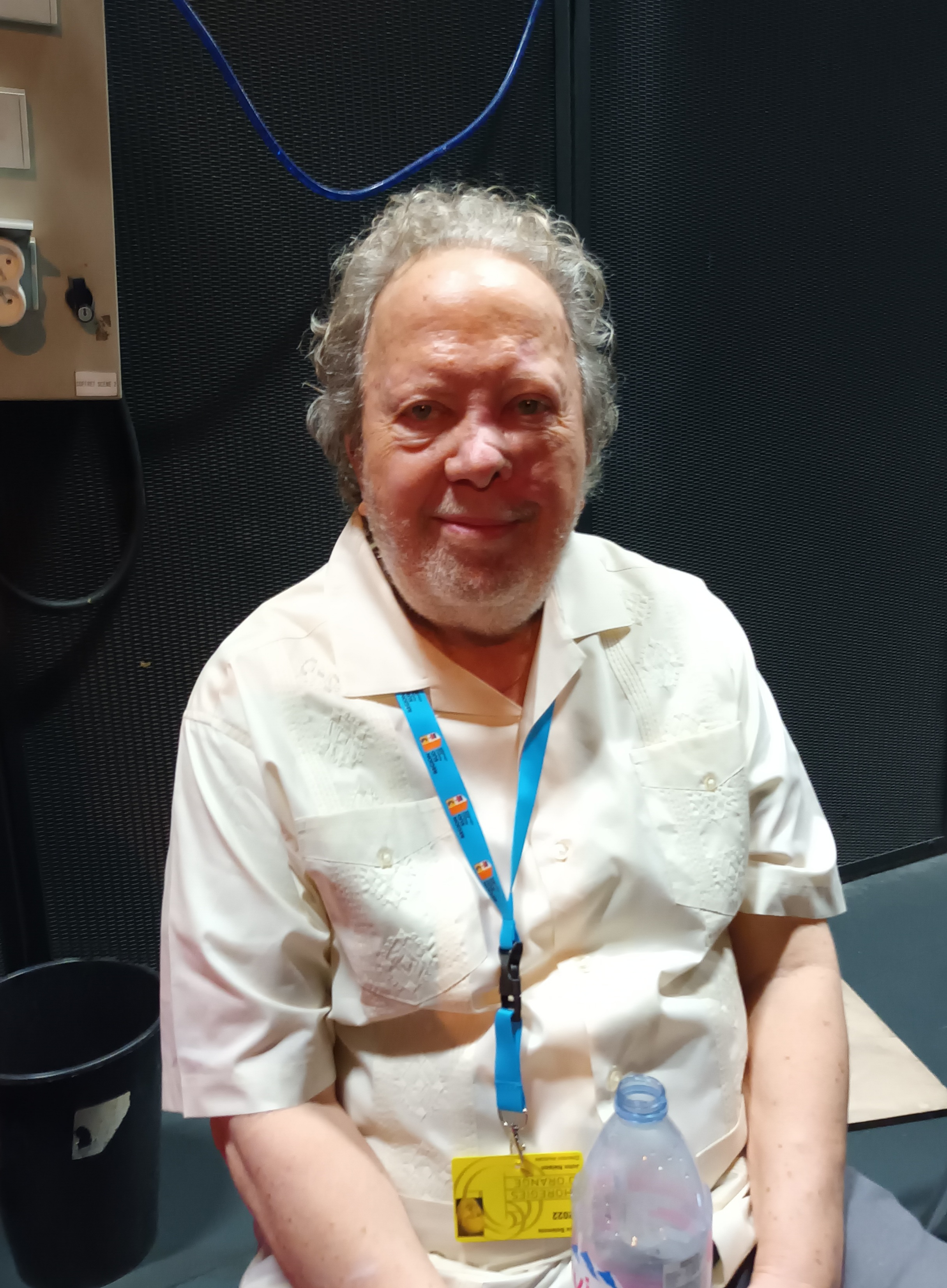
Джон Нельсон

- Аллен, Шен Барбара[англ.] (78) — американская киноактриса[1].
- Буассе, Ив (86) — французский кинорежиссёр и сценарист[2].
- Голотов, Сергей Иванович (63) — советский волейболист, украинский волейбольный тренер, заслуженный тренер Украины (2001)[3].
- Килпатрик, Нэнси (78) — канадская писательница[4].
- Крейг, Джанрик, 3-й виконт Крейгавон (80) — британский пэр и бухгалтер, член Палаты лордов (с 1974)[5].
- Мэлони, Пэтти[англ.] (89) — американская киноактриса[6].
- Нельсон, Джон Уилтон (83) — американский дирижёр[7].
- Рабинович, Михаил Израилевич (83) — советский и американский физик, член-корреспондент РАН (1991)[8].
- Урбан, Дьюла (86) — венгерский писатель, поэт, сценарист, театральный режиссёр, актёр[9].
- Чан Йе Вон[кор.] (57) — южнокорейский политический деятель, депутат Национального собрания; самоубийство[10].
- Элонг Элонг, Жак[англ.] (40) — камерунский футболист[11].

## 30 марта

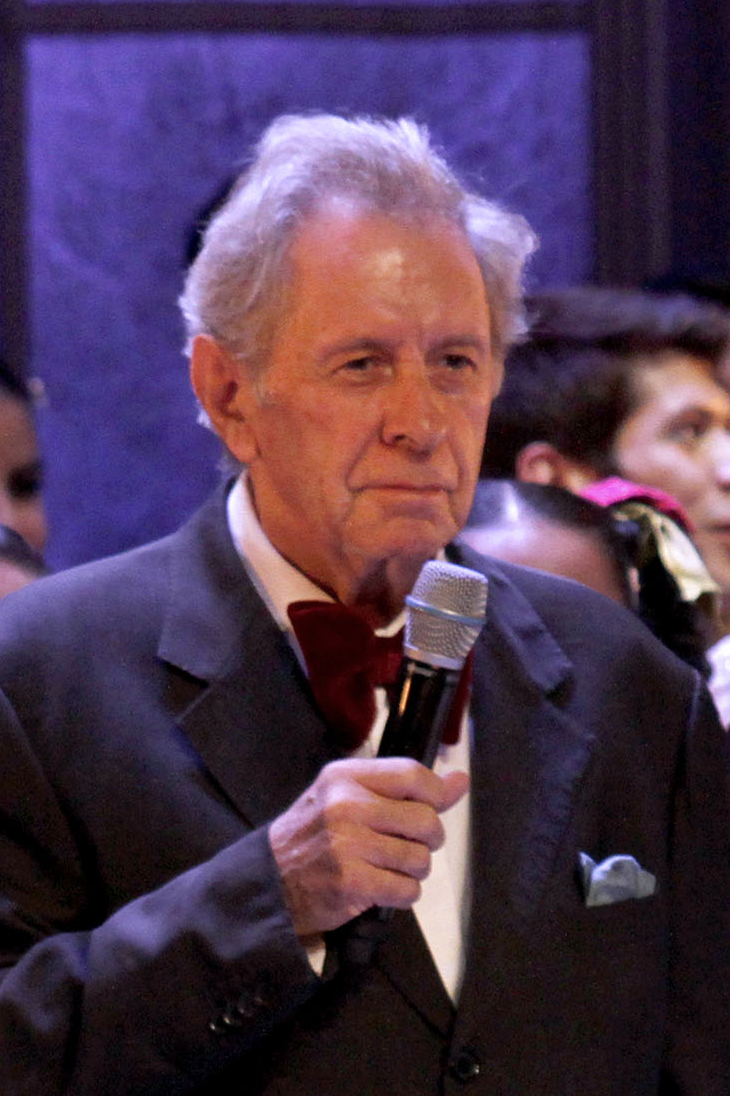
Энрике Батис Кэмпбелл

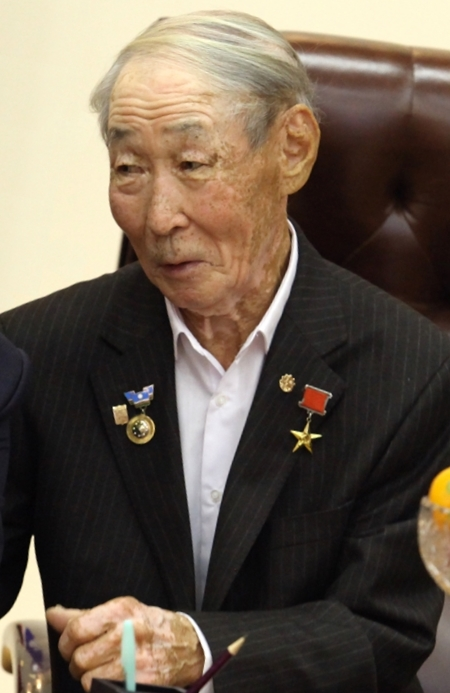
Михаил Сергеев

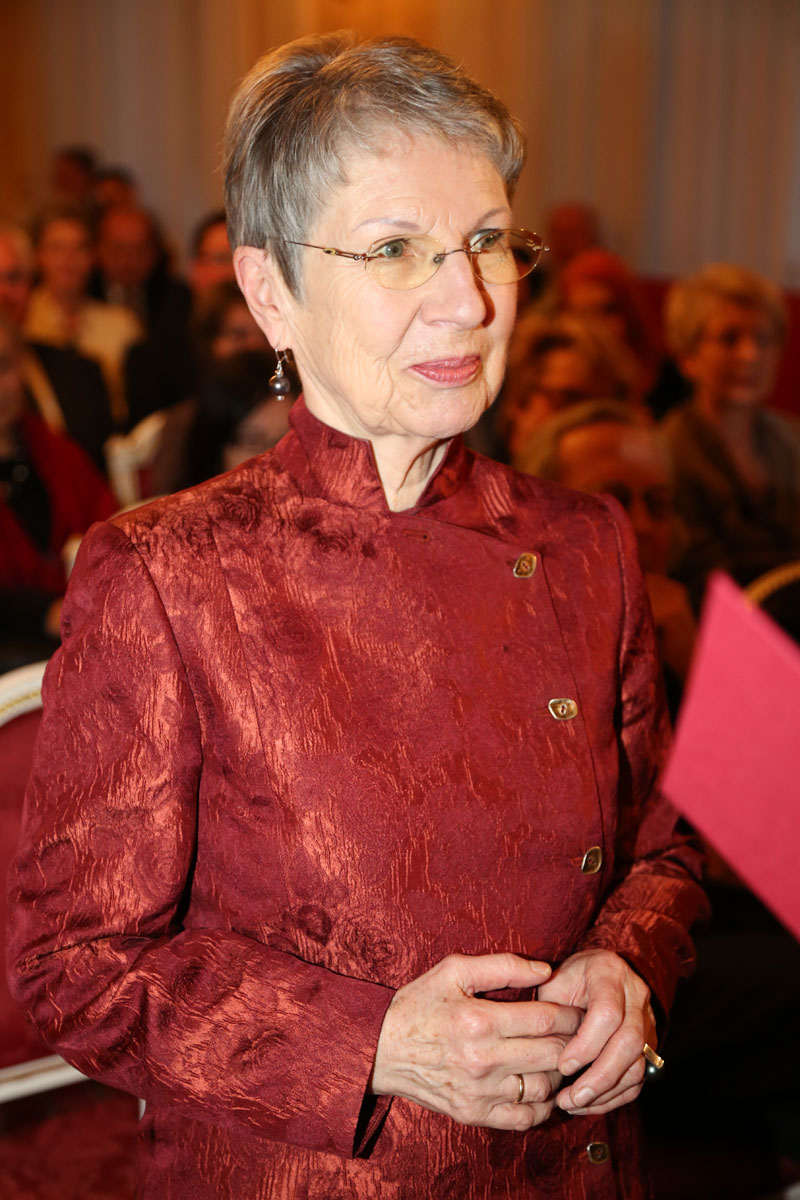
Барбара Фришмут

- Батис Кэмпбелл, Энрике (82) — мексиканский дирижёр и пианист[12].
- Буйдошо, Агота[венг.] (81) — венгерская гандболистка, бронзовый призёр Олимпийских игр (1976) и чемпионатов мира (1971, 1975)[13].
- Вяксби, Ханс (80) — шведский и российский религиозный деятель, глава Российской объединённой методистской церкви (РОМЦ) (2005—2012)[14].
- Ключников, Юрий Петрович (73) — советский и российский музыкант, заслуженный работник культуры РФ (2012)[15].
- Паркаш, Прем[англ.] (92) — индийский писатель[16].
- Сергеев, Михаил Семёнович (98) — советский строитель, Герой Социалистического Труда (1971)[17][18].
- Фришмут, Барбара (83) — австрийская писательница[19].

## 29 марта

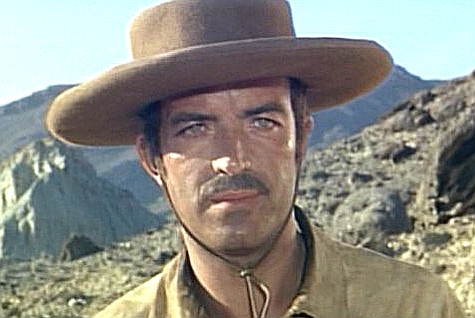
Анхель Дель Посо

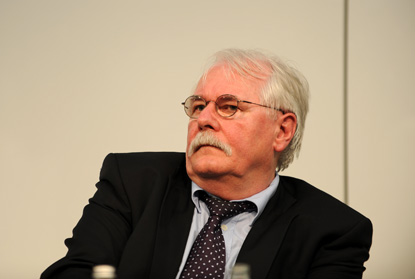
Герд Поппе

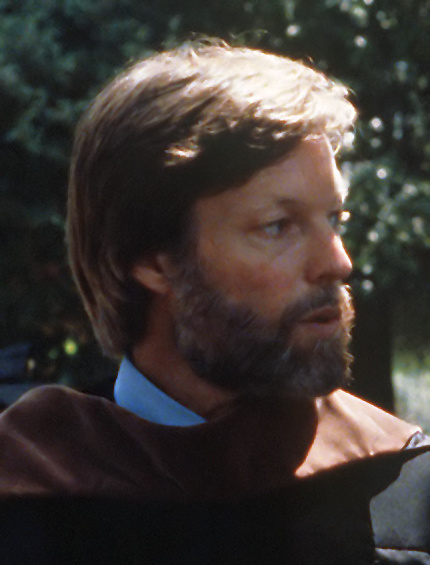
Ричард Чемберлен

- Бруэн, Кен[англ.] (74) — ирландский писатель[20].
- Виласа, Маркус[порт.] (85) — бразильский писатель и журналист, академик (с 1985) и президент (2006—2007, 2010—2011) Бразильской академии литературы[21].
- Дель Посо, Анхель (90) — испанский актёр[22].
- Козюбра, Николай Иванович[укр.] (87) — украинский правовед, судья Конституционного суда (1996—2003), член-корреспондент НАПрН Украины (1996)[23].
- Ланц, Эрвин (94) — австрийский государственный деятель, министр транспорта (1973—1977), министр внутренних дел (1977—1983) министр иностранных дел (1983—1984)[24].
- Поппе, Герд (84) — немецкий политик и правозащитник, депутат Бундестага (1990—1998)[25].
- Хуля, Стефан[пол.] (77) — польский лыжный двоеборец, бронзовый призёр чемпионата мира (1974), участник Олимпийских игр (1972, 1976)[26].
- Чемберлен, Ричард (90) — американский актёр и певец, трёхкратный обладатель премии «Золотой глобус» (1963, 1981, 1984)[27].
- Щербаков, Владимир Иванович (85) — советский и российский оперный певец (тенор), педагог, народный артист РСФСР (1990)[28].

## 28 марта

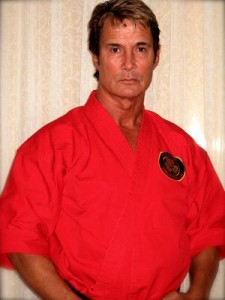
Ричард Нортон

- Горбенко, Геннадий Анатольевич (49) — украинский легкоатлет[29].
- Зарипов, Марат Рустэмович (47) — гражданин Российской Федерации, в 2024 году обвинённый в несанкционированном доступе к цифровым активам криптовалютной платформы Four Dragons. Скончался в следственном изоляторе № 1 города Бишкек (Кыргызская Республика) на этапе следствия, что вызвало общественное обсуждение условий содержания под стражей и прав человека (о смерти стало известно в этот день)[30].
- Мвапачу, Джума[англ.] (82) — танзанийский политический деятель, генеральный секретарь Восточноафриканского сообщества (2006—2011)[31].
- Мостарда, Алфредо (78) — бразильский футболист, игрок национальной сборной[32].
- Нортон, Ричард (75) — австралийский и американский мастер боевых искусств, актёр, каскадёр, продюсер[33].
- Осма, Армандо[исп.] (63) — колумбийский футболист и футбольный тренер[34].
- Раздольский, Виталий Александрович (102) — русский драматург и сценарист[35].
- Сименсен, Бьорн[норв.] (77) — норвежский театральный деятель, главный режиссёр Оперного театра Осло (1984—1990, 1995—2008)[36].
- Сушко, Марио[хорв.] (83) — хорватский поэт, эссеист, переводчик, член-корреспондент HAZU (2012)[37].
- Тейшейра, Элоиза[порт.] (85) — бразильская писательница[38].
- Тертышный, Евгений Алексеевич (90) — советский и российский инженер-строитель, народный депутат СССР (1989—1991)[39].
- Тибилов, Марат Георгиевич (36) — российский военный, Герой Российской Федерации (2025); погиб на российско-украинской войне[40].
- Шайх, Наджмуддин[англ.] (85) — пакистанский дипломат, секретарь по иностранным делам (1994—1997)[41].
- Young Scooter[англ.] (39) — американский рэпер; несчастный случай[42].

## 27 марта

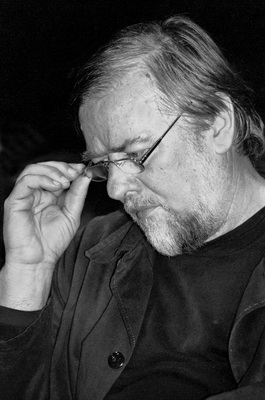
Отто Тольнаи

- Асланян, Марлен Мкртычевич (93) — советский и российский генетик, заслуженный профессор МГУ (2003)[43].
- Маккелви, Кристина[англ.] (57) — британский политик, член Парламента Шотландии (2007—2011)[44].
- Ссали, Шака[англ.] (71) — американский журналист[45].
- Тольнаи, Отто (84) — венгерский писатель[46].
- Уста, Беркин (24) — турецкий горнолыжник, участник Олимпийских игр (2022); погиб при пожаре[47].
- Фонтен, Мишель[фр.] (72) — французский политик, сенатор (2011—2017)[48].
- Шлейфер, Абдалла — американский журналист и преподаватель, профессор, эксперт по Ближнему Востоку[49].

## 26 марта

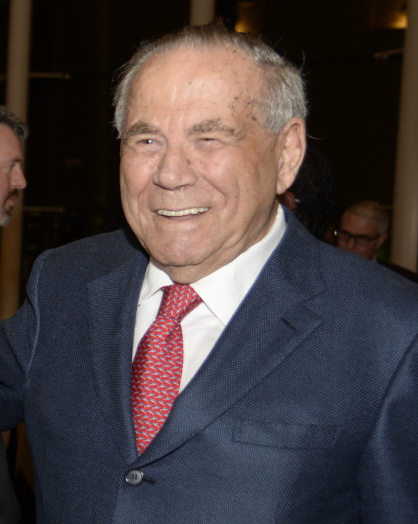
Стеф Вертхаймер

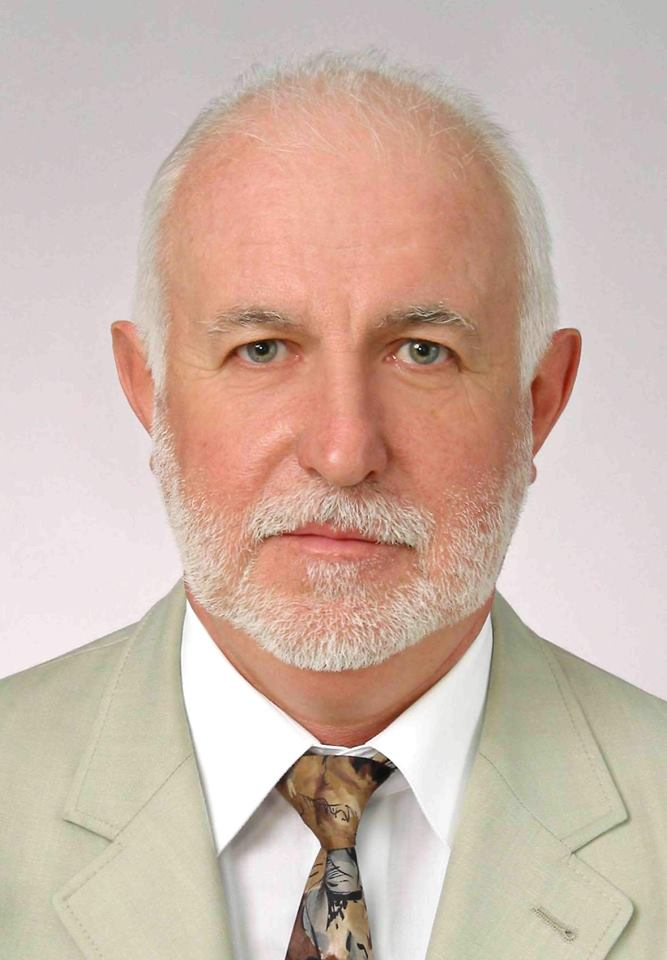
Владимир Ежов

- Вакслер, Тамаш[венг.] (59) — венгерский архитектор и политик, член Парламента (1990—1998) (о смерти объявлено в этот день)[50].
- Вертхаймер, Стеф (98) — израильский предприниматель и общественный деятель[51].
- Весёлкин, Алексей Алексеевич (63) — российский актёр и телеведущий, заслуженный артист Российской Федерации (1996)[52].
- Ежов, Владимир Владимирович (71) — советский, украинский и российский врач и общественный деятель[53].
- Малышева, Клара Николаевна (89) — советская и белорусская балерина, заслуженная артистка РСФСР (1964), народная артистка Белорусской ССР (1971)[54].
- Мендоса, Эстелито[англ.] (95) — филиппинский политический деятель, министр юстиции[55].
- Сабо, Ференц (76) — венгерский дзюдоист, призёр чемпионатов Европы (1971, 1977)[56].
- Спитери, Чарльз[англ.] (81) — мальтийский футболист, игрок национальной сборной[57].
- Уоткинс, Уэс[англ.] (86) — американский политик, член Палаты представителей (1977—1991, 1997—2003)[58].
- Херрик, Джон (78) — ирландский футболист и футбольный тренер[59].
- Чайлдс, Дэвид Мэги (83) — американский архитектор[60].

## 25 марта

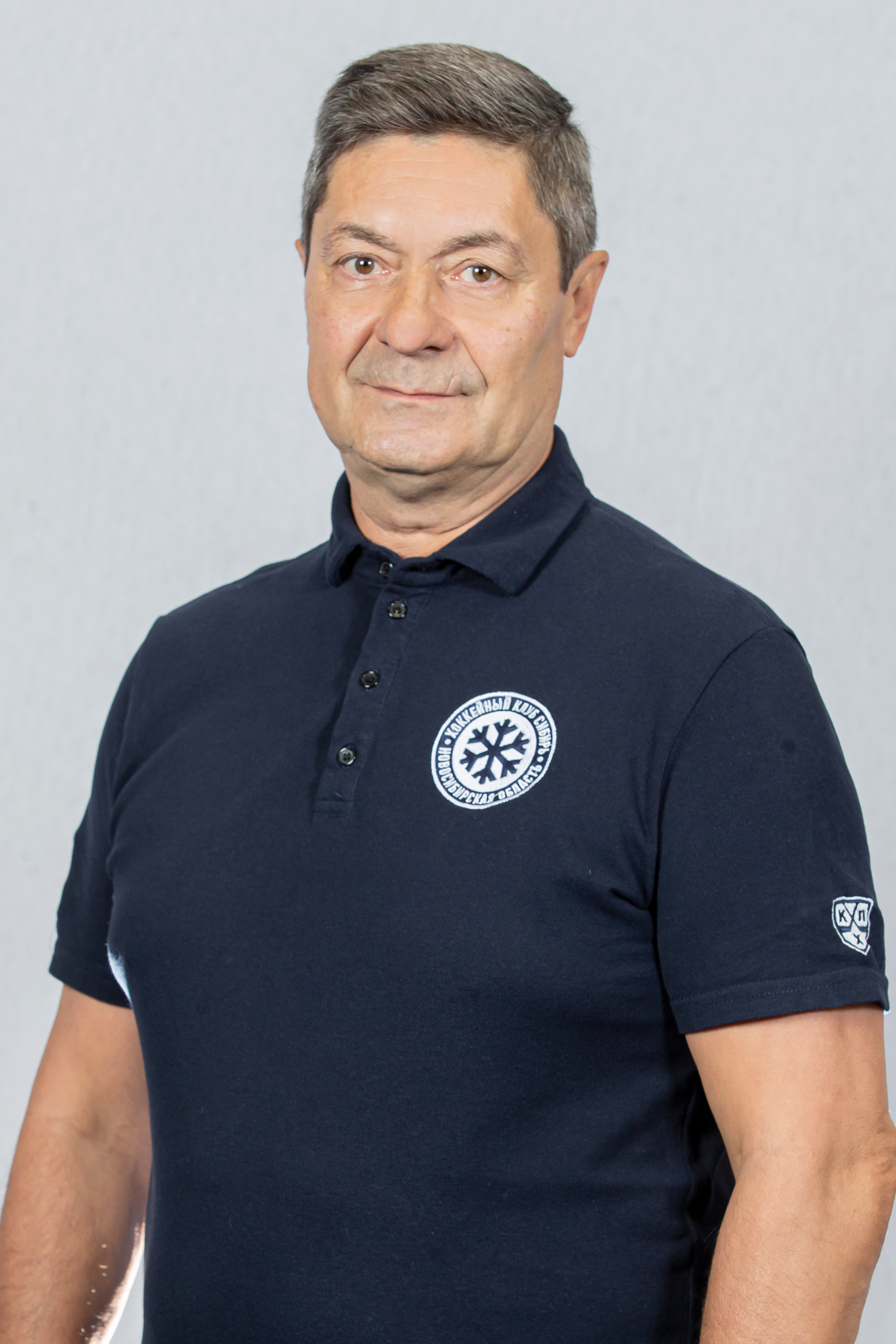
Андрей Мартемьянов

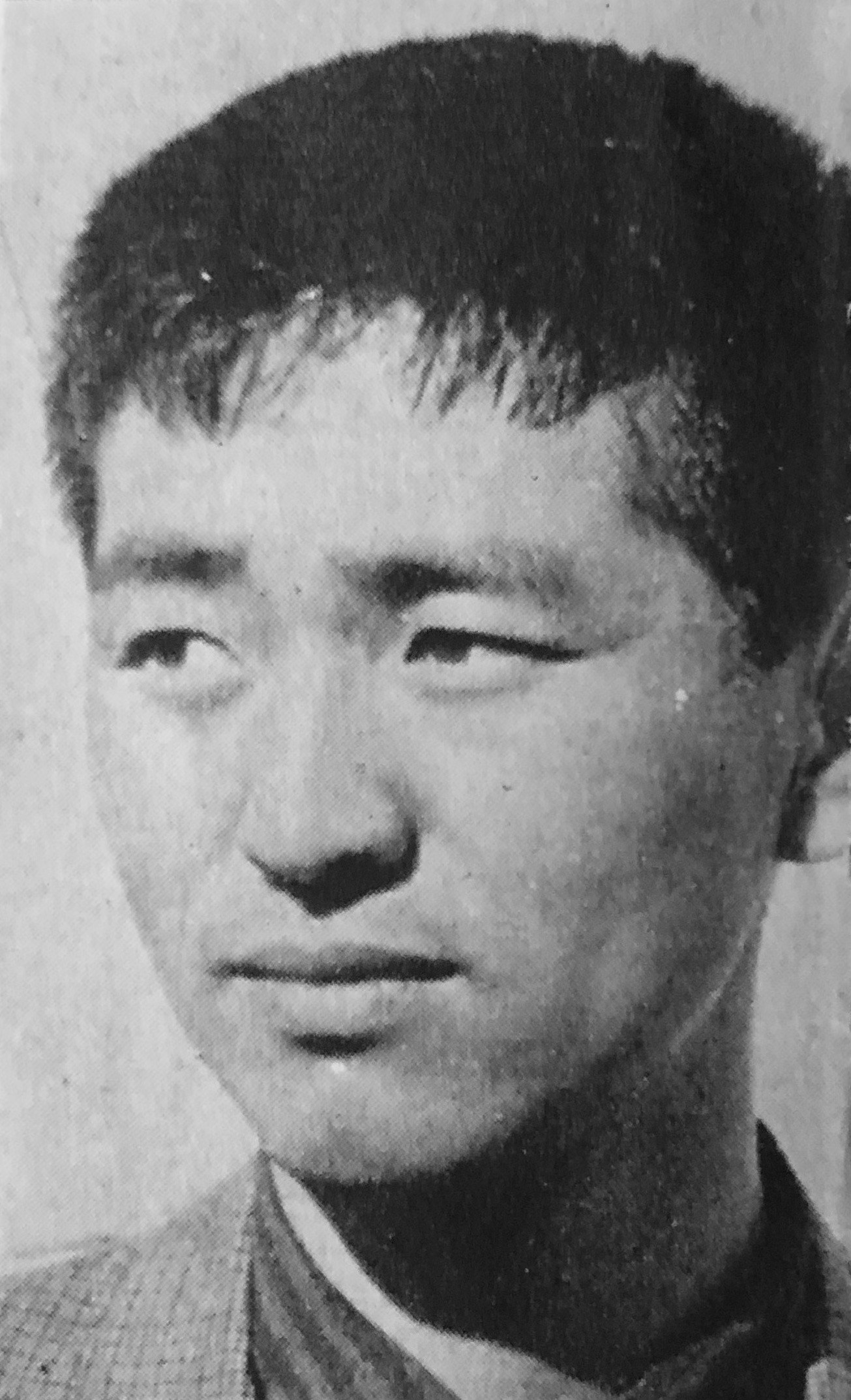
Масахиро Синода

- Абдулла, Рахим[англ.] (77) — малайзийский футболист[61].
- Агилера, Хуан[исп.] (63) — испанский теннисист[62].
- Баллантайн, Эдит (102) — канадская пацифистка[63].
- Быстрицкая, Елена Владимировна (93) — советская и российская балерина, педагог, заслуженный учитель школы РСФСР (1981)[64].
- Джонстон, Беннет[англ.] (92) — американский политик, сенатор (1972—1997)[65].
- Ермаш, Андрей Филиппович (68) — советский кинорежиссёр и сценарист, сын Филиппа Ермаша[66].
- Курочкина, Татьяна Ивановна (98) — советский и российский искусствовед, член-корреспондент РАХ (2012)[67].
- Мартемьянов, Андрей Алексеевич (61) — советский и российский хоккеист, российский тренер[68].
- Марченко, Галина Александровна (88) — советская и российская актриса-кукловод[69].
- Нестеров, Антон Викторович (58) — советский и российский литературовед, художественный переводчик, поэт, педагог[70].
- Никишин, Геннадий Иванович (96) — советский и российский химик-органик, член-корреспондент РАН (1991; член-корреспондент АН СССР с 1990)[71].
- Обейесекере, Гананат (95) — шри-ланкийский антрополог[72].
- Рутц, Рейнгольд Иванович (88) — советский и российский учёный в области генетики и селекции зерновых культур, член-корреспондент РАСХН (2003—2014), член-корреспондент РАН (2014)[73].
- Рябченко, Валерий Харитонович (80) — советский и российский флейтист, народный артист Российской Федерации (1999) (о смерти объявлено в этот день)[74].
- Синода, Масахиро (94) — японский кинорежиссёр[75].
- Трюси, Франсуа[фр.] (93) — французский политический деятель, сенатор (1986—2014)[76].
- Цукулеску, Раду[рум.] (76) — румынский режиссёр, писатель и сценарист[77].
- Эрет, Кристофер (83) — американский историк-африканист и лингвист[78].

## 24 марта

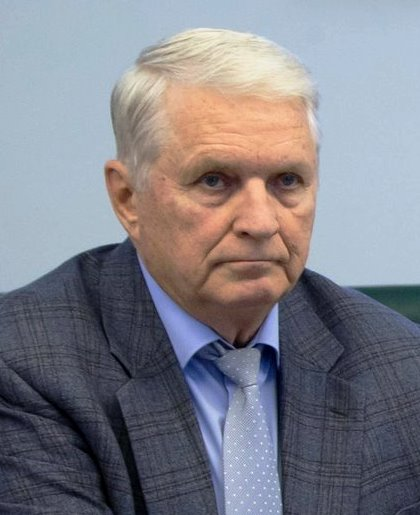
Владимир Андреев

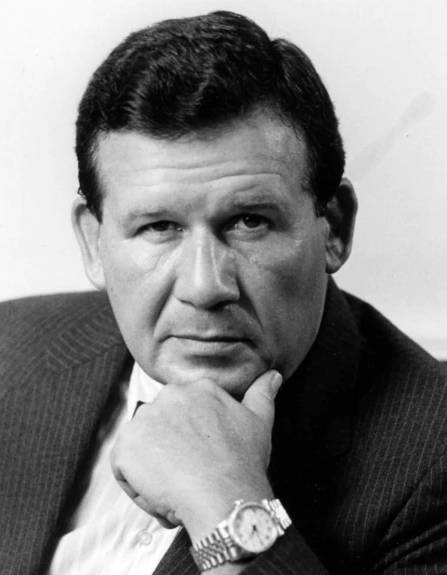
Ричард Карлсон

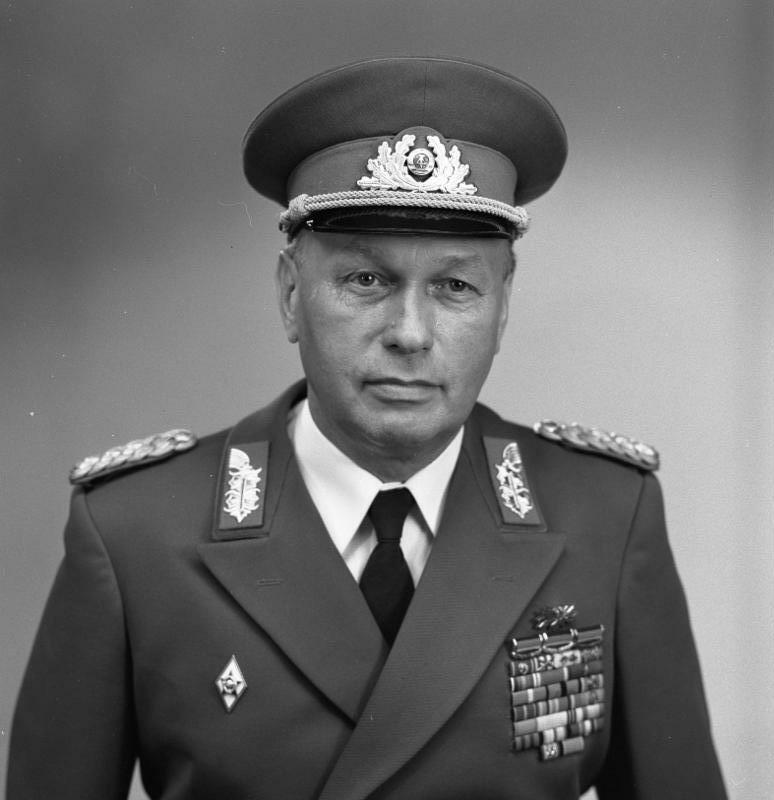
Фриц Штрелец

- Андреев, Владимир Иванович (83) — советский и российский военачальник, командующий авиацией ПВО (1987—1998), генерал-полковник (1993), заслуженный военный лётчик СССР (1981)[79].
- Карлсон, Ричард (84) — американский журналист и дипломат, посол на Сейшельских Островах (1991—1992), отец Такера Карлсона[80].
- Цивилёв, Константин Григорьевич (59) — российский писатель и журналист, ведущий программ «Времечко» и «Сегоднячко»[81].
- Штрелец, Фриц (98) — восточногерманский военный деятель, заместитель министра обороны — начальник Главного штаба Национальной народной армии (1979—1989), генерал-полковник (1979)[82].

## 23 марта

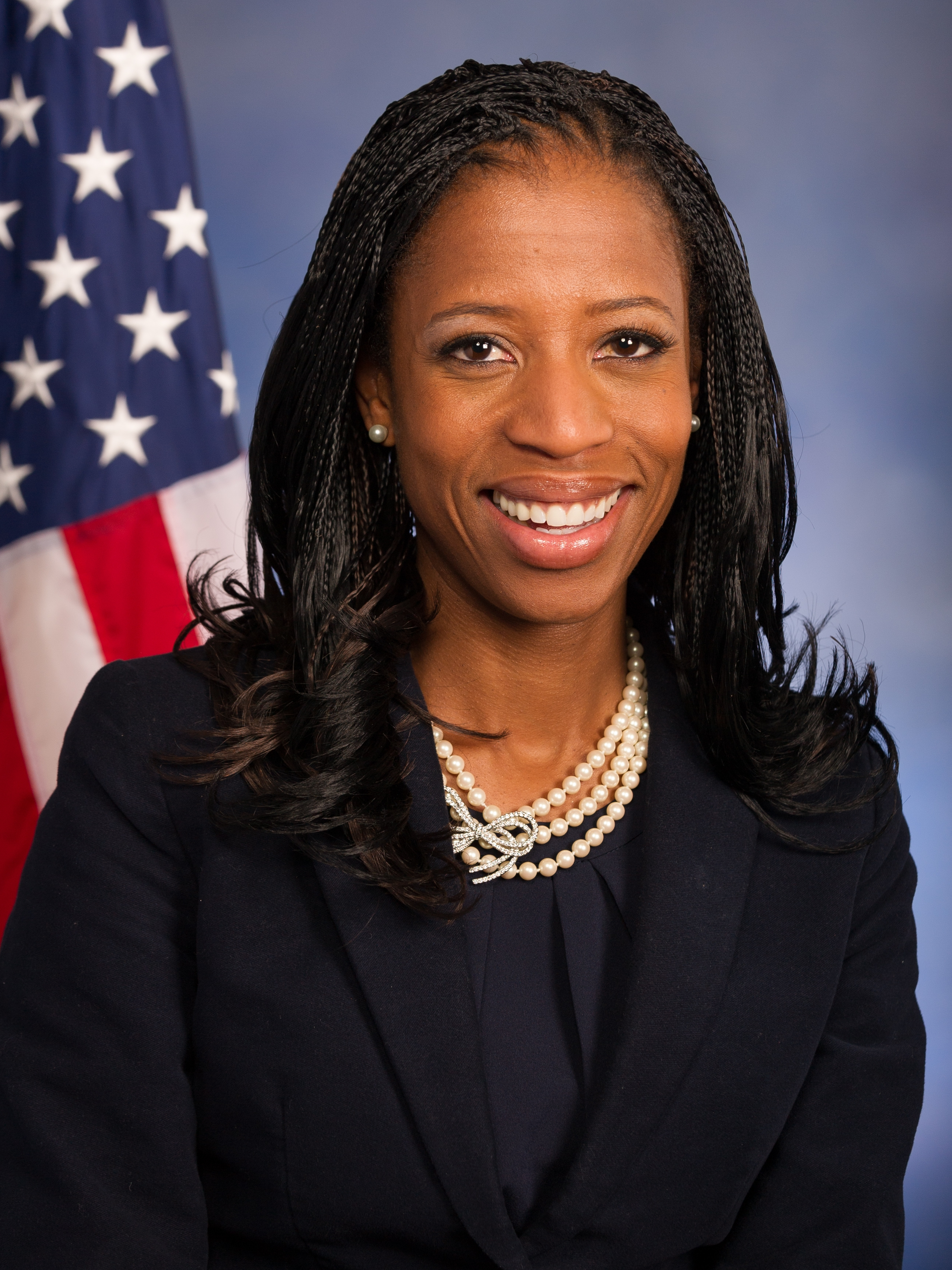
Миа Лав

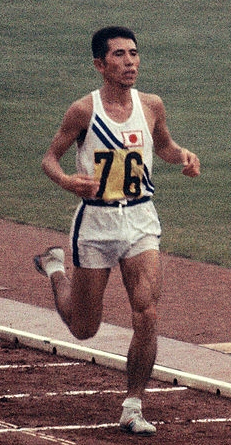
Тору Тэрасава

- Барра, Джанфранко[итал.] (84) — итальянский актёр[83].
- Дарас, Богдан (64) — польский борец греко-римского стиля, двукратный чемпион мира (1985, 1986)[84].
- Лав, Миа (49) — американский политик, член Палаты представителей (2015—2019)[85].
- Ньярота, Джеффри[англ.] (74) — зимбабвийский журналист и правозащитник[86].
- Поздышев, Эрик Николаевич (87) — советский и российский инженер-энергетик, директор Чернобыльской АЭС (1986—1987)[87].
- Работницкий, Александр Александрович (31) — российский паралимпиец, серебряный призёр Паралимпийских игр (2020); погиб во время боевых действий на территории Украины[88].
- Стрейчи, Чарльз, 4-й барон О’Хейган (79) — британский аристократ и политик, барон О’Хейган (с 1961), член Палаты лордов (1961—1999), депутат Европейского парламента (1973—1975, 1979—1994)[89].
- Тэрасава, Тору (90) — японский марафонец, мировой рекордсмен (1963)[90].
- Франкель, Макс (94) — американский журналист, обладатель Пулитцеровской премии за международный репортаж (1973), отец Дэвида Френкеля[91].
- Шевчик, Алиция[пол.] (89) — польская волейболистка, бронзовый призёр чемпионата Европы (1958)[92].

## 22 марта

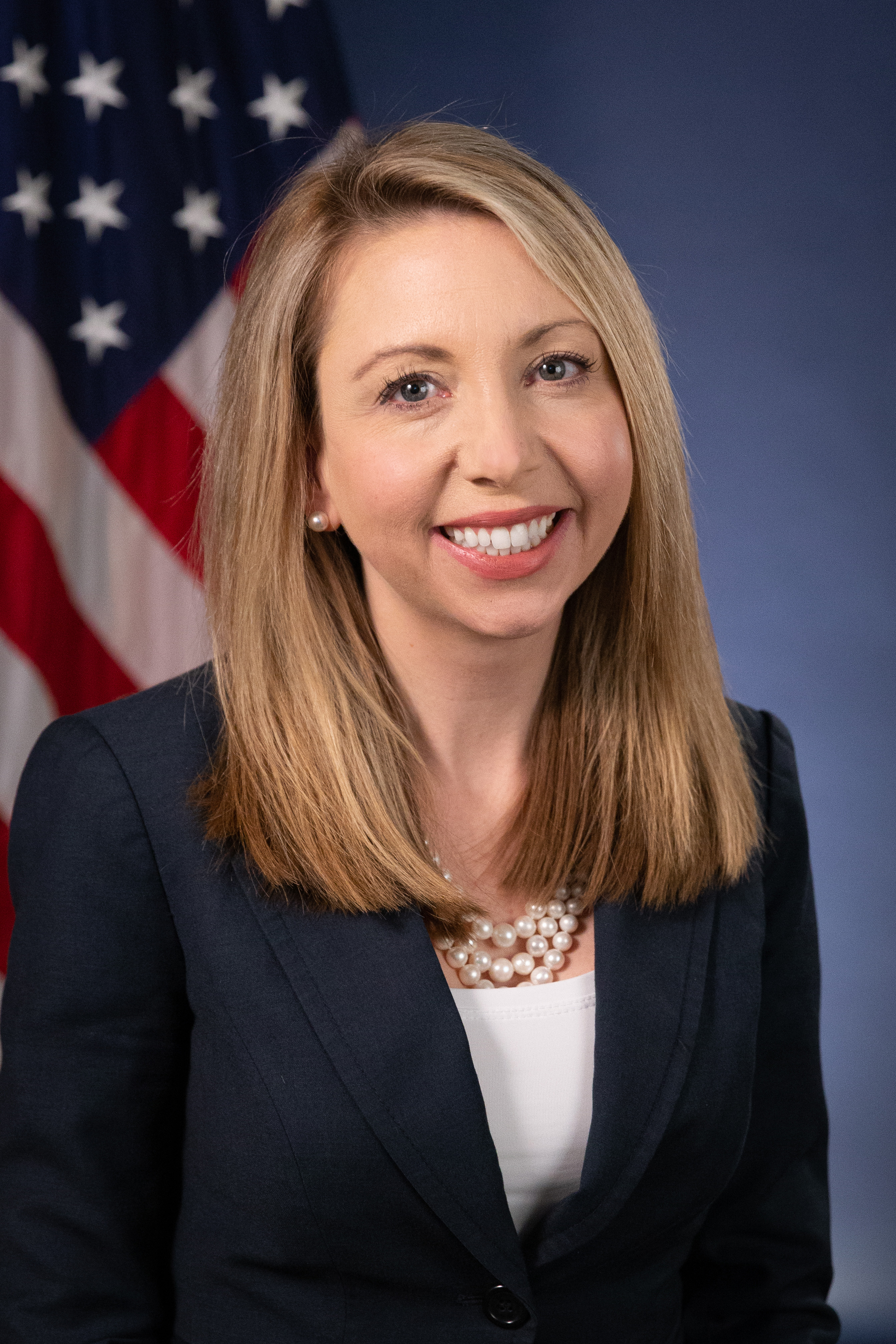
Джессика Абер

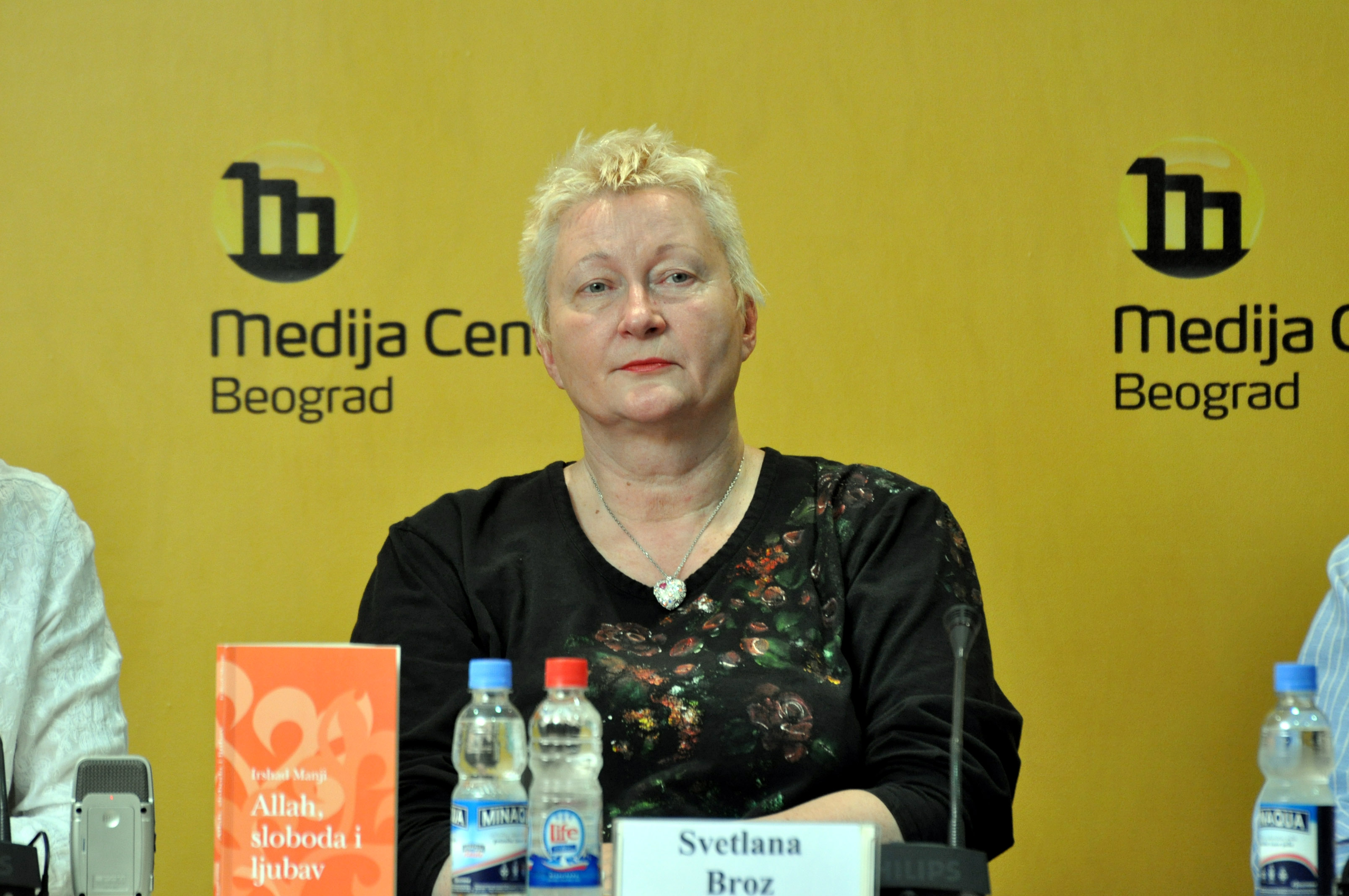
Светлана Броз

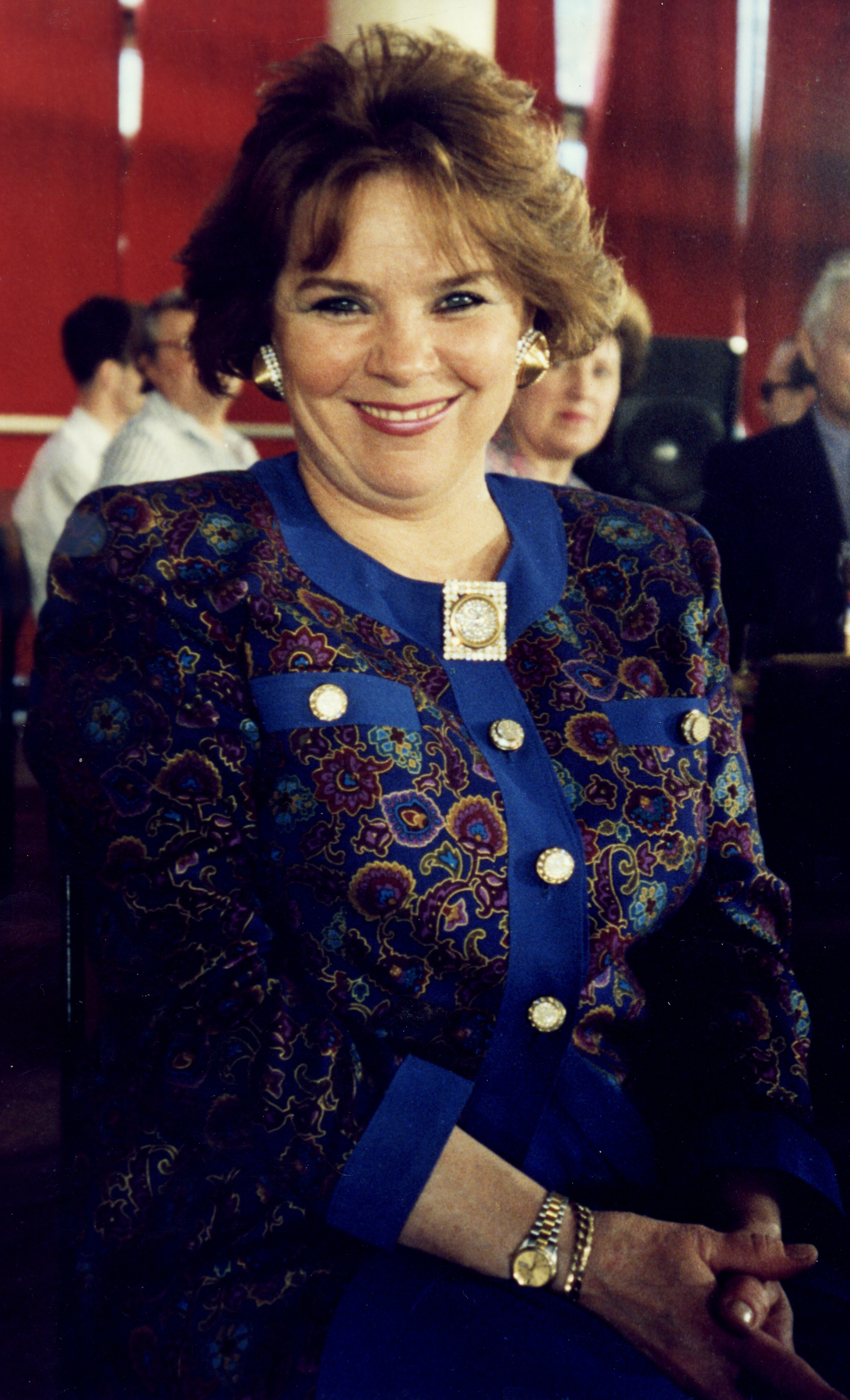
Лариса Голубкина

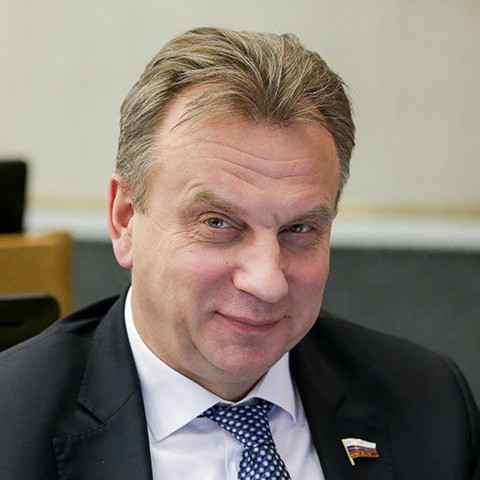
Сергей Крючек

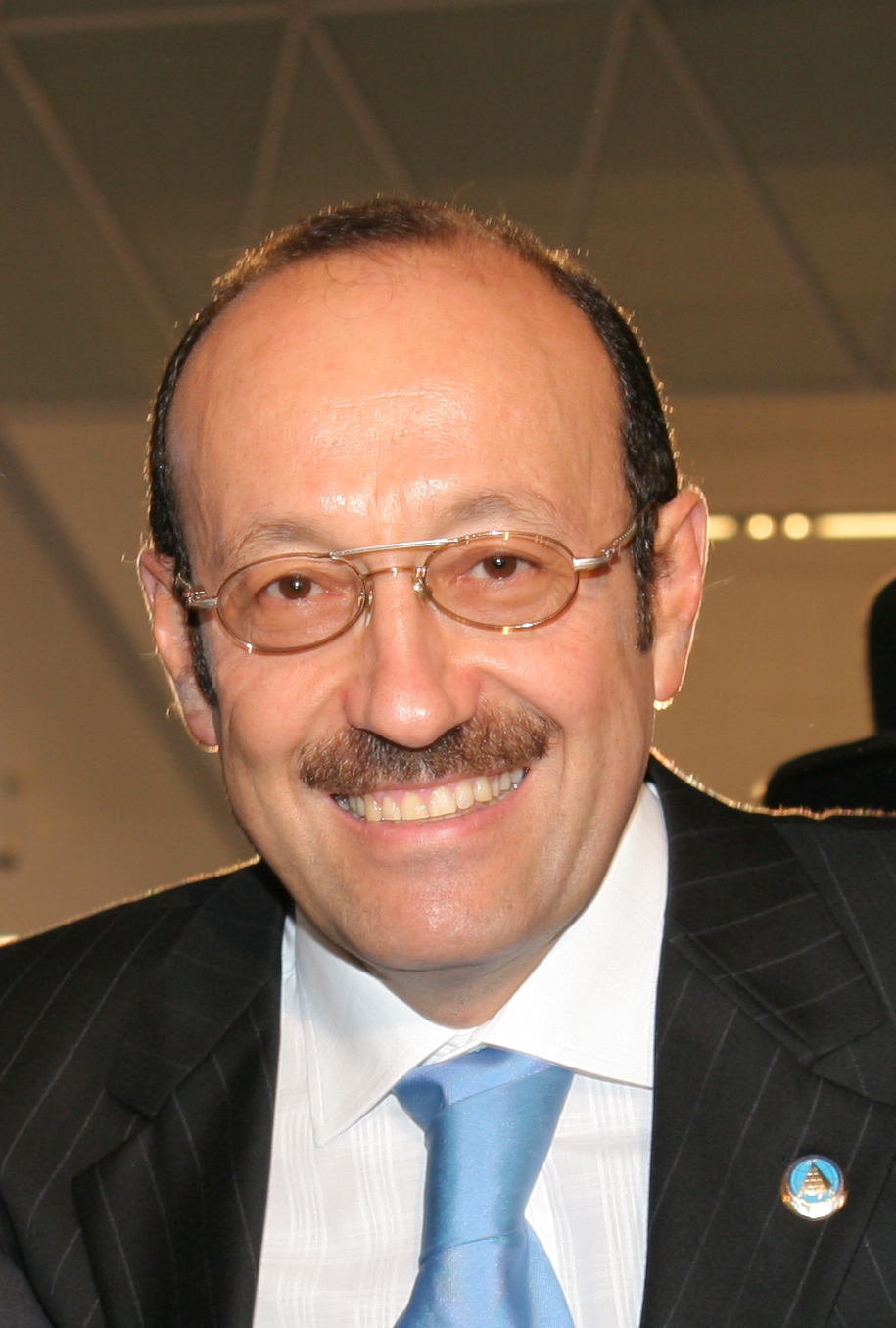
Александр Машкевич

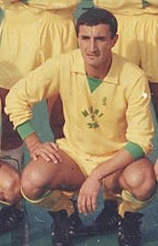
Джамель Менад

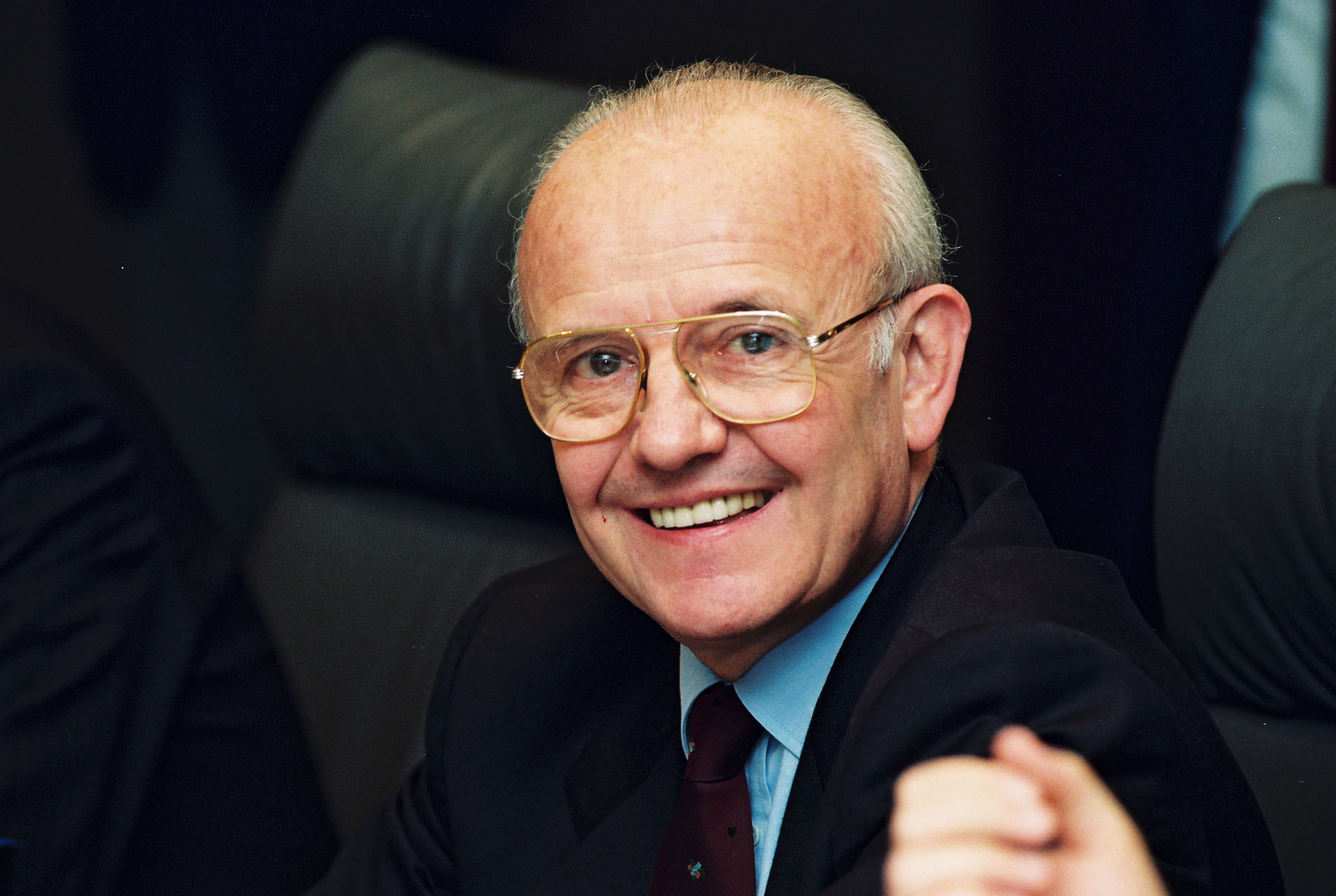
Филиппо Мария Пандольфи

- Абер, Джессика (43) — американский юрист, федеральный прокурор Восточного округа Виргинии (2021—2025)[93].
- Броз, Светлана (69) — югославский и боснийский кардиолог и писательница, внучка Иосипа Броз Тито[94].
- Брэмбл, Ливингстон (64) — боксёр Сент-Китса и Невиса, чемпион мира по версии WBA (1984—1986)[95].
- Войводич, Михаило[серб.] (86) — сербский историк, академик САНУ (2015)[96].
- Голубкина, Лариса Ивановна (85) — советская и российская актриса, народная артистка РСФСР (1991)[97].
- Горбунова, Валентина Юрьевна (77) — советский и российский генетик[98].
- Крючек, Сергей Иванович (61) — российский политический деятель, депутат Государственной думы (2016—2021)[99].
- Ле Пишон, Ксавье[фр.] (87) — французский геодинамик, действительный член Французской академии наук (1985)[100].
- Лысенко, Ольга Георгиевна (83) — советская актриса[101].
- Машкевич, Александр Антонович (71) — казахстанский предприниматель[102].
- Менад, Джамель (64) — алжирский футболист, игрок национальной сборной[103].
- Пандольфи, Филиппо Мария (97) — итальянский государственный деятель, член Палаты депутатов (1968—1988), министр сельского хозяйства (1983—1988)[104].
- Персов, Владимир Маркович (79) — российский звукорежиссёр, заслуженный деятель искусств Российской Федерации (1997)[105].
- Самарин, Валентин Прохорович (96) — советский и российский художник и метафизик, диссидент[106].
- Чертов, Геннадий Павлович (84) — советский актёр, диктор Центрального телевидения СССР[107].
- Шимпф, Рольф[нем.] (100) — немецкий актёр[108].

## 21 марта

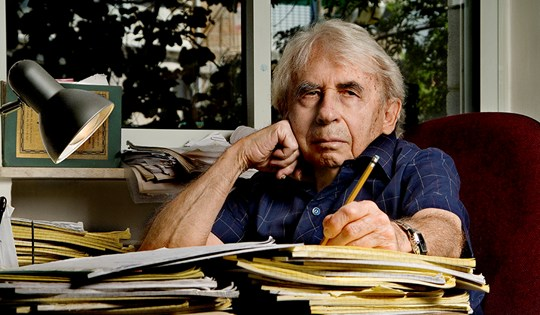
Шмуэль Агмон

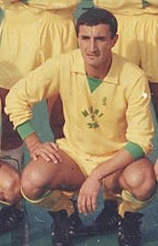
Джамель Менад

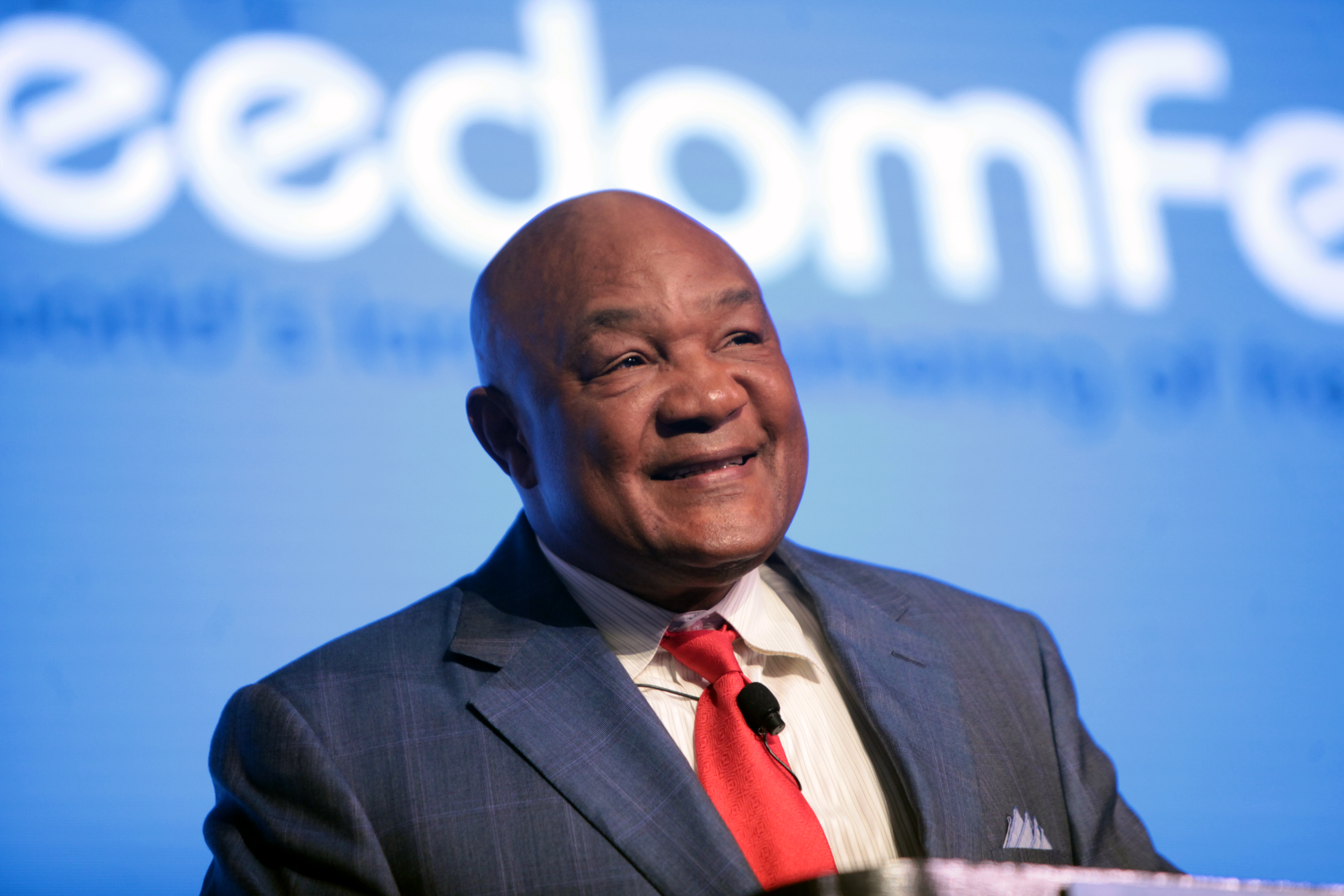
Джордж Форман

- Агмон, Шмуэль (103) — израильский математик, член НАН Израиля (1964)[109].
- Акын, Филиз[тур.] (82) — турецкая актриса[110].
- Блессиг, Эмиль[фр.] (77) — французский политик, депутат Парламента (1998—2012)[111].
- Гуэррини, Джанкарло[итал.] (85) — итальянский ватерполист, олимпийский чемпион (1960)[112].
- Ди Сомма, Фабрицио[англ.] (54) — итальянский велогонщик, серебряный призёр Паралимпиады (2000)[113].
- Квиетик, Штефан[словац.] (90) — словацкий актёр и политик[114].
- Форман, Джордж (76) — американский боксёр, олимпийский чемпион (1968), абсолютный чемпион мира (1973—1974)[115].

## 20 марта

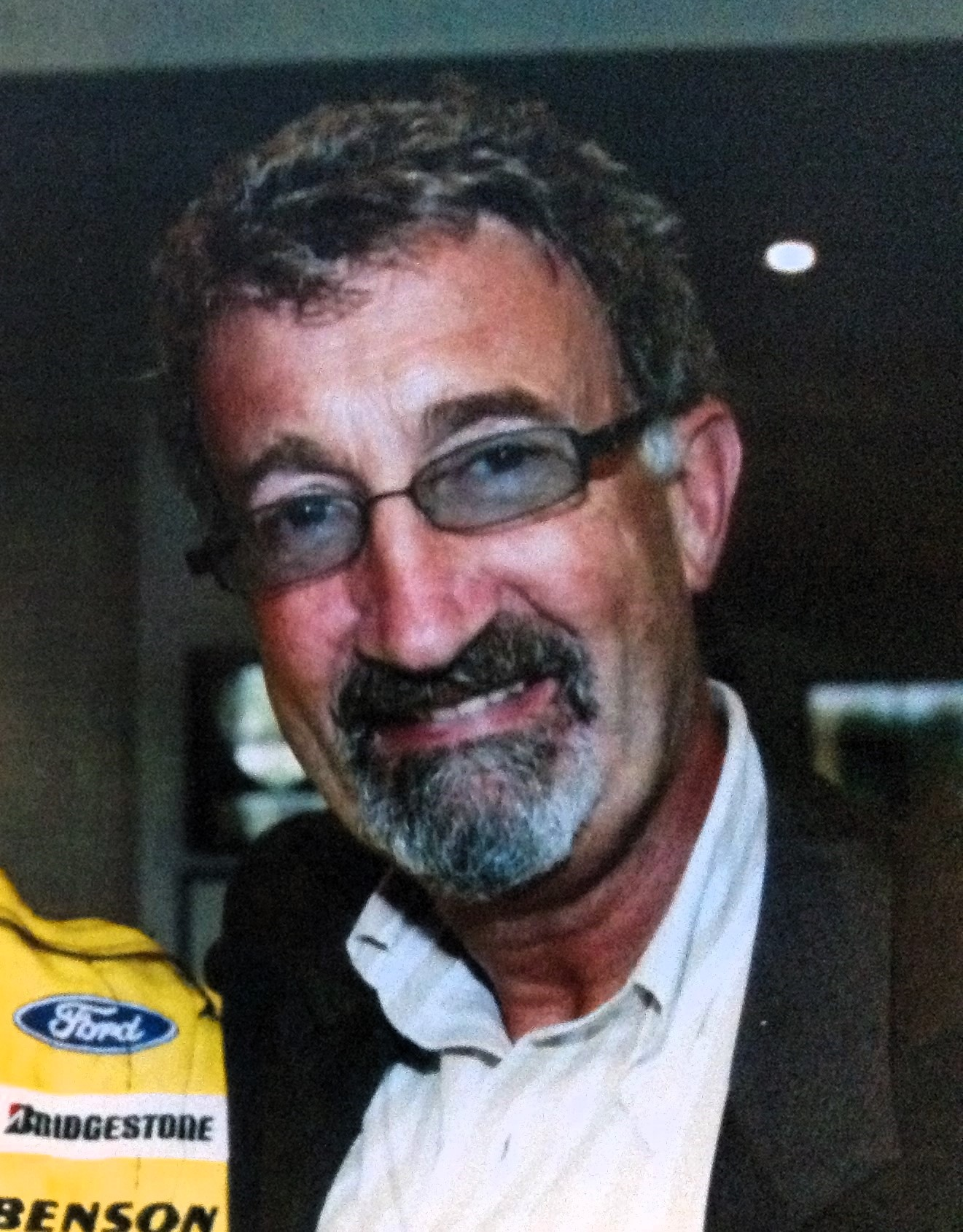
Эдди Джордан

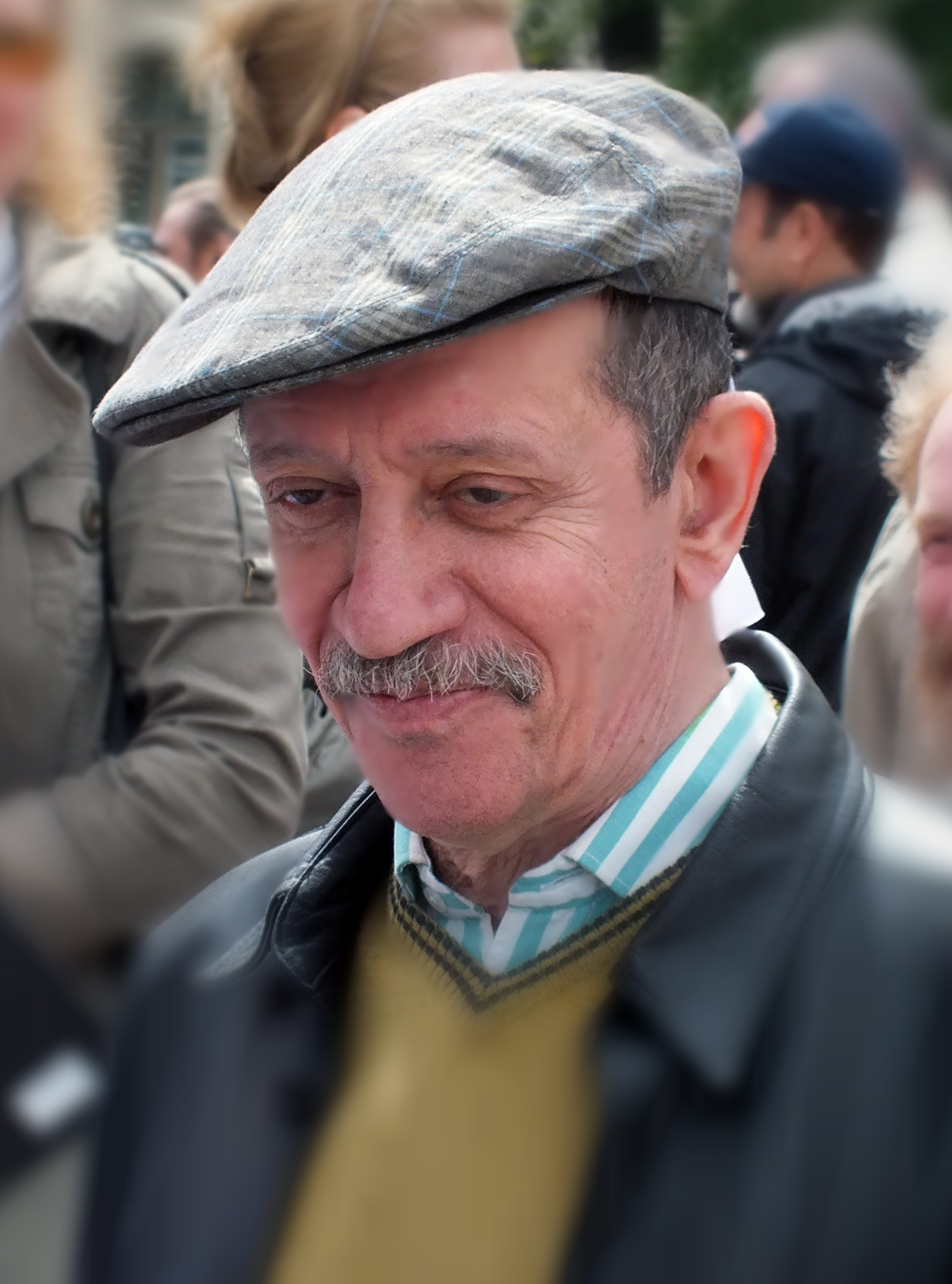
Вадим Жук

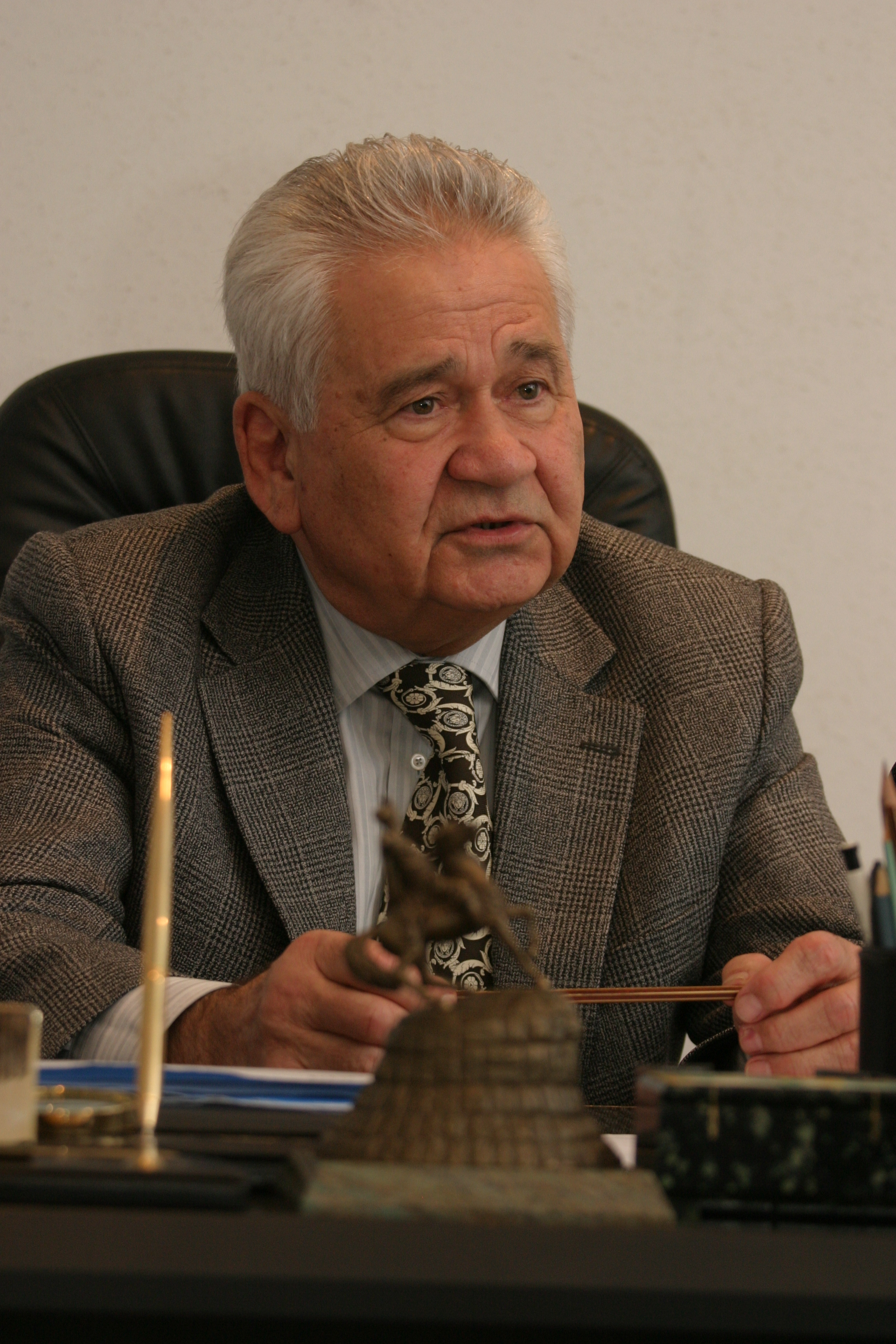
Витольд Фокин

- Адам, Константин (73) — советский и молдавский актёр, заслуженный артист Молдовы (2011)[116].
- Баранов, Олег (57) — российский гитарист (S.P.O.R.T., Tequilajazzz)[117].
- Джордан, Эдди (76) — ирландский предприниматель, основатель и владелец команды Формулы-1 «Джордан»[118].
- Жук, Вадим Семёнович (78) — советский и российский поэт, актёр, сценарист и драматург[119].
- Кларк, Норм (82) — американский спортивный журналист[120].
- Мелик-Карамов, Виталий Рачикович (77) — советский и российский журналист, писатель, режиссёр и сценарист[121].
- Скорвид, Сергей Сергеевич (67) — российский языковед[122].
- Сынав, Осман[тур.] (68) — турецкий кинорежиссёр, продюсер и сценарист[123].
- Фокин, Витольд Павлович (92) — советский и украинский государственный деятель, глава правительства Украинской ССР / Украины (1990—1992)[124].

## 19 марта

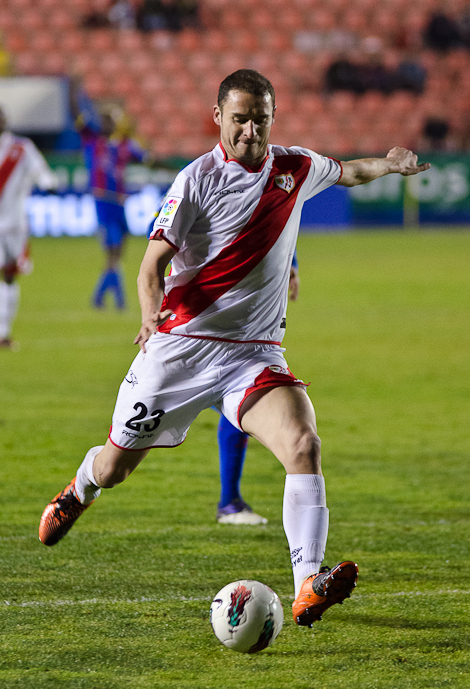
Андрия Делибашич

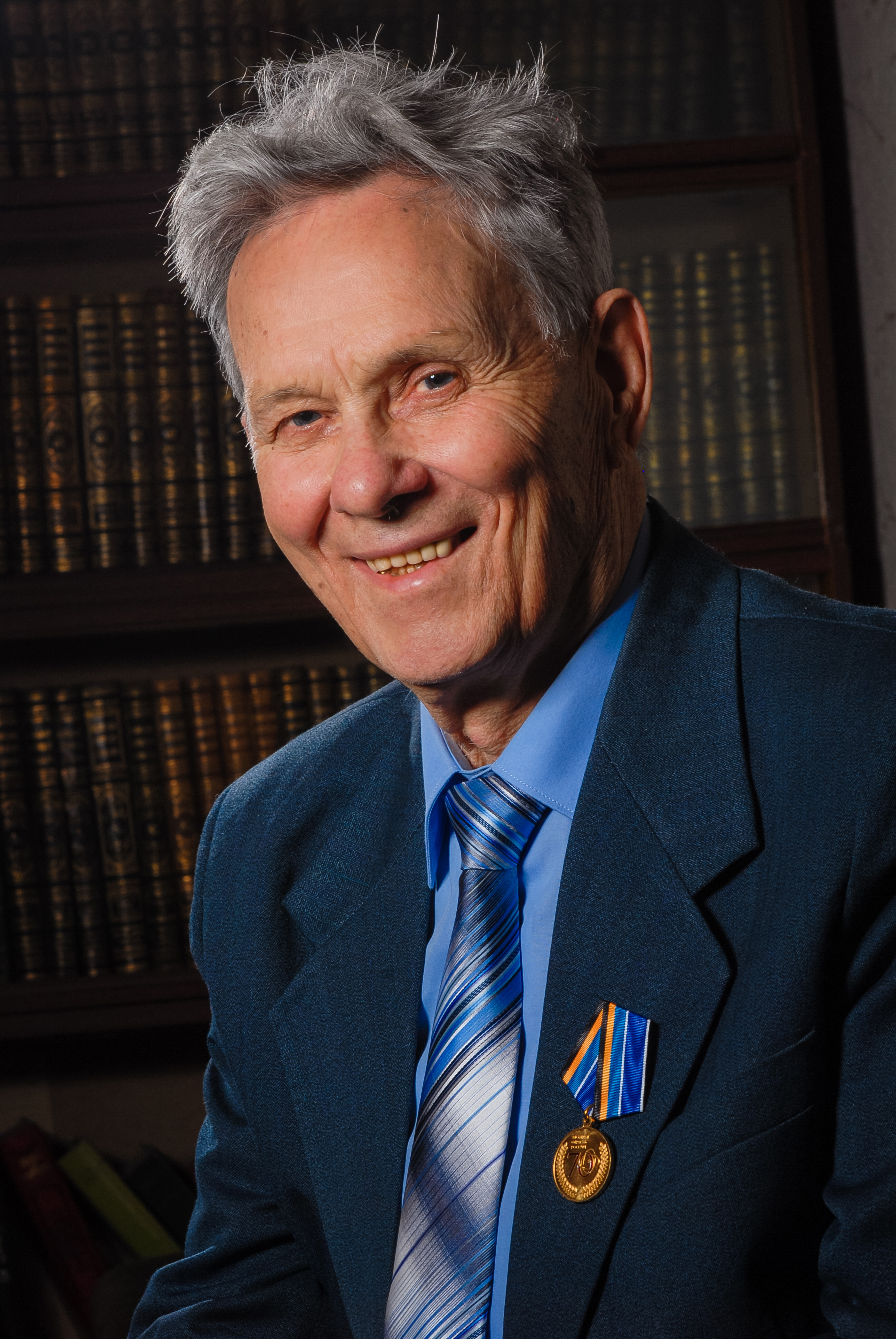
Юрий Коровин

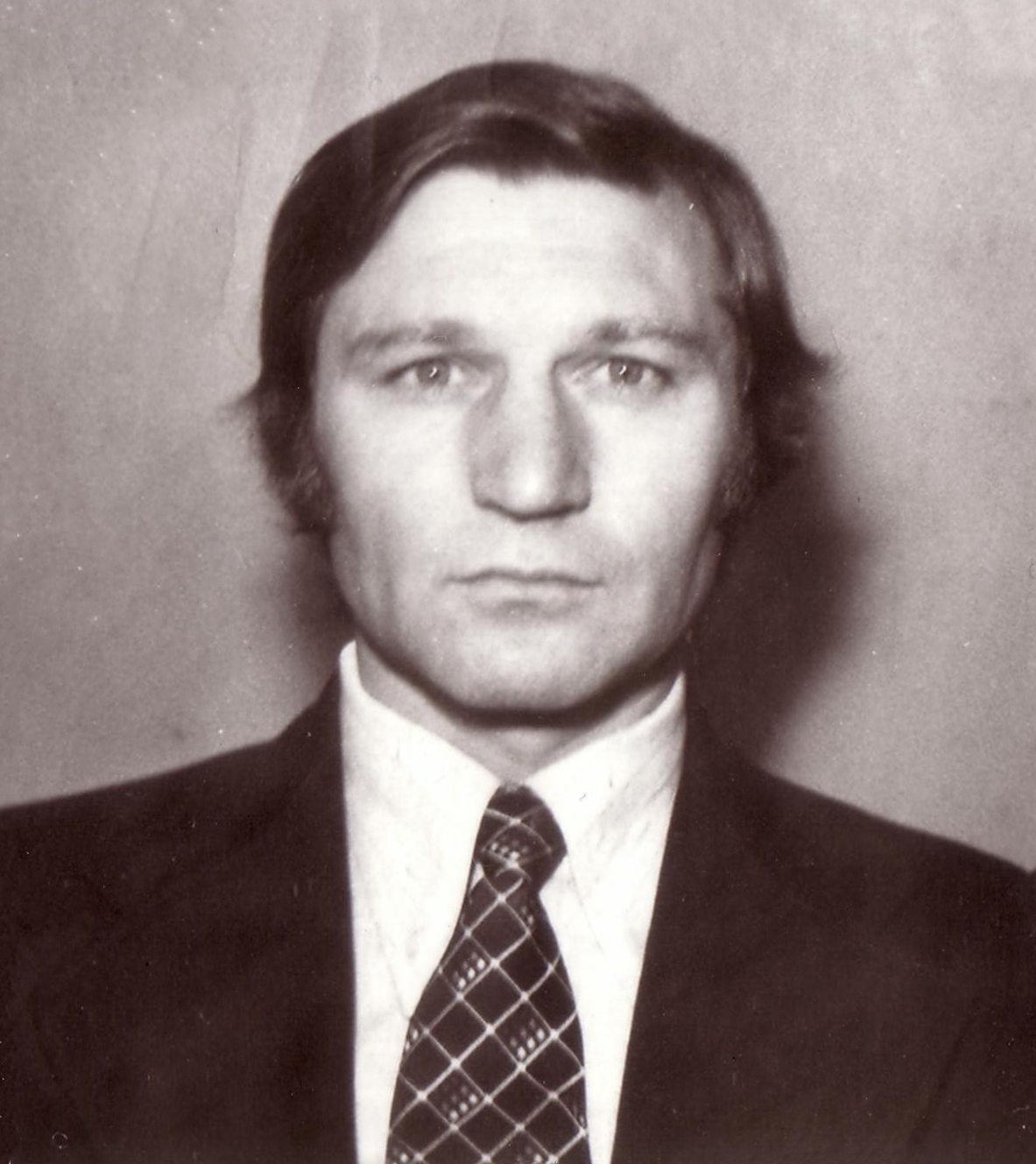
Калистрат Куцов

- Белкин, Август Соломонович (94) — советский и российский педагог, заслуженный деятель науки Российской Федерации (1993)[125].
- Годой, Эрнан[исп.] (83) — чилийский футболист и футбольный тренер[126].
- Делибашич, Андрия (43) — черногорский футболист, игрок национальной сборной[127].
- Камышева, Евгения Павловна (99) — советский и российский врач, заслуженный деятель науки РСФСР (1991)[128].
- Коровин, Юрий Фёдорович (92) — советский и украинский учёный и хозяйственный деятель, директор Приднепровского химического завода (1975—1999)[129].
- Куцов, Калистрат (76) — румынский боксёр, бронзовый призёр Олимпийских игр (1968)[130].
- Матока, Афанасий Матти Шаба (94) — иракский прелат Сирийской католической церкви, архиепископ Багдада (1983—2010)[131].
- Отто, Вернер (96) — немецкий футболист, игрок сборной Саара[132].
- Пустогачева, Роза Макаровна (85) — советский и российский врач-онколог, заслуженный врач Российской Федерации (1996)[133].
- Рингер, Эллен[нем.] (73) — швейцарская издательница[134].
- Симионаш, Василе[рум.] (74) — румынский футболист и футбольный тренер[135].
- Суровцева, Елена Михайловна (72) — российский скульптор, заслуженный художник Российской Федерации (2009), член-корреспондент РАХ (2019)[136].
- Фрольцова, Нина Тихоновна (80) — белорусский искусствовед, театровед, журналистка (о смерти объявлено в этот день)[137].

## 18 марта

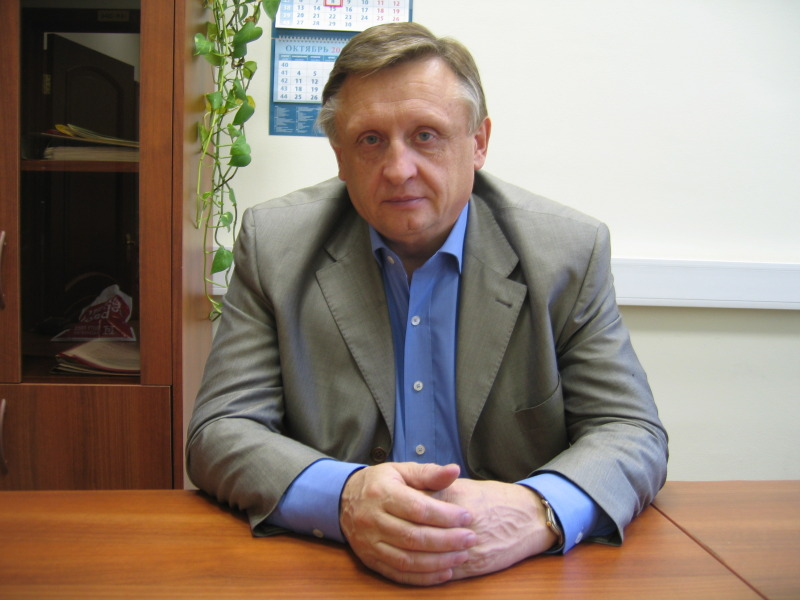
Валерицй Аньшин

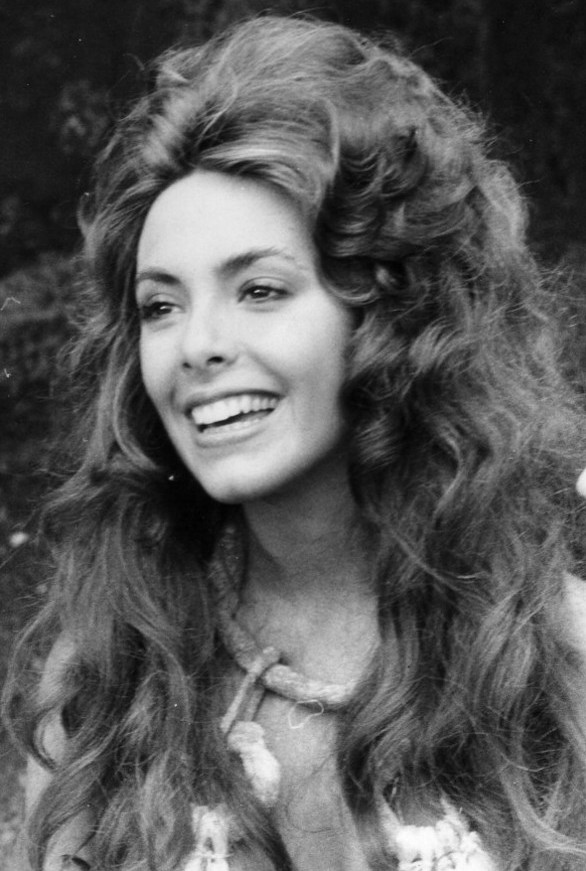
Надя Кассини

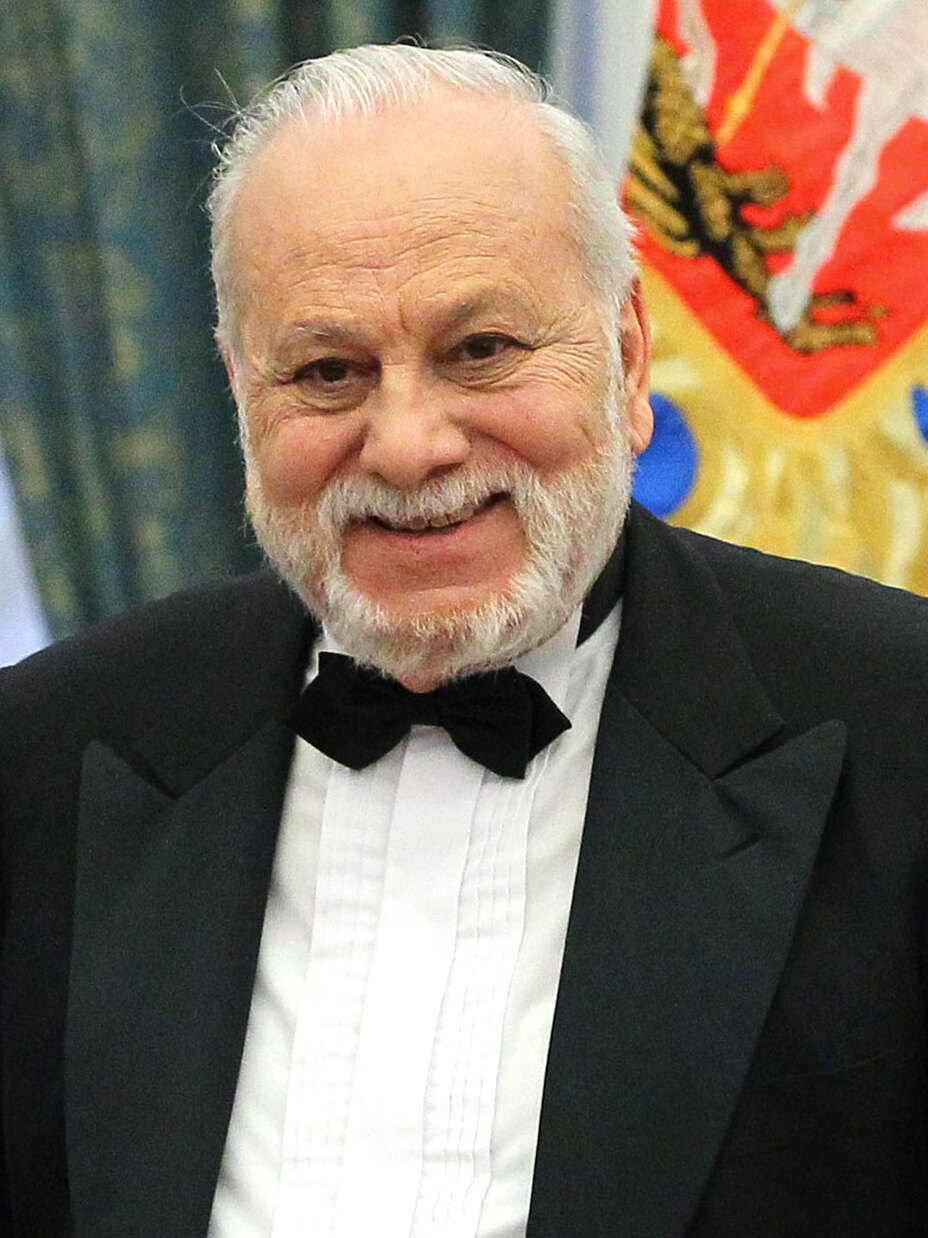
Бедрос Киркоров

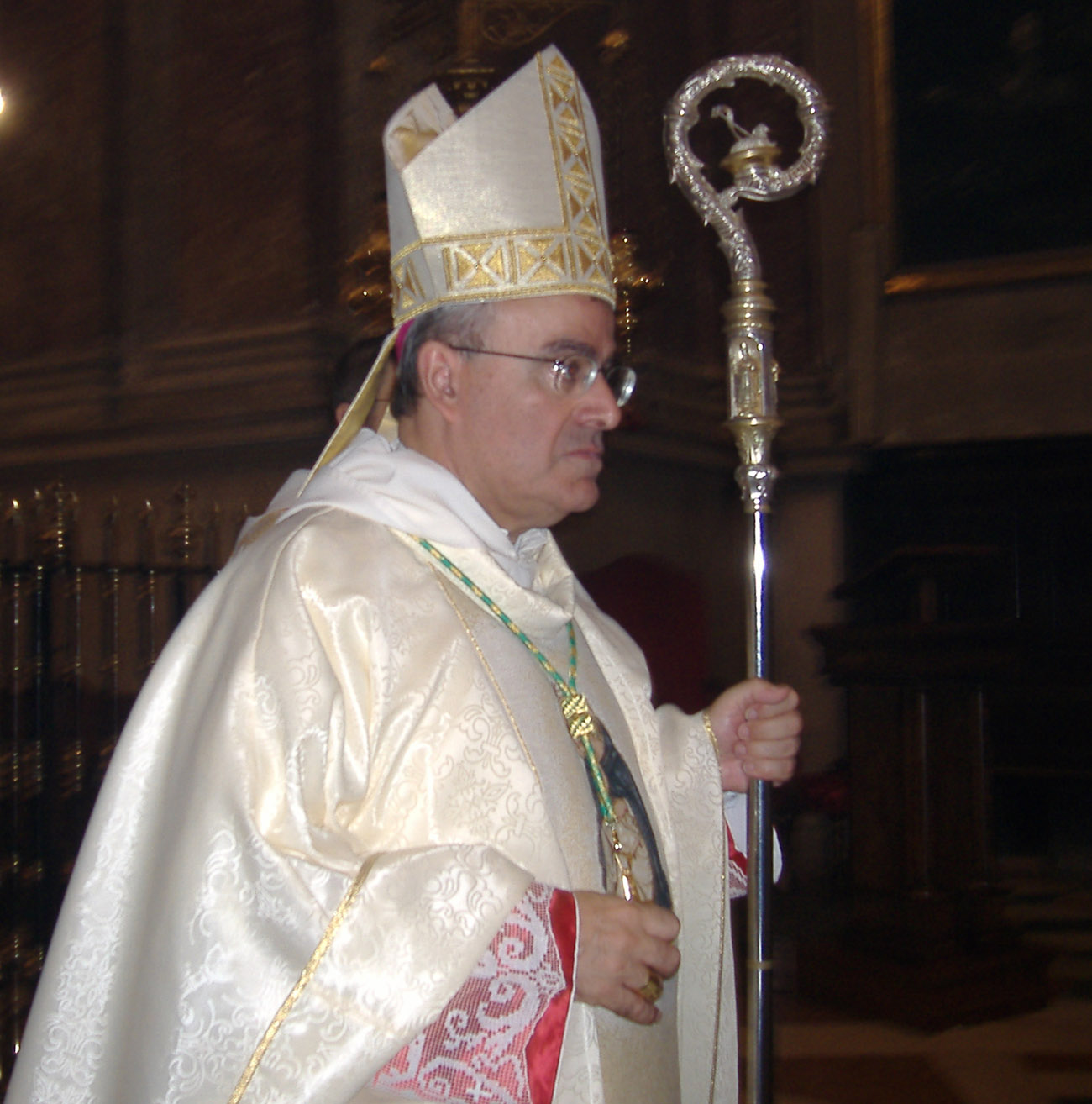
Пол Кремона

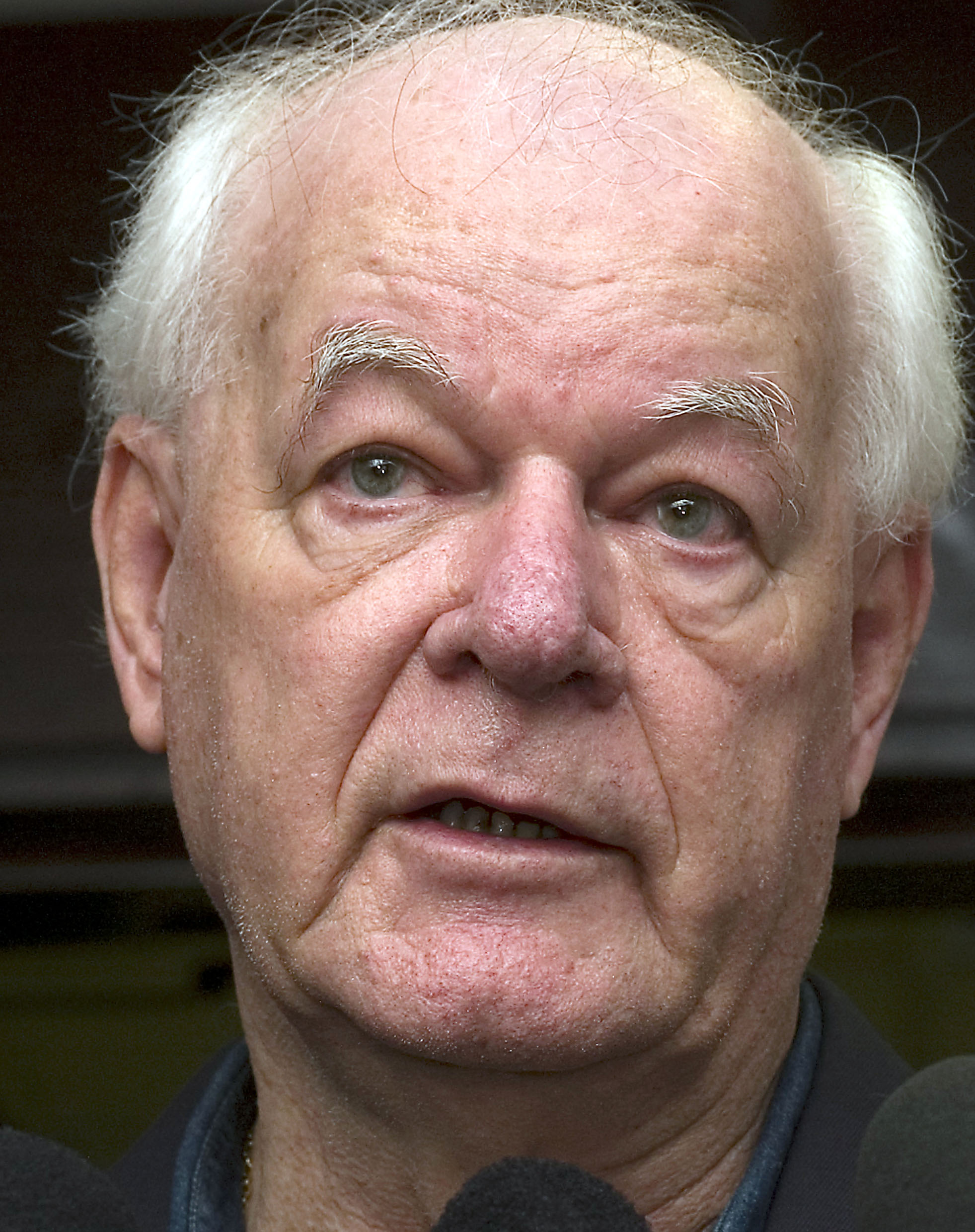
Вламир Маркес

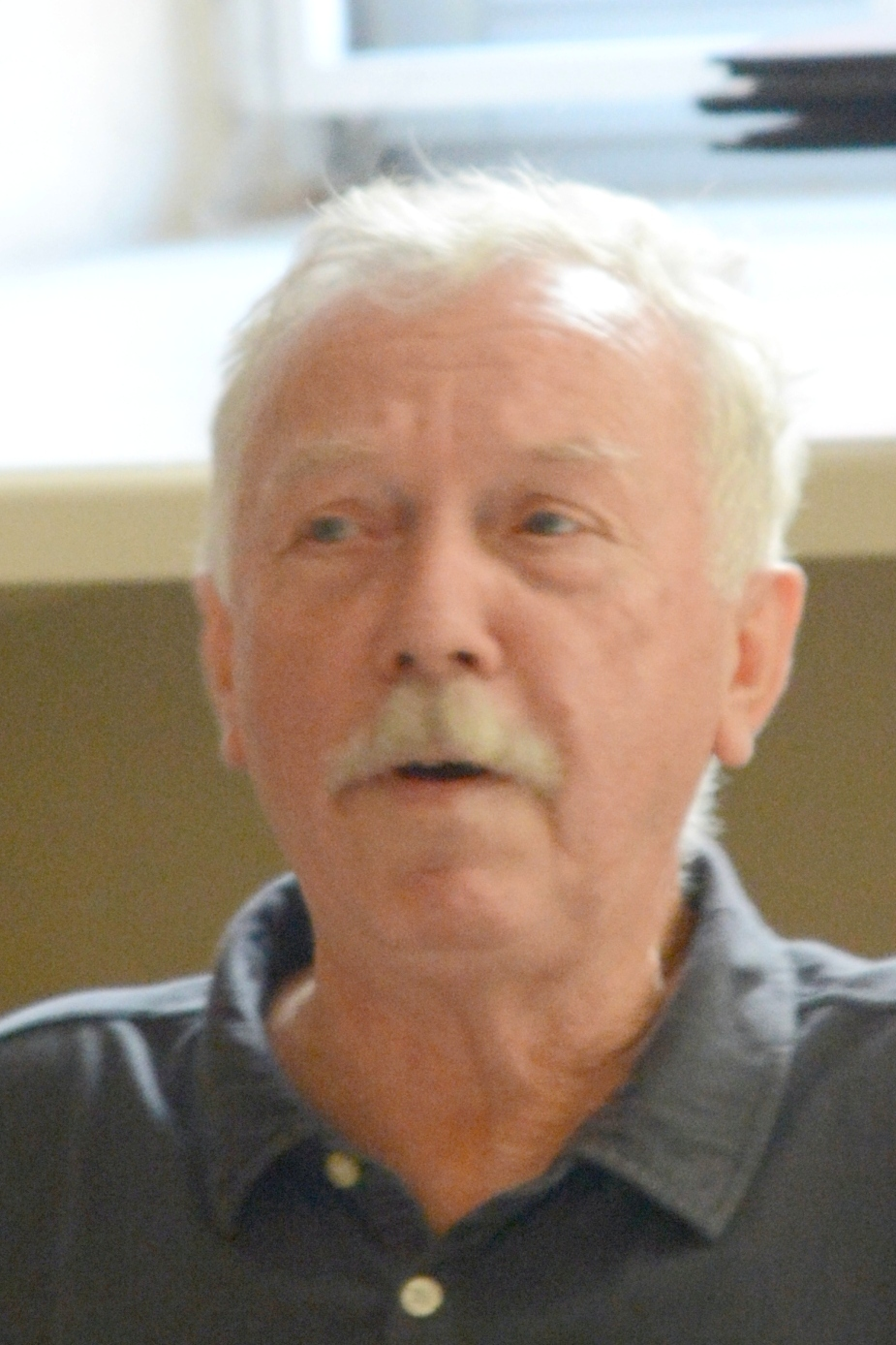
Лешек Мондзик

- Амайон, Роберта (85) — французский антрополог[138].
- Аньшин, Валерий Михайлович (71) — советский и российский экономист[139].
- Буше, Дениз[фр.] (89) — канадская писательница[140].
- Дауров, Джагафар Ахмедович (94) — советский и российский журналист и писатель[141].
- Дехтрикян, Ара Альфредович[арм.] (60) — армянский актёр, заслуженный артист Армении (2010)[142].
- Зюзин, Леонид Александрович (68) — советский и российский футболист[143].
- Кассини, Надя (76) — итало-американская актриса, певица и модель[144].
- Киркоров, Бедрос Филиппович (92) — болгарский, советский и российский эстрадный певец, народный артист Российской Федерации (2012)[145].
- Кремона, Пол (79) — мальтийский католический прелат, архиепископ Мальты (2007—2014)[146].
- Малыхин, Фёдор Михайлович (34) — российский хоккеист, обладатель Кубка Гагарина (2018) (тело обнаружено в этот день)[147].
- Маркес, Вламир (87) — бразильский баскетболист, двукратный чемпион мира (1959, 1963) и бронзовый призёр Олимпийских игр (1960, 1964)[148].
- Мондзик, Лешек (80) — польский театральный художник, режиссёр, сценограф[149].
- Нианкойе Ламах, Эдуар[фр.] (79/80) — гвинейский политический деятель, министр иностранных дел (2010—2012) и здравоохранения (2018—2019)[150].

## 17 марта

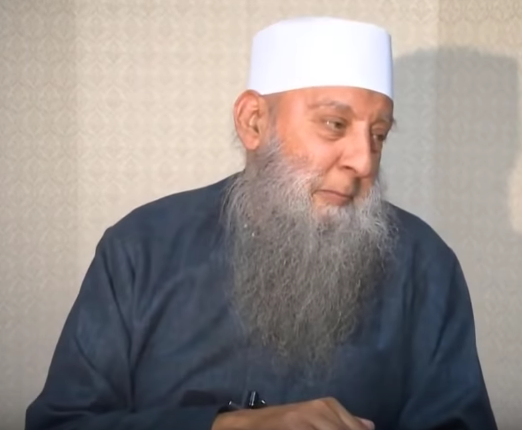
Абу Исхак Аль-Хувейни

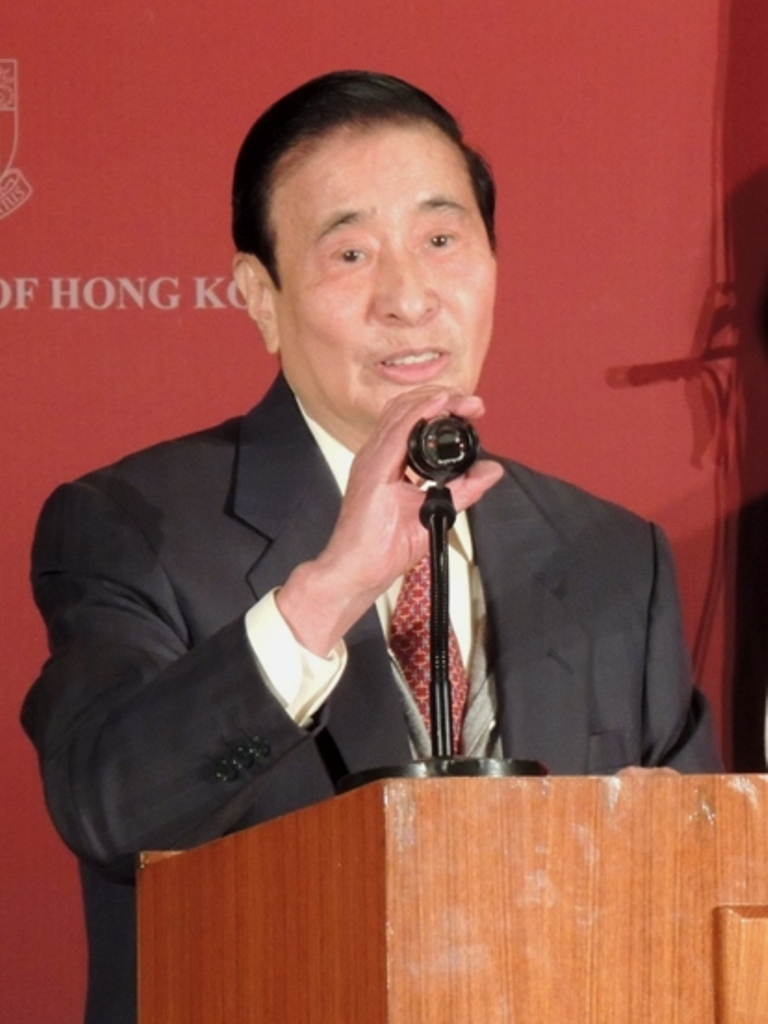
Ли Чжаоцзи

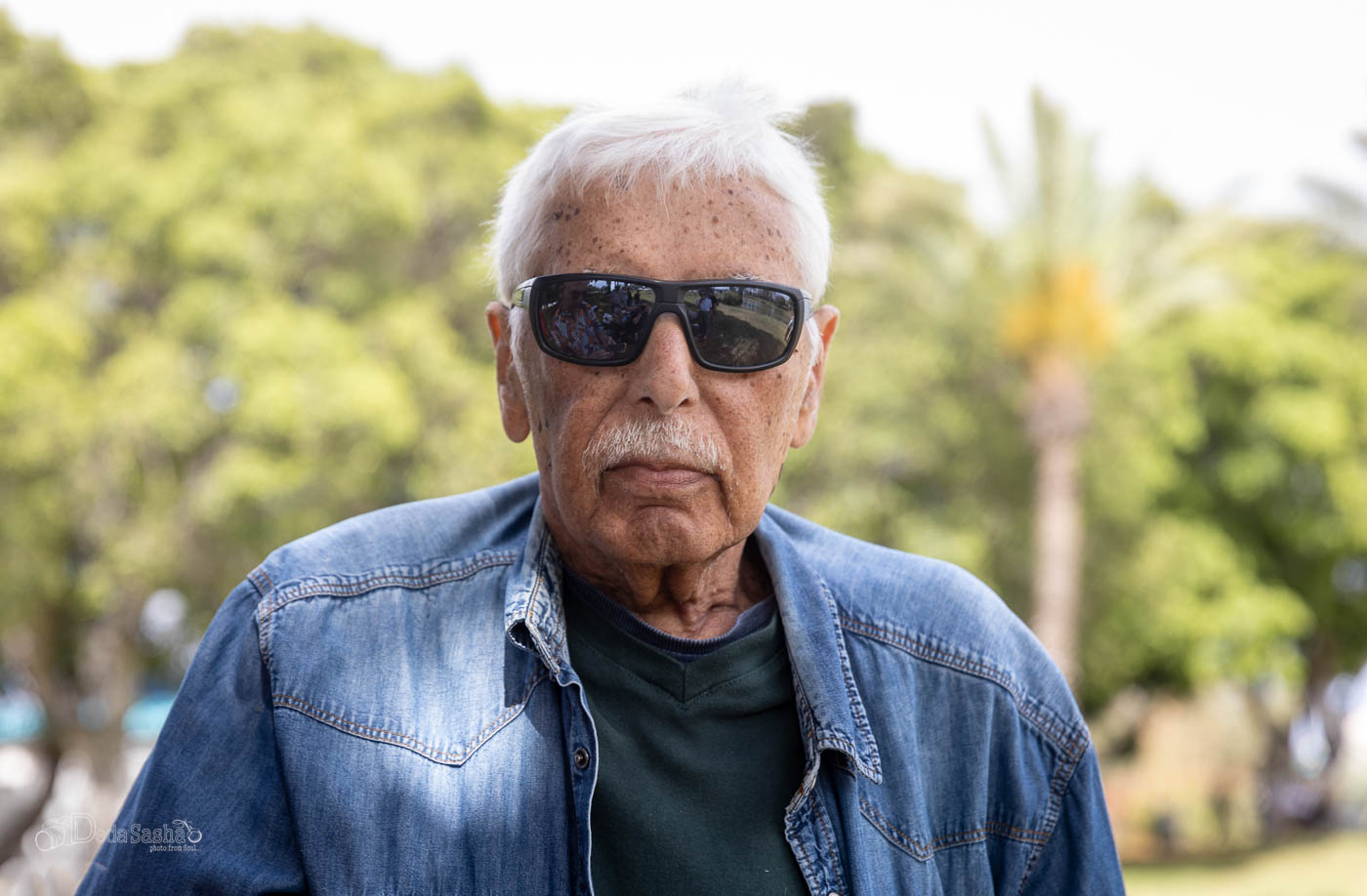
Аркадий Троянкер

- Абу Исхак Аль-Хувейни (68) — египетский мусульманский проповедник[151].
- Варзару, Георгий[исп.] (64) — румынский регбист, игрок национальной сборной[152].
- Даниленко, Валерий Петрович (75) — советский и российский филолог, автор работ по теории языка и истории языкознания, а также философии, теории и истории культуры, доктор филологических наук, профессор Иркутского государственного университета[153].
- Иванова, Ана (51) — парагвайская актриса[154].
- Ли Чжаоцзи (97) — китайский бизнесмен, основатель и владелец компании Henderson Land[155].
- Мартинес, Аурелио[исп.] (55) — гондурасский музыкант и политик; авиакатастрофа[156].
- Перунич, Братислава[босн.] (88) — боснийский специалист по теории автоматического управления, член (1986) и вице-президент (2008—2011) Академии наук и искусств Боснии и Герцеговины[157].
- Петуваш, Феликс Муратович (76) — советский и российский художник, заслуженный художник Российской Федерации (1993)[158].
- Прадхан, Дебендра[англ.] (83) — индийский политический деятель, депутат Лок сабхи (1999—2004)[159].
- Токуренова, Нина Гармаевна (79) — советская и российская актриса, народная артистка Российской Федерации (2003)[160].
- Троянкер, Аркадий Товьевич (87) — советский, российский и израильский книжный график, графический дизайнер[161].
- Фрейзер, Джон (89) — шотландский футболист (о смерти объявлено в этот день)[162].
- Хемингуэй, Джон[англ.] (105) — ирландский лётчик-истребитель Королевских ВВС Великобритании, последний лётчик — участник битвы за Британию[163].
- Шу Шэнью[кит.] (88) — китайский политик, губернатор Цзянси (1995—2001)[164].

## 16 марта

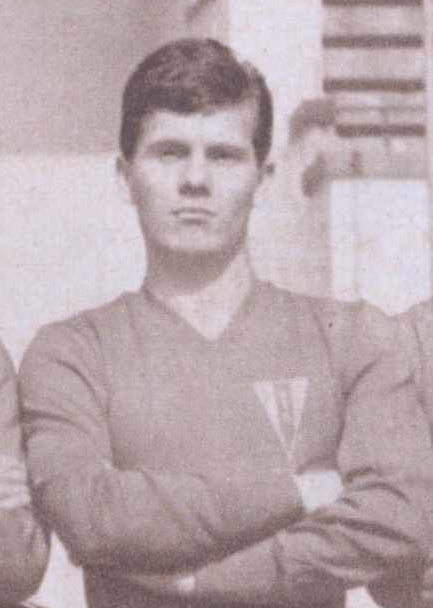
Гаврилэ Бирэу

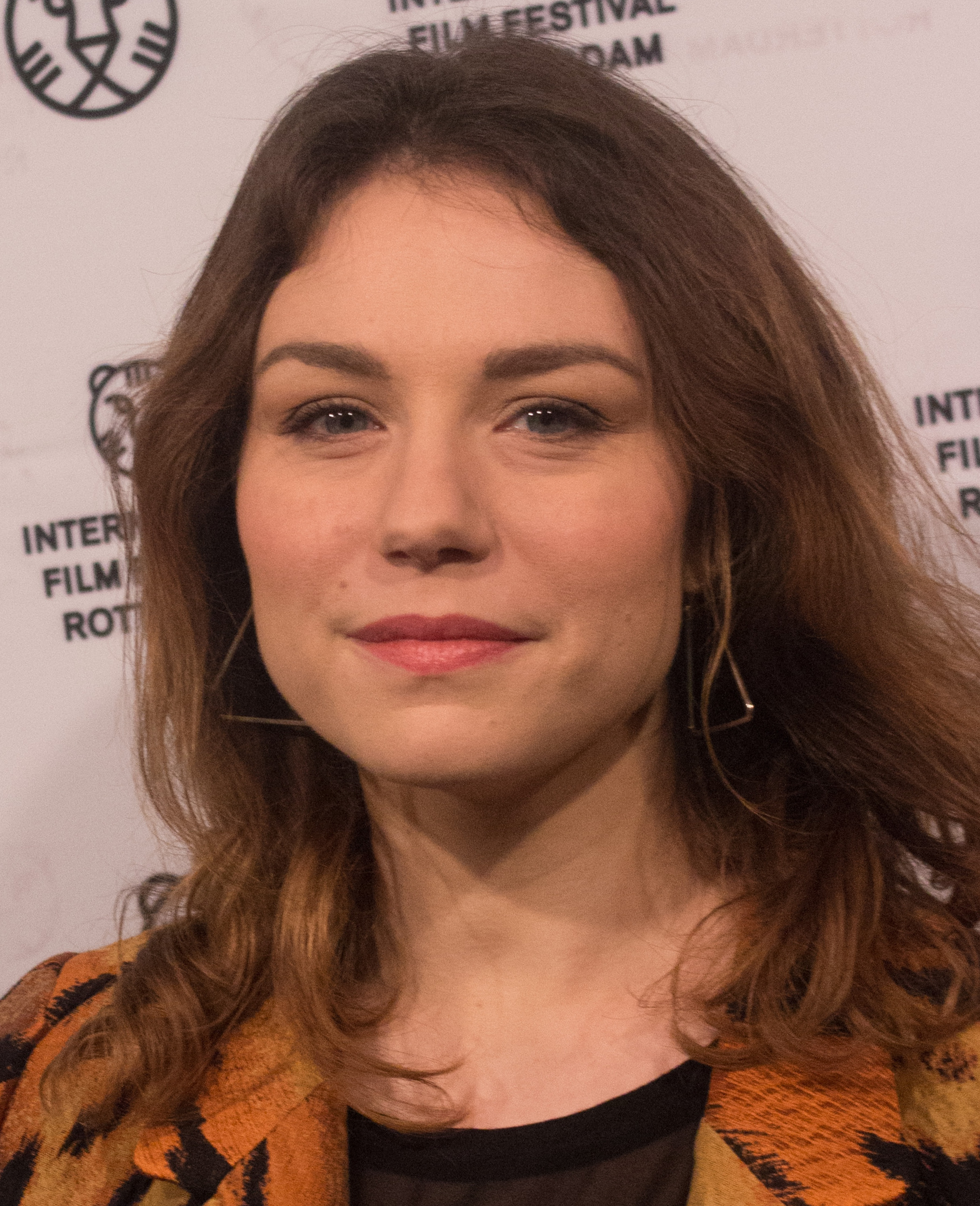
Эмили Декенн

- Бирэу, Гаврилэ (80) — румынский футболист и футбольный тренер[165].
- Волфсон, Дик[нидерл.] (91) — нидерландский экономист и политик, сенатор[166].
- Гасанов, Энвер Джафар оглы (74) — азербайджанский актёр и режиссёр, народный артист Азербайджана (2018)[167].
- Декенн, Эмили (43) — бельгийская актриса[168].
- Климентова, Лидия Алексеевна (86) — советский и российский врач и политик, народный депутат СССР (1989—1991), заслуженный врач Российской Федерации (1995)[169].
- Клоучек, Томаш (45) — чешский хоккеист; несчастный случай[170].
- Комраков, Милорад (69) — югославский и сербский журналист, председатель Объединения журналистов Сербии (1996—2000)[171].
- Лазаров, Андрей (25) — северомакедонский футболист; погиб, спасая людей из пожара в ночном клубе «Pulse» в Кочани[172].
- Ли Дэпин[кит.] (98) — китайский физик, член Китайской академии наук (1991)[173].
- Янг, Джесси Колин[англ.] (83) — американский певец и автор песен[174].

## 15 марта

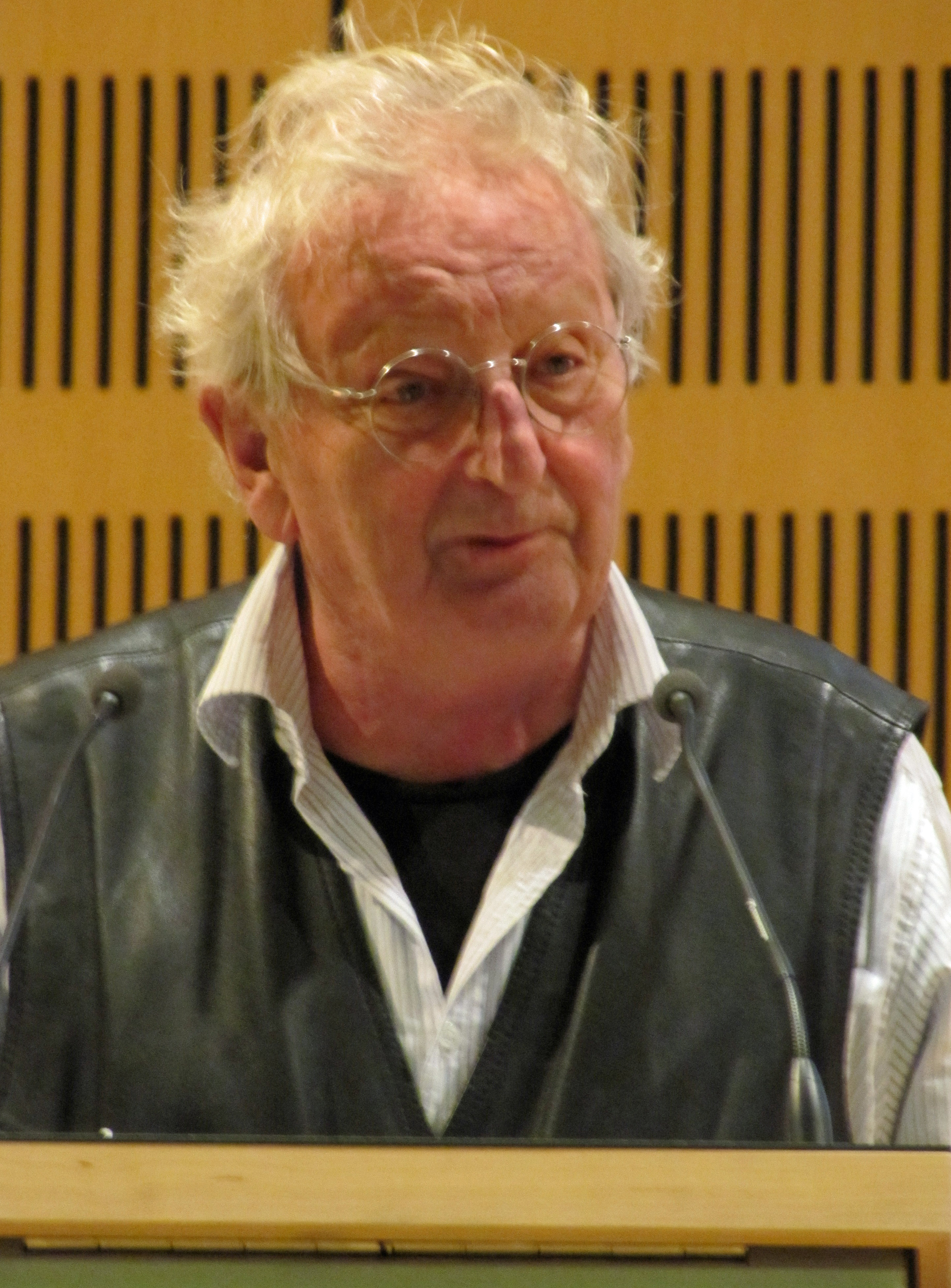
Петер Биксель

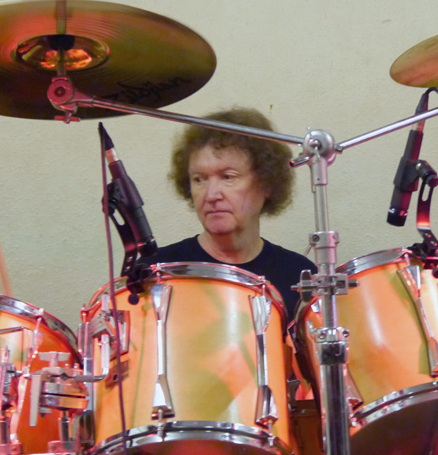
Лес Бинкс

Наталья Жумадильдаева

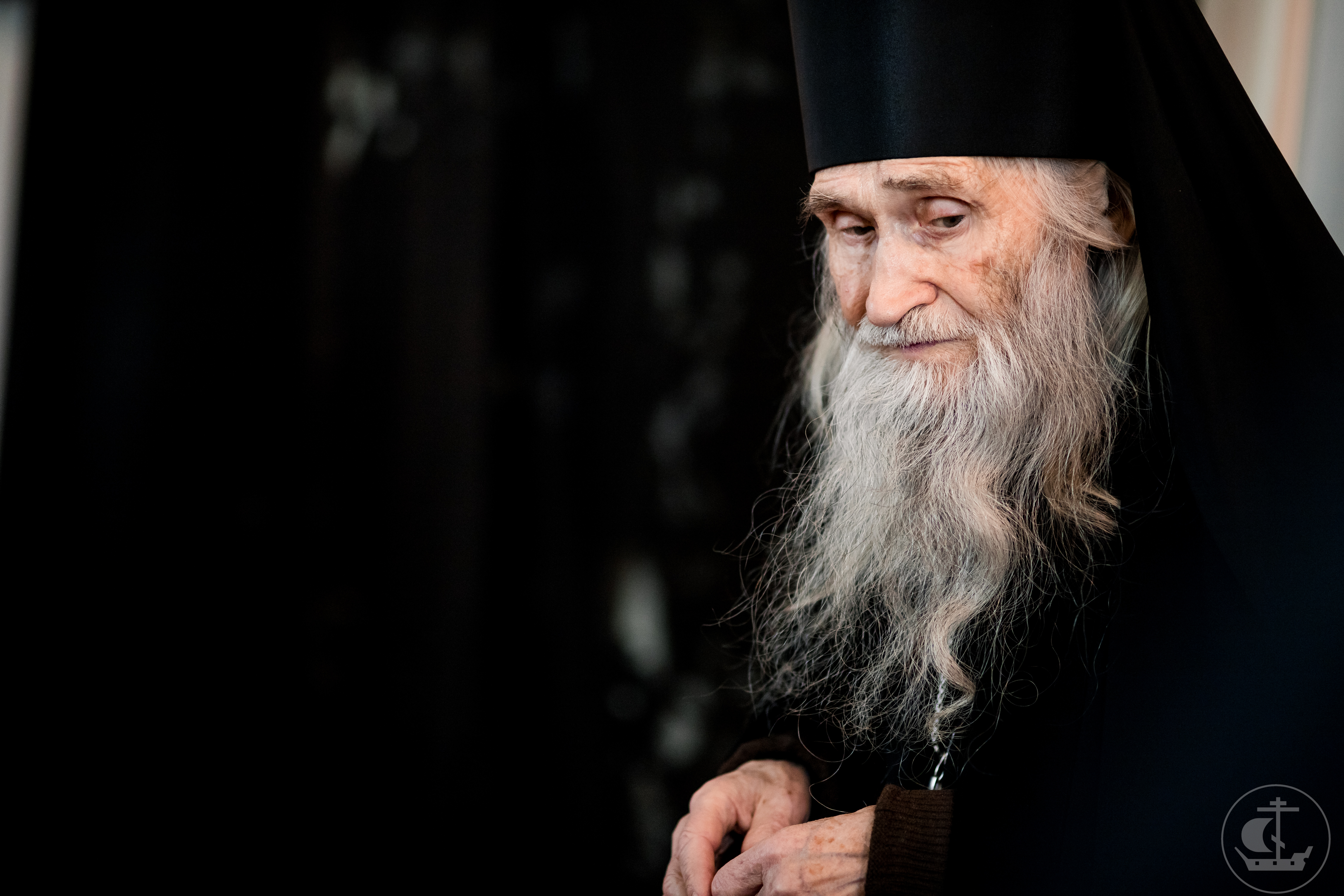
Схиархимандрит Илий

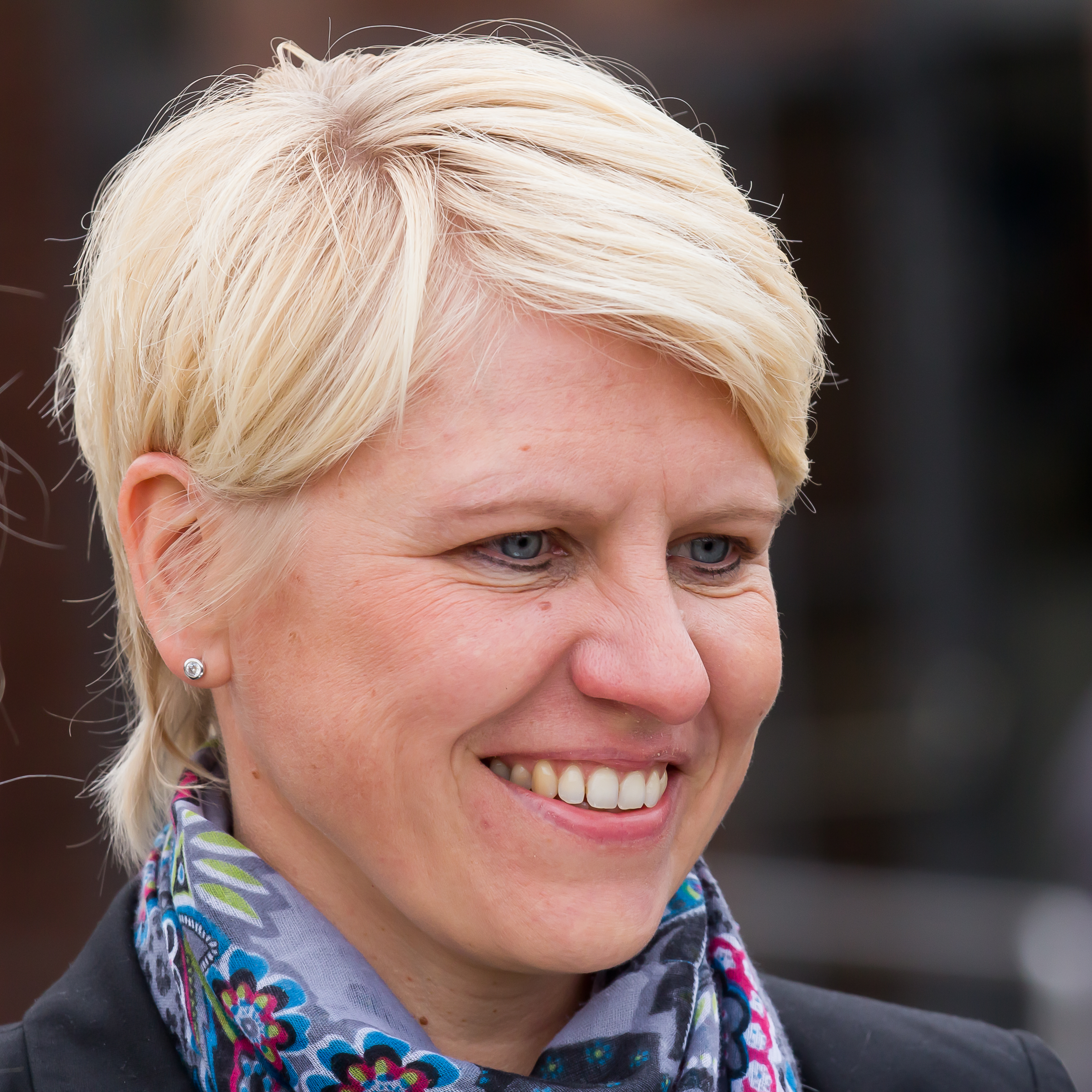
Дорис Фичен

- Адам, Анталь[венг.] (95) — венгерский геофизик, действительный член АН Венгрии (1993)[175].
- Асо, Ватару[яп.] (85) — японский политик, губернатор префектуры Фукуока (1995—2011)[176].
- Биксель, Петер (89) — швейцарский писатель и журналист[177].
- Бинкс, Лес (73) — северо-ирландский барабанщик (Judas Priest)[178].
- Бобровский, Валентин Иванович (88) — советский и российский звукорежиссёр, заслуженный деятель искусств Российской Федерации (2001)[179].
- Жобер, Ален[фр.] (84) — французский журналист, писатель, продюсер и телережиссёр[180].
- Жумадильдаева, Наталья Васильевна (59) — казахстанский политик, депутат Мажилиса (2016—2021)[181].
- Илий (Ноздрин) (93) — схиархимандрит РПЦ, духовник братии Оптиной пустыни и патриарха Московского Кирилла[182].
- Индире, Филемона[англ.] (95) — кенийский дипломат и политик, депутат Парламента (1983—1988), посол в СССР (1960-е годы)[183].
- Крутикова, Ирина Владимировна (88) — советский и российский художник-дизайнер и модельер, заслуженный художник Российской Федерации (2016), академик РАХ (2012)[184].
- Лауи, Нита[англ.] (87) — американский политик, член Палаты представителей (1989—2021)[185].
- Макфэдиан, Колин[англ.] (82) — английский регбист, игрок и капитан национальной сборной[186].
- Меткалф, Стэнли (78) — британский экономист [John Stanley Metcalfe — 20 March 1946 to 15 March 2025  — Cambridge University Press, 1990. — ISSN 1035-3046; 1838—2673].
- Молдогазиев, Бейше[кирг.] (85) — советский и киргизский государственный деятель, депутат Жогорку Кенеша (1991—1994)[187].
- Уоттс, Слик (73) — американский баскетболист[188].
- Фичен, Дорис (56) — немецкая футболистка, игрок национальной сборной, бронзовый призёр Олимпийских игр (2000), четырёхкратная чемпионка Европы[189].
- Хаузер, Уингз (77) — американский актёр, музыкант, режиссёр, продюсер и сценарист[190].

## 14 марта

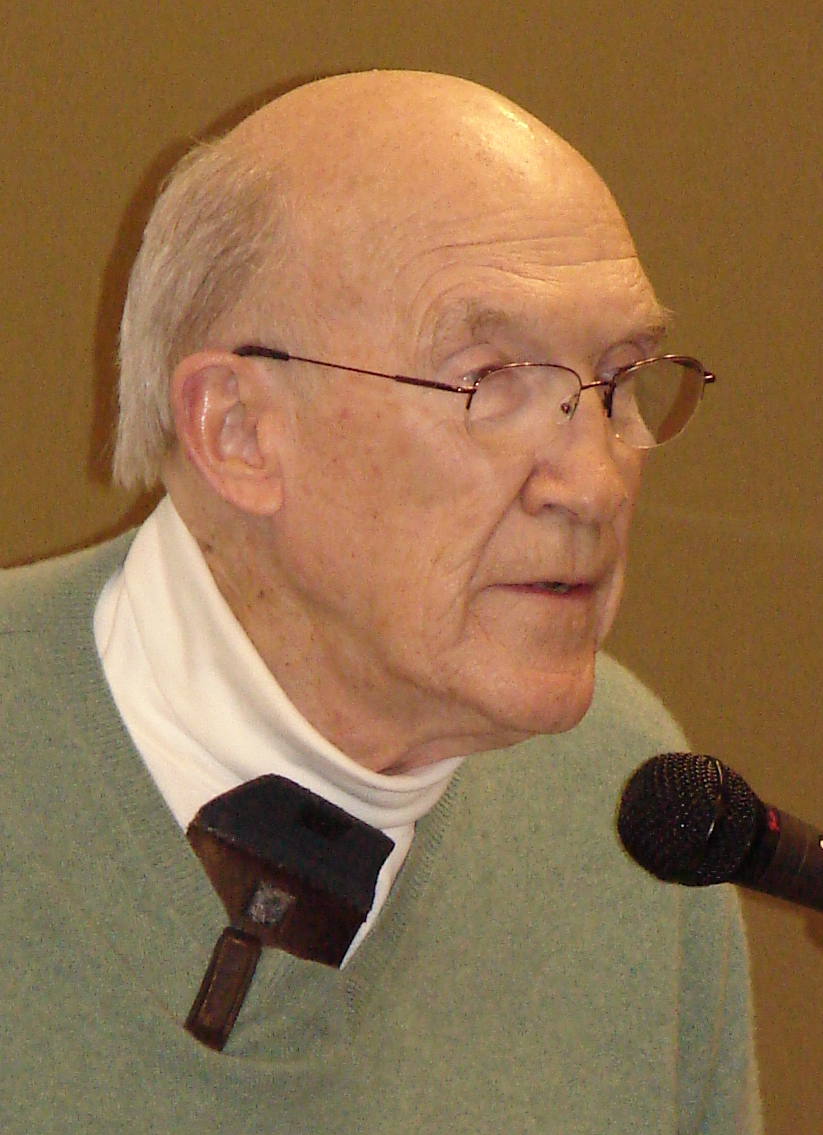
Алан Симпсон

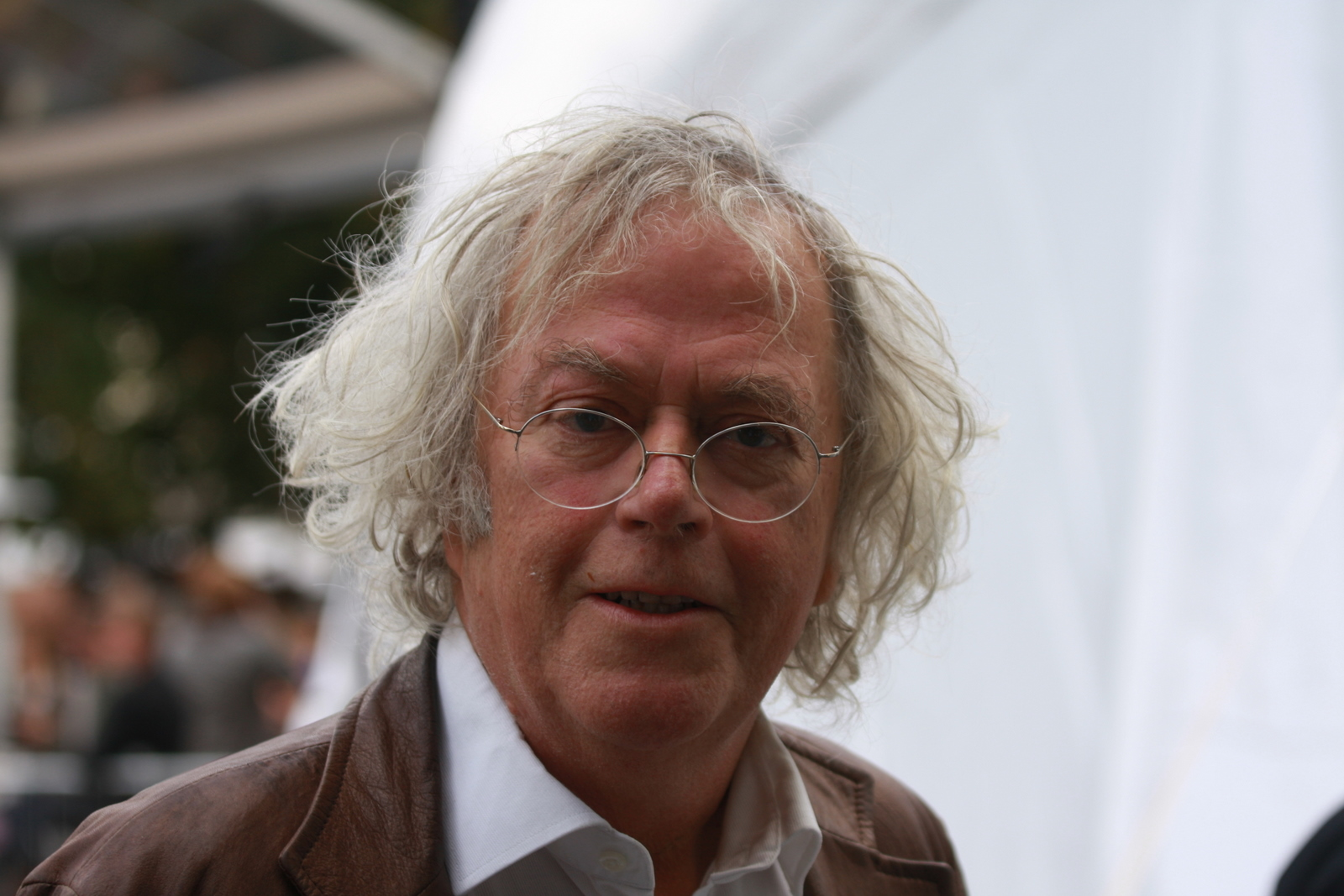
Даг Солстад

- Алибеков, Темирболат Билалович (91) — советский и российский селекционер, заслуженный деятель науки Российской Федерации (2006)[191].
- Гераевский, Богуслав[пол.] (87) — польский спринтер, участник Олимпийских игр (1960)[192].
- Гриц, Петер[чеш.] (59) — чехословацкий и словацкий велогонщик, участник Олимпийских игр (1996)[193].
- Данилова, Нина Петровна (77) — российский политический деятель, депутат Государственной думы (1996—2000, 2011)[194].
- Дженуарди, Пьетро[итал.] (62) — итальянский актёр[195].
- Диннин, Клод[фр.] (90) — французский политик, депутат Национального собрание (1973—1981, 1986—1997)[196].
- Касуба, Абдул[англ.] (73) — индонезийский политик, губернатор провинции Северное Малуку (2019—2023)[197].
- Кронталер, Андреас (73) — австрийский стрелок, серебряный призёр Олимпийских игр в стрельбе из пневматической винтовки на 10 метров (1984)[198].
- Мукерджи, Деб[англ.] (83) — индийский актёр[199].
- Ньюэлл, Вирджиния[англ.] (107) — американский политик и математик[200].
- Романо, Бруни[итал.] (65) — итальянский саксофонист и композитор[201].
- Симпсон, Алан (93) — американский политик, сенатор (1979—1997)[202].
- Солстад, Даг (83) — норвежский прозаик и драматург[203].
- Шуковски, Манфред (97) — немецкий преподаватель и автор книг об астрономических часах[204].
- Эверсли, Фред[англ.] (83) — американский скульптор[205].
- Юсупов, Вакиль Бареевич (73) — башкирский актёр, народный артист Башкирии (1993).

## 13 марта

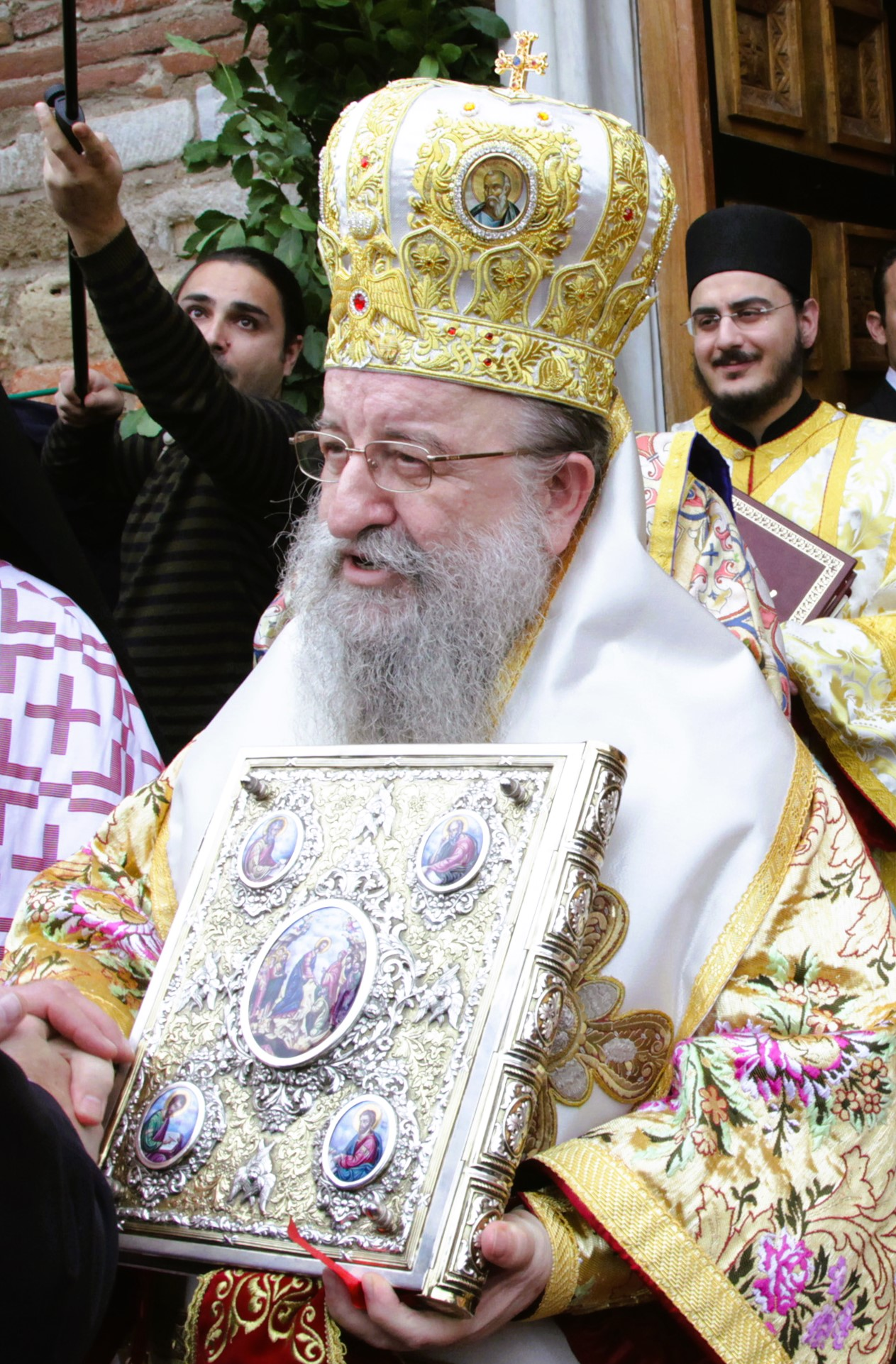
Митрополит Анфим

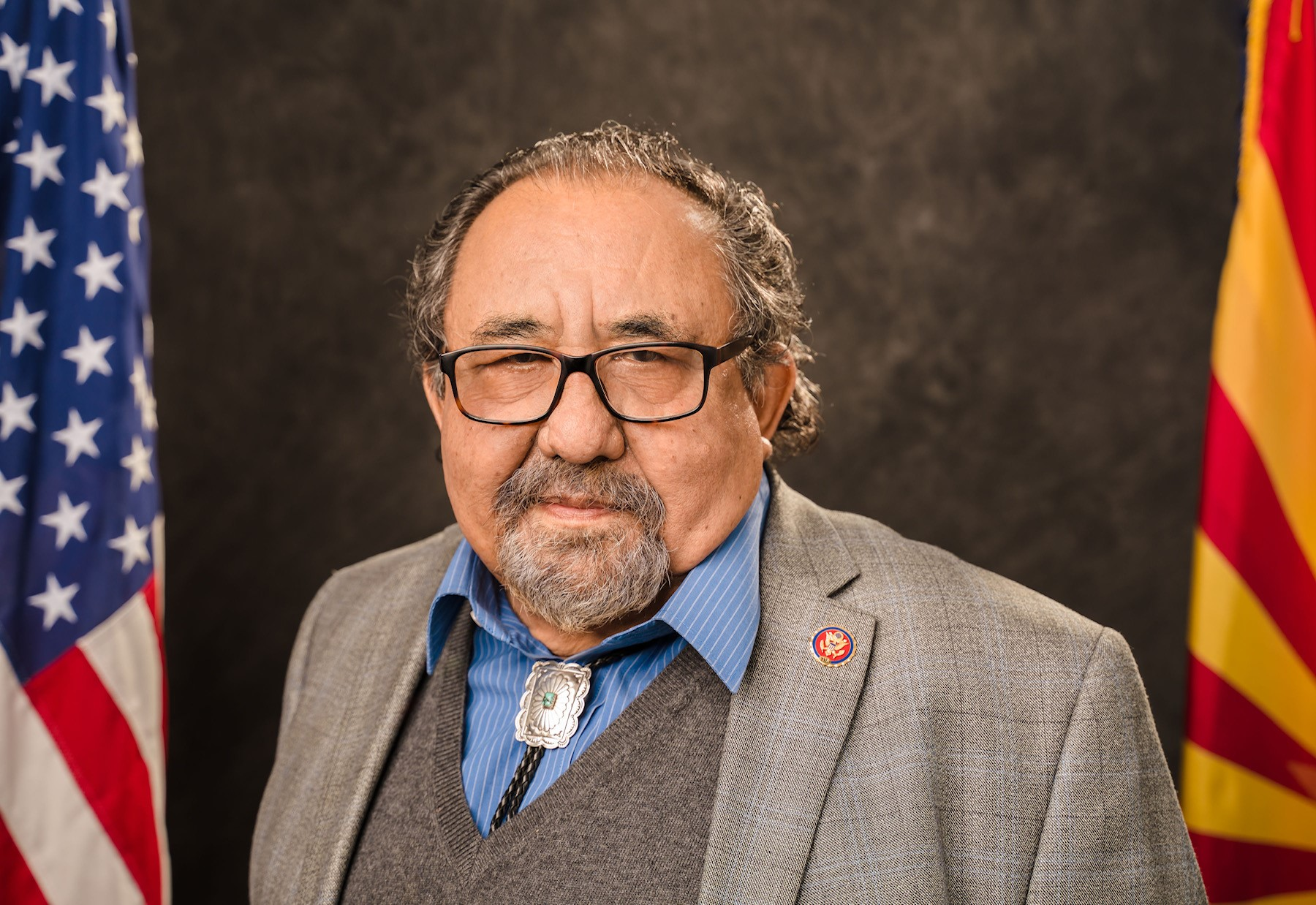
Рауль Грихальва

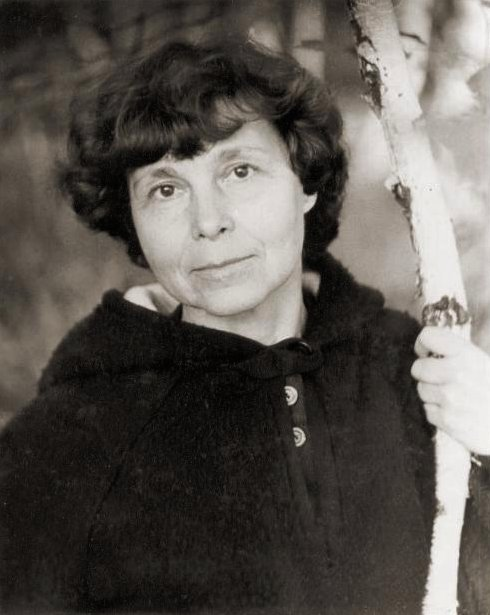
София Губайдулина

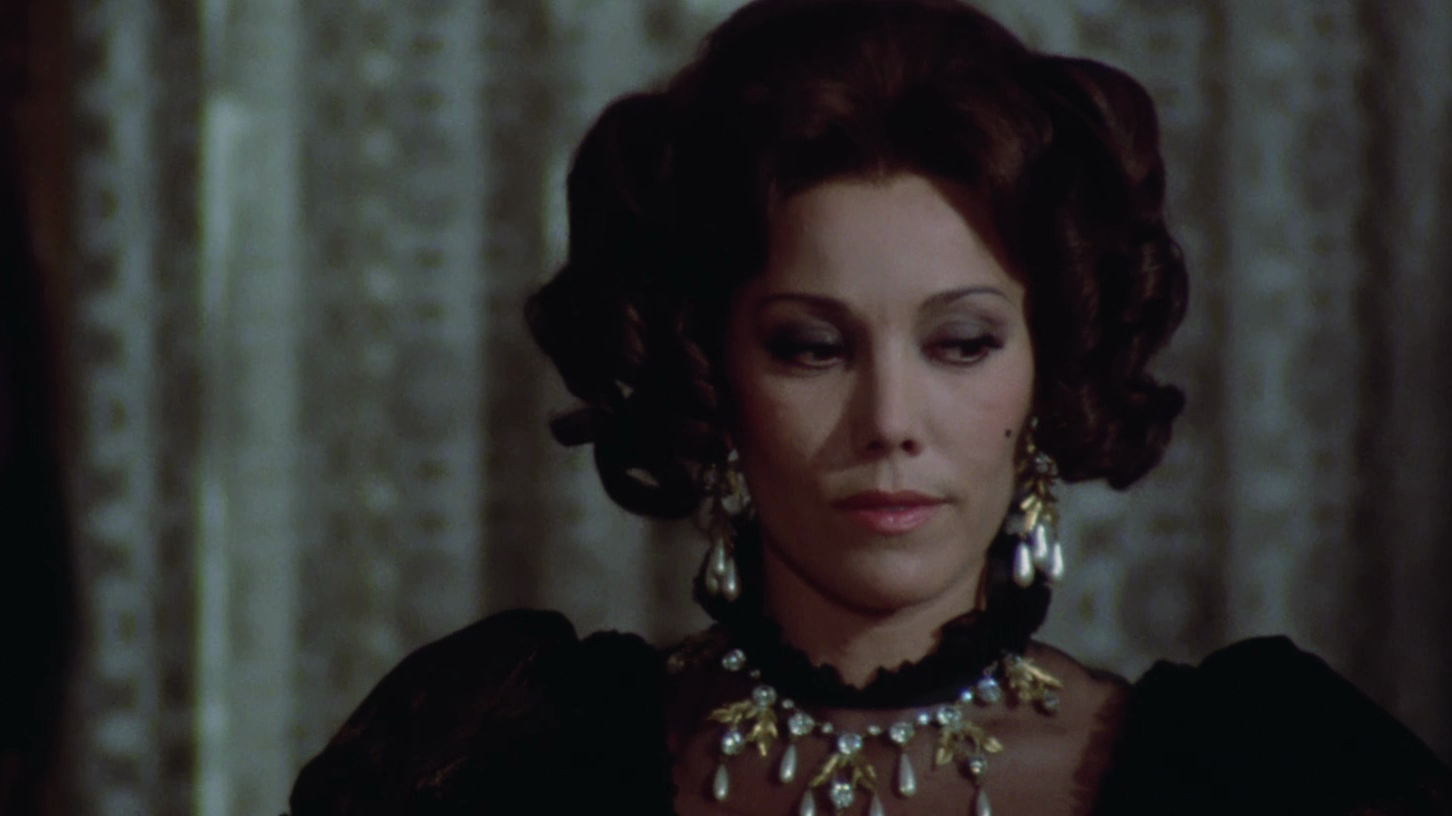
Мария Грация Спина

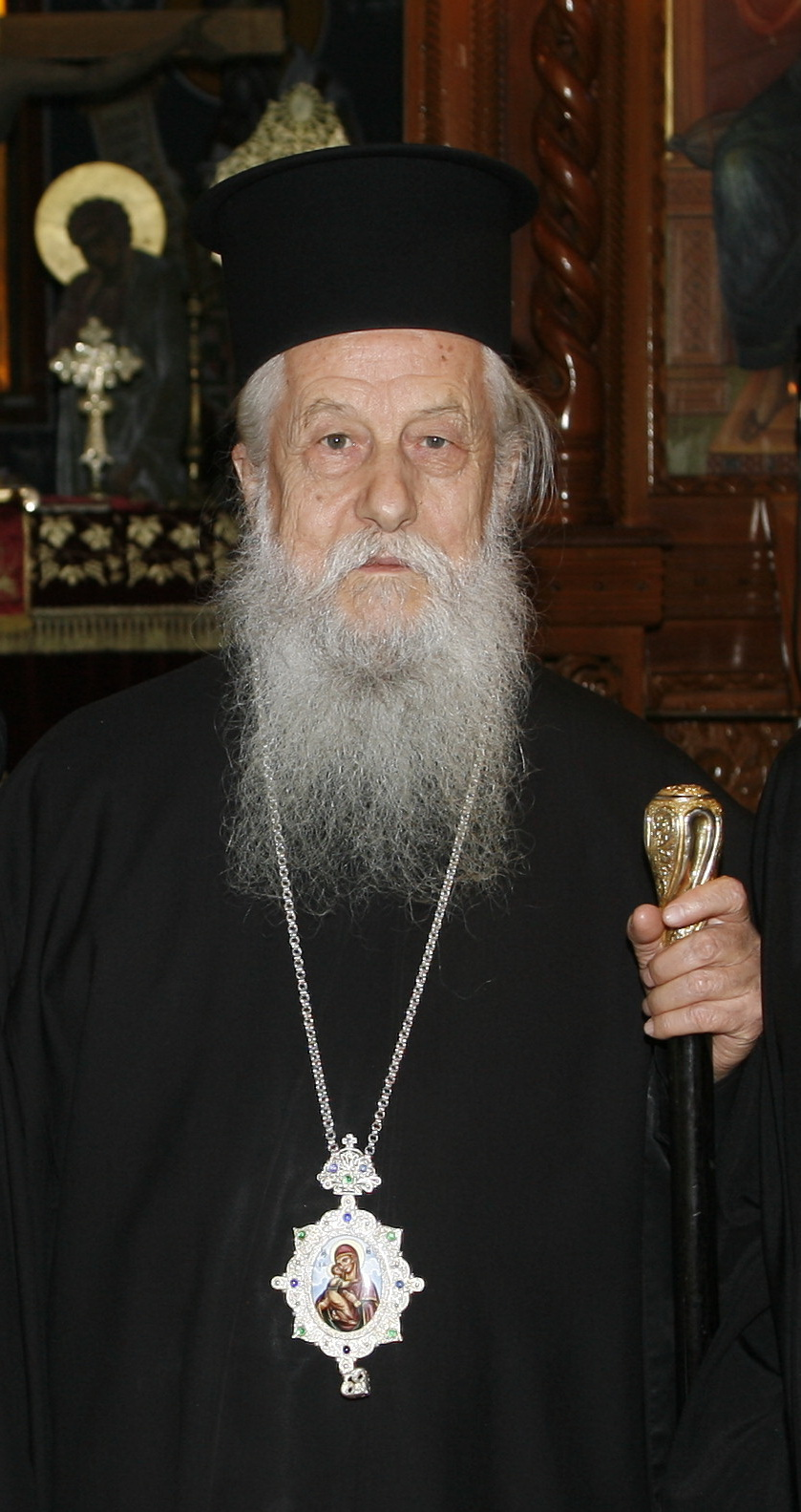
Митрополит Тит

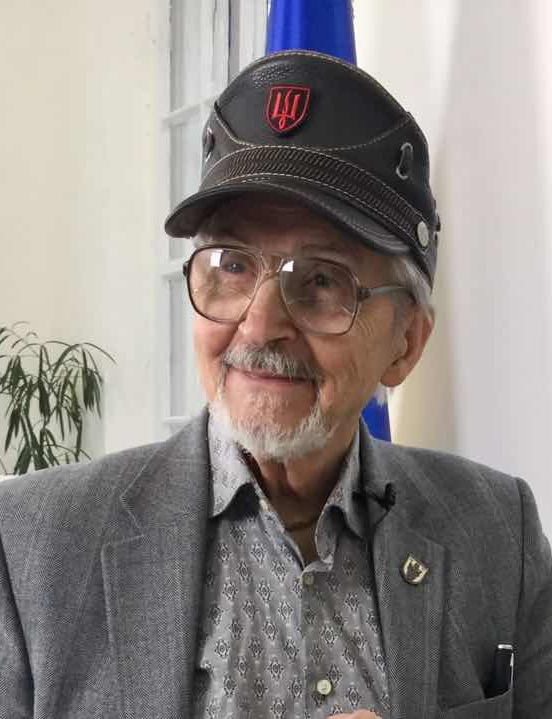
Василий Чебаник

- Анфим (Руссас) (90) — архиерей Элладской православной церкви, митрополит Фессалоникский (2004—2023)[206].
- Верре, Клод[фр.] (61) — канадский хоккеист[207].
- Ганул, Демьян Вадимович[укр.] (31) — украинский общественный деятель; убийство[208].
- Грихальва, Рауль (77) — американский политик, член Палаты представителей (с 2003)[209].
- Губайдулина, София Асгатовна (93) — советский и российский композитор, заслуженный деятель искусств РСФСР (1989)[210].
- Илич, Радиша (47) — сербский футболист, игрок национальной сборной; самоубийство[211].
- Маседу, Мигел[порт.] (65) — португальский политик, депутат Ассамблеи Республики (1987—2002, 2005—2015), министр внутренней администрации (2011—2015)[212].
- Михайловский, Евгений Александрович (83) — советский военный лётчик, заслуженный военный лётчик СССР (1980), генерал-майор авиации (1987)[213].
- Оселедец, Валерий Иустинович (84) — советский и российский математик[214].
- Спина, Мария Грация (88) — итальянская актриса[215].
- Тит (Папанакос) (94) — архиерей Элладской православной церкви, митрополит Парамитийский, Фильятеский, Гиромерийский и Паргаский (1974—2023)[216].
- Чебаник, Василий Яковлевич (91) — украинский каллиграф, шрифтовик, художник-график, заслуженный деятель искусств Украинской ССР (1979), член-корреспондент Национальной академии искусств Украины (2013)[217].
- Элер, Эдгар[нем.] (83) — швейцарский политик, депутат Национального совета (1971—1995)[218].
- Янчевский, Вячеслав Иванович (76) — белорусский математик, академик НАН Беларуси (2014)[219].

## 12 марта

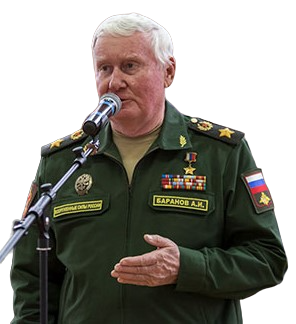
Александр Баранов

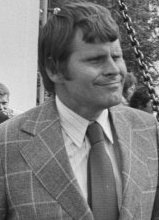
Брюс Гловер

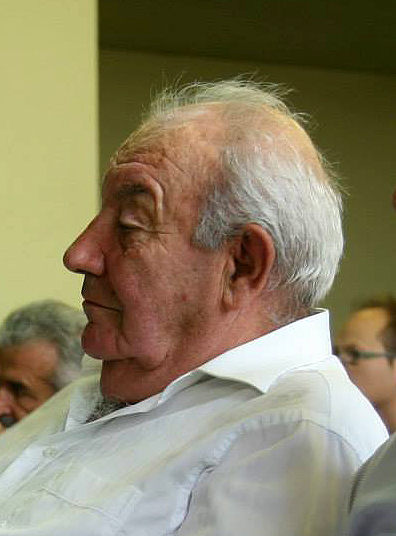
Альберт Гульян

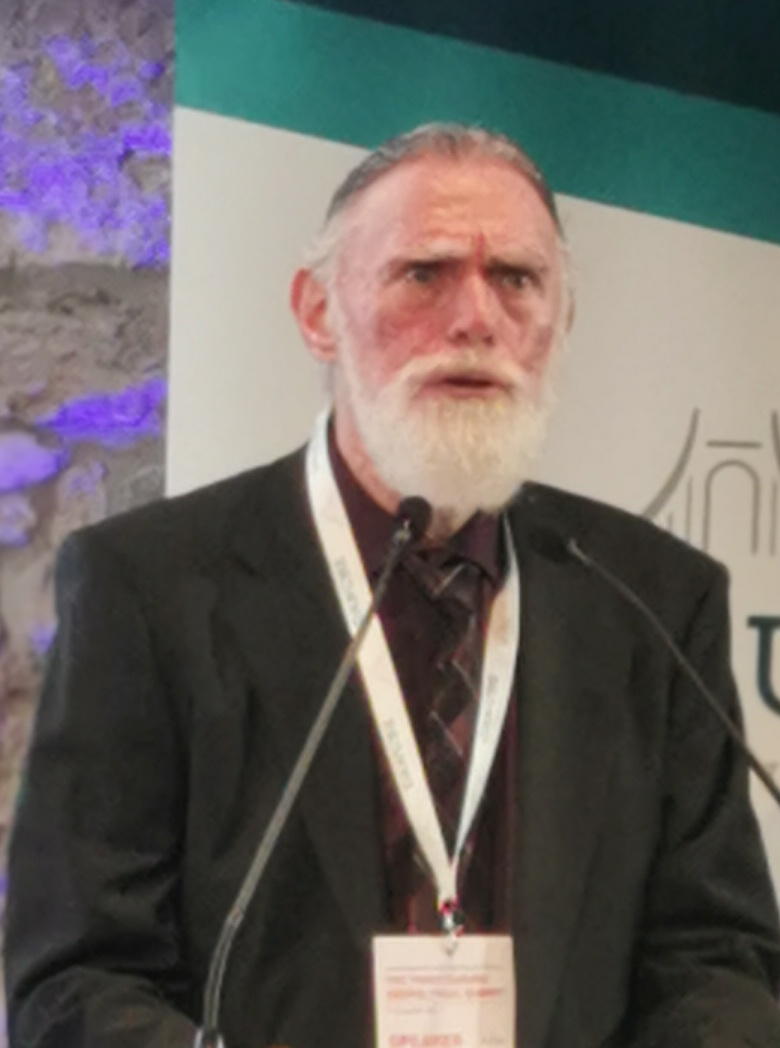
Джеффри Каплан

- Анвер, Халид[англ.] (85) — пакистанский юрист и политик, министр закона и юстиции (1997—1999)[220].
- Баранов, Александр Иванович (78) — советский и российский военачальник, генерал армии (2004), Герой Российской Федерации (2000)[221].
- Гловер, Брюс (92) — американский актёр[222].
- Гульян, Альберт Гарегинович (86) — советский и армянский физик, академик НАН Армении (2014)[223].
- Джосон, Эдуардо Нонато[англ.] (74) — филиппинский политик, губернатор Нуэва-Эсихи (1995—1998), депутат Палаты представителей (1987—1992, 2007—2010)[224].
- Каплан, Джеффри (70) — американский религиовед[225].
- Карденас, Эмилио[исп.] (80/81) — аргентинский дипломат, постоянный представитель Аргентины при ООН (1993—1996)[226].
- Кобуш, Клаус[нем.] (83) — немецкий велогонщик, бронзовый призёр Олимпийских игр (1964)[227].
- Кринглен, Эйнар[норв.] (93) — норвежский психиатр, член Норвежской академии наук[228].
- Маккомб, Билли[англ.] (76) — ирландский регбист, игрок национальной сборной[229].
- Миллер, Оливер[англ.] (54) — американский баскетболист («Финикс Санз» и другие клубы НБА)[230].
- Парнас, Пегги[нем.] (97) — немецко-шведская актриса и писательница[231].
- Фарсхеди, Махмуд[перс.] (73) — иранский политический деятель, министр образования (2005—2007)[232].
- Швиммер, Вальтер (82) — австрийский политик, генеральный секретарь Совета Европы (1999—2004)[233].
- Ширалиева, Тамилла Худадат кызы (78) — советская и азербайджанская балерина, народная артистка Азербайджанской ССР (1978)[234].
- Элер, Эдгар[нем.] (83) — швейцарский политический деятель, депутат Национального совета (1971—1995)[218].

## 11 марта

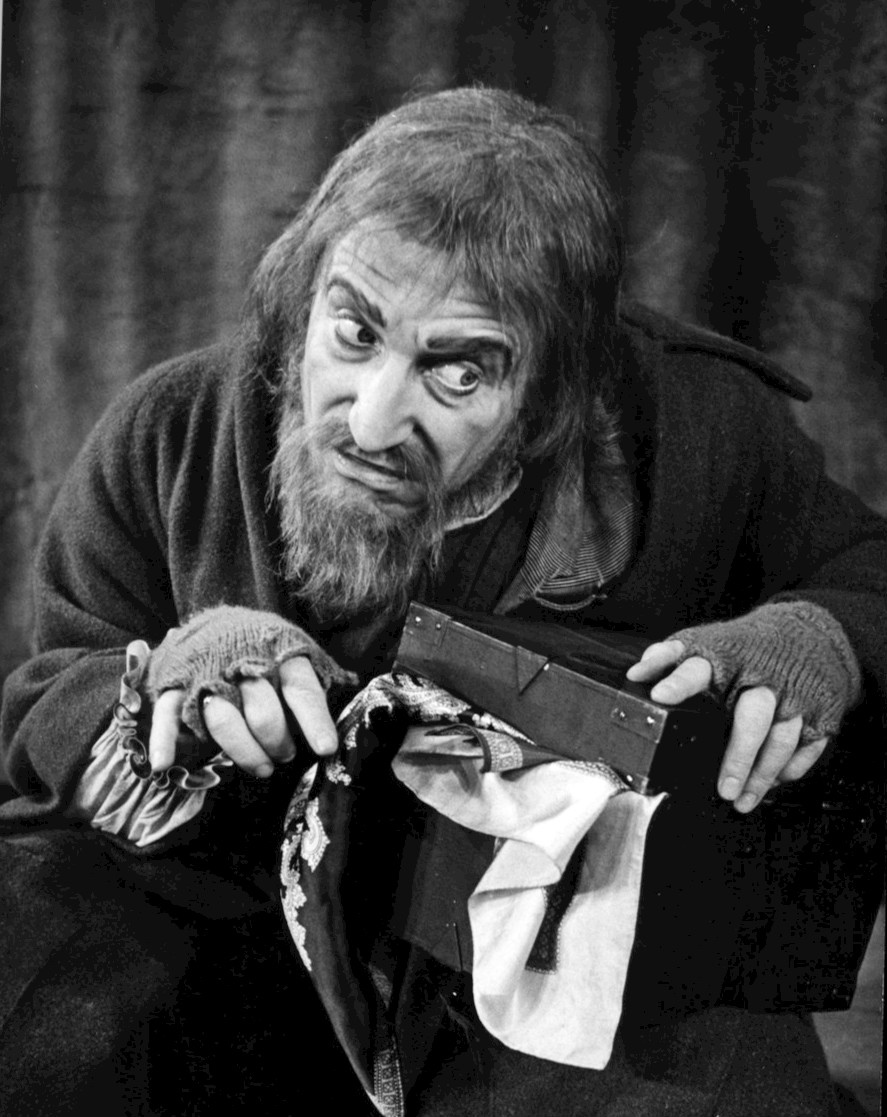
Клайв Ревилл

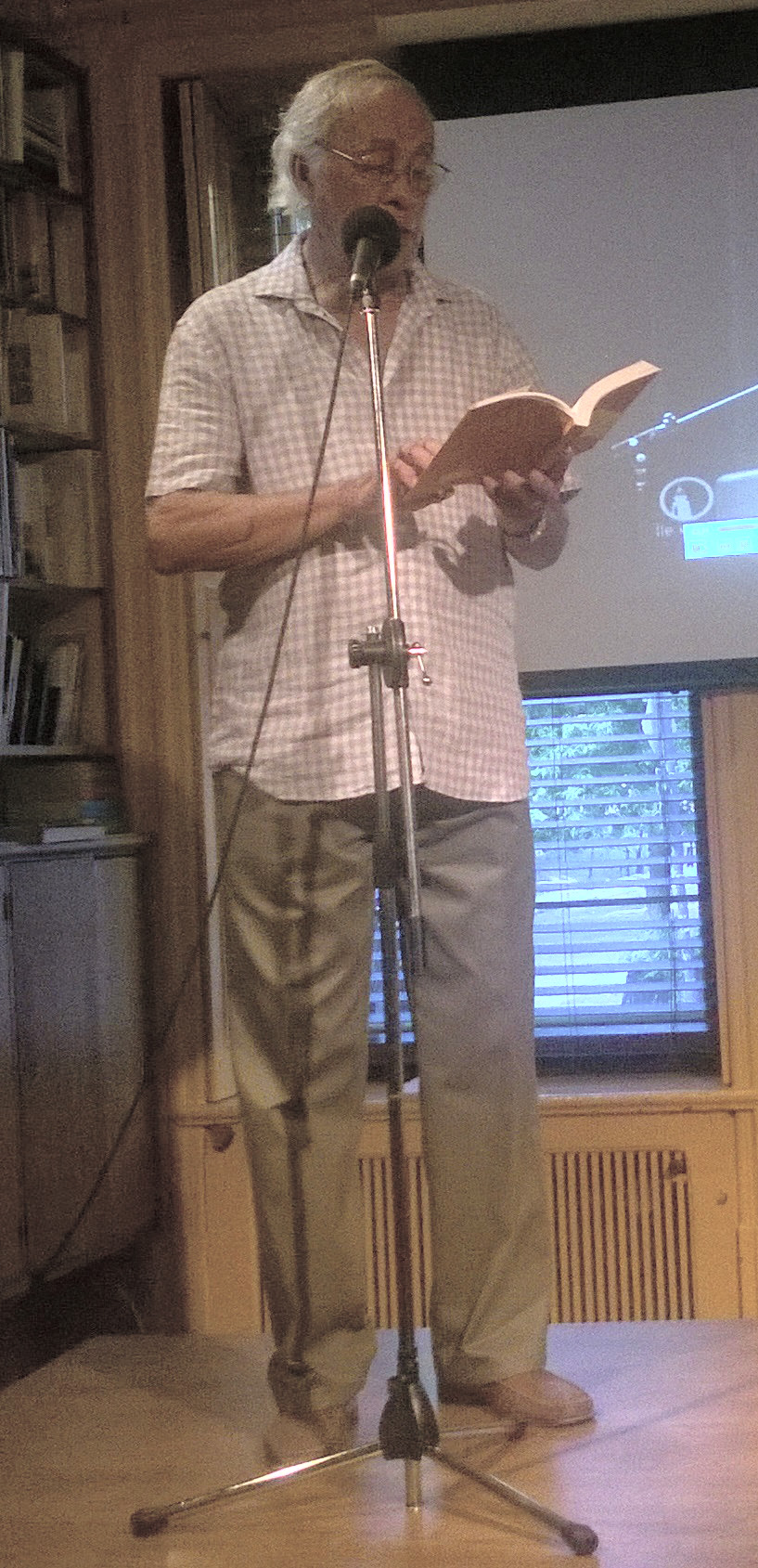
Антони Фелпс

- Алексиадис, Алекос (79) — греческий футболист, игрок национальной сборной[235].
- Бетел, Джуди[англ.] (81) — канадский политик, депутат Палата общин (1993—1997)[236].
- Бриджман, Юниор[англ.] (71) — американский баскетболист («Милуоки Бакс», «Лос-Анджелес Клипперс»)[237].
- Гарсаев, Лейчий Магамедович (72) — чеченский этнограф и историк[238].
- Ёсикава, Аяко[яп.] (92) — японская легкоатлетка, чемпионка Азии (1951)[239].
- Исида, Аюми[яп.] (76) — японская актриса[240].
- Нурикян, Нораир (76) — болгарский тяжелоатлет, двукратный олимпийский чемпион и двукратный чемпион мира (1972, 1976)[241].
- Ревилл, Клайв (94) — новозеландско-британский актёр театра, кино, телевидения и озвучивания, певец[242].
- Санчес Робайна, Андрес (72) — испанский поэт, филолог и переводчик[243].
- Томчак, Витольд[англ.] (67) — польский политический деятель, депутат Сейма (1997—2001) и Европарламента (2004—2009)[244].
- Требор, Роберт[англ.] (71) — американский актёр[245].
- Фелпс, Антони (96) — гаитянский поэт, прозаик и драматург[246].

## 10 марта

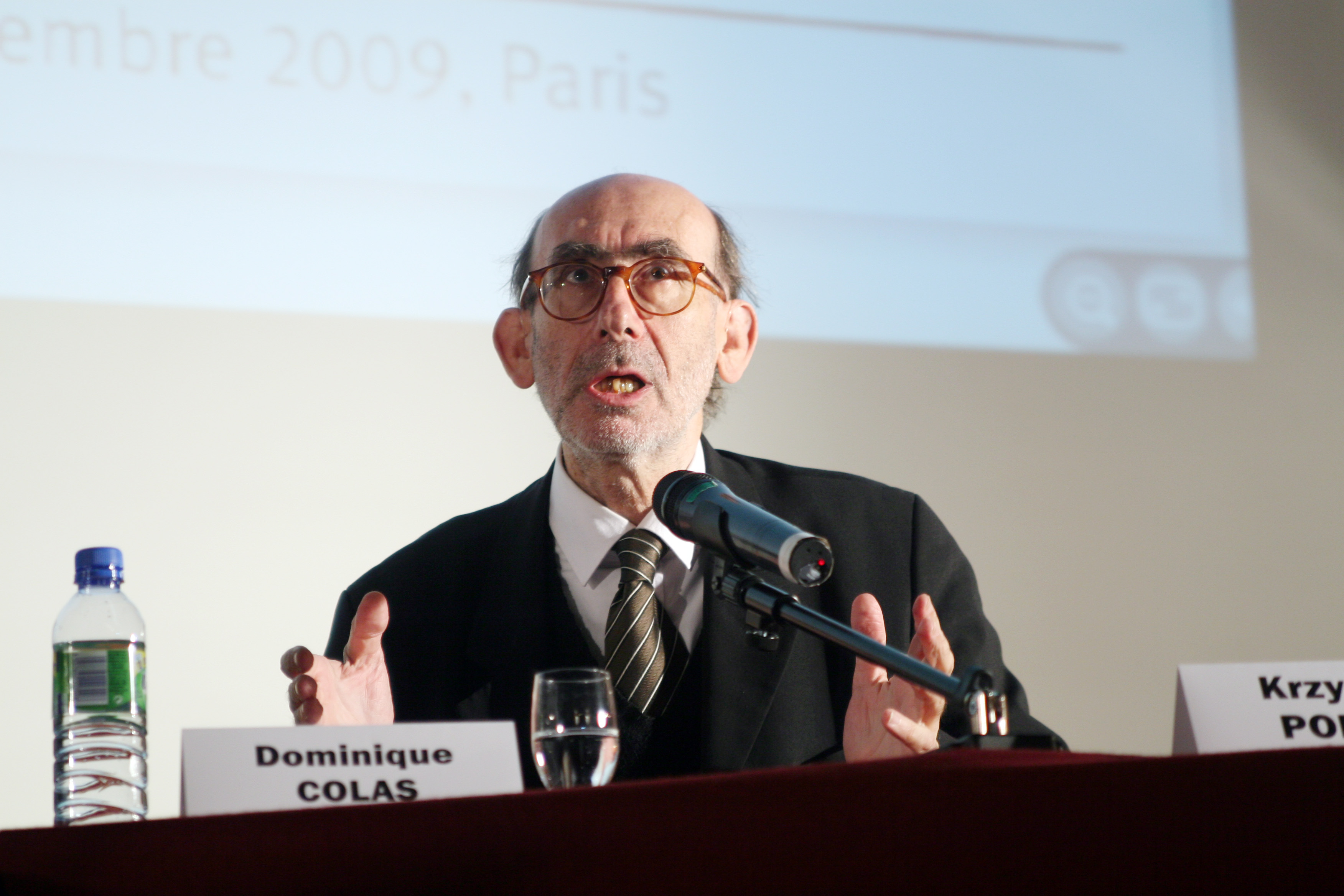
Доминик Кола

- Ахременко, Наталья Николаевна (69) — советская толкательница ядра, чемпионка Европы в помещении (1987), участница Олимпийских игр (1980, 1988)[247].
- Вулф, Энди[англ.] (99) — американский баскетболист[248].
- Джаффе, Стэнли[англ.] (84) — американский продюсер, лауреат премии «Оскар» (1980)[249].
- Катич, Любомир[серб.] (90) — сербский баскетболист, игрок национальной сборной[250].
- Кола, Доминик (80) — французский политолог[251].
- Кумер. Свен[англ.] (84) — австралийский современный пятиборец, участник Олимпийских игр (1956)[252].
- Лундстрём, Карл[швед.] (64) — шведский предприниматель и политический деятель, отрицатель Холокоста; авиакатастрофа[253].
- Макгиннис, Роберт (99) — американский художник и иллюстратор[254].
- Пирсон, Стидман[англ.] (60) — британский певец (Five Star)[255].
- Хилли, Фрэнсис Билли (76) — политический и государственный деятель Соломоновых Островов, премьер-министр (1993—1994)[256].

## 9 марта

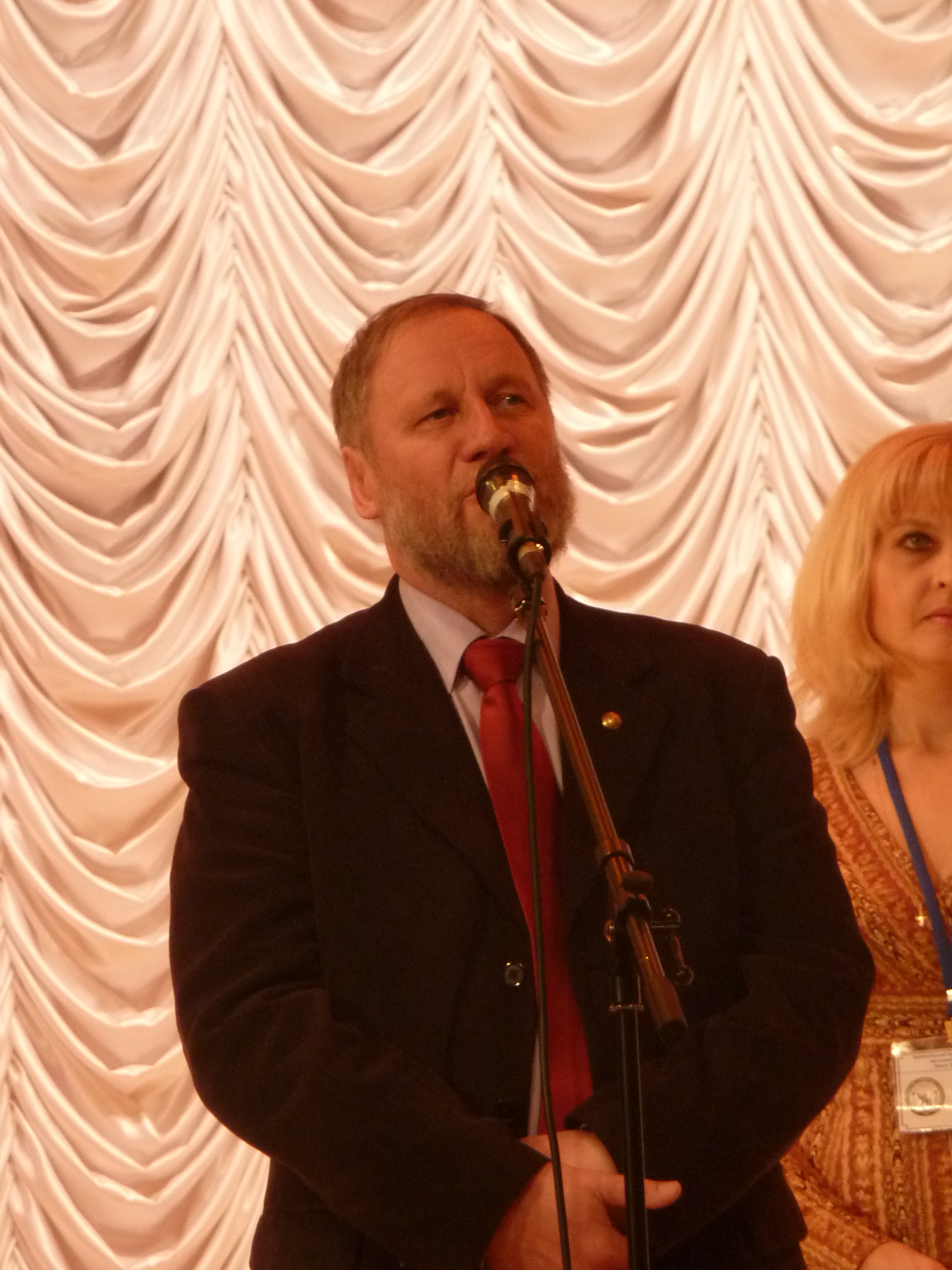
Александр Камчатнов

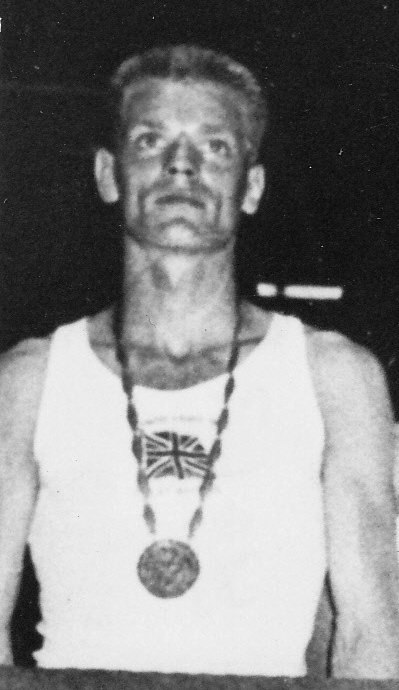
Ричард Мактаггарт

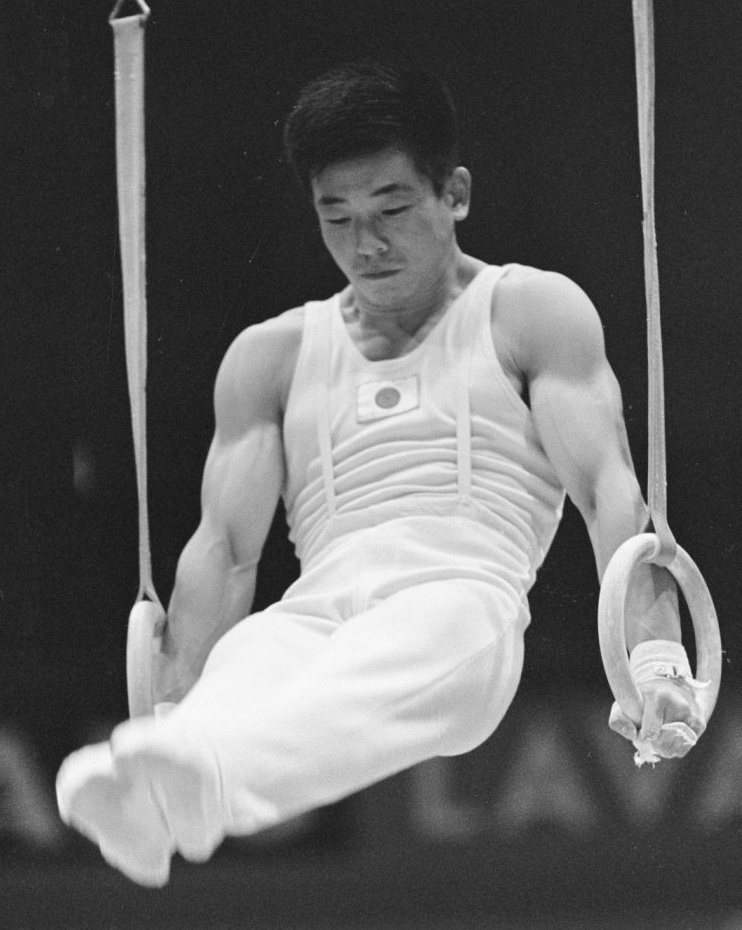
Акинори Накаяма

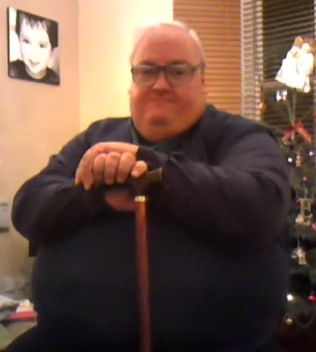
Саймон Фишер-Бекер

- Буэндорф, Ларри[англ.] (87) — американский офицер безопасности и агент Секретной службы[257].
- Говорова, Татьяна Николаевна (84) — советская и российская актриса, заслуженная артистка РСФСР (1986), вдова Виктора Павлова[258].
- Казачков, Александр Израилевич (70) — советский и российский переводчик-испанист[259].
- Камчатнов, Александр Михайлович (73) — российский языковед-русист[260].
- Левкив, Тарас Богданович[укр.] (84) — украинский график и художник-керамист[261].
- Мактаггарт, Ричард (89) — британский боксёр, олимпийский чемпион (1956)[262].
- Накаяма, Акинори (82) — японский гимнаст, шестикратный олимпийский чемпион (1968, 1972), семикратный чемпион мира (1966, 1970)[263].
- Рамирес, Йола (90) — мексиканская теннисистка[264].
- Томилин, Юрий Владимирович (71) — советский и российский театральный актёр, народный артист Российской Федерации (2008)[265].
- Фишер-Бекер, Саймон (63) — британский актёр[266].
- Чупров, Олег Акимович (86) — советский и российский поэт[267].

## 8 марта

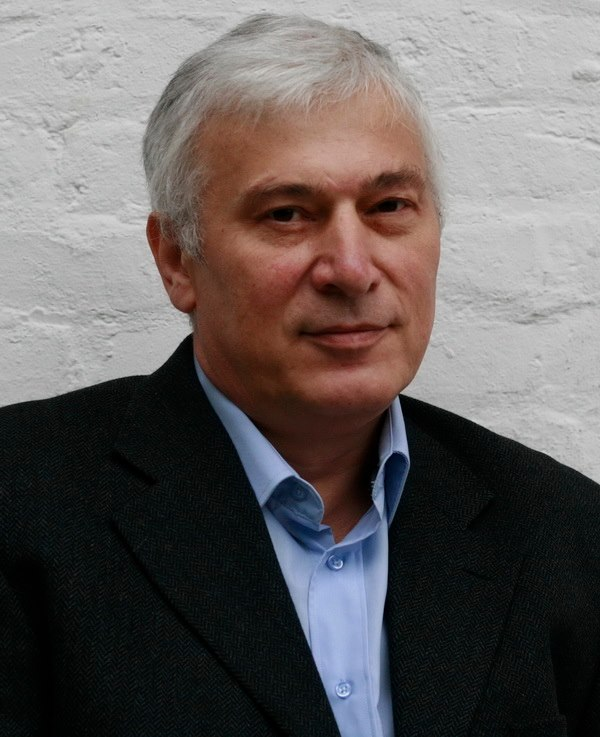
Хасан Бакаев

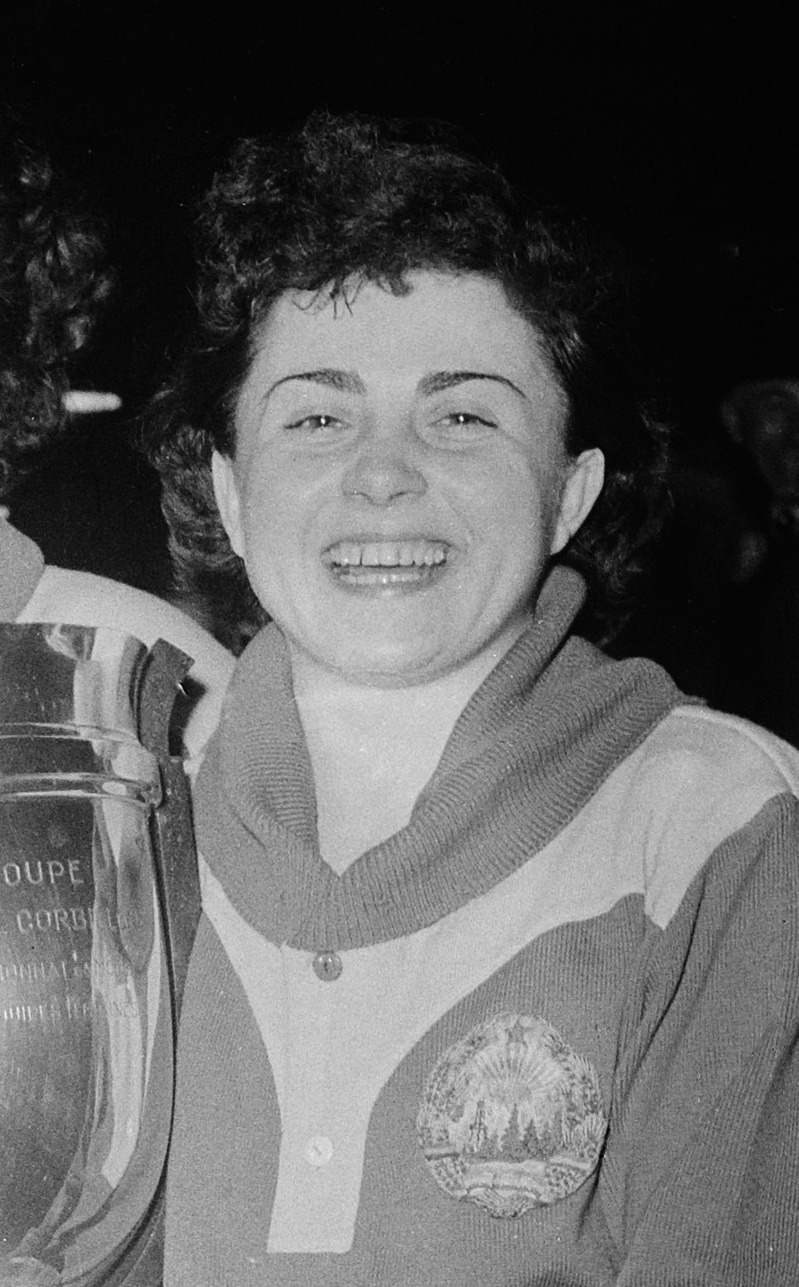
Элла Целлер

- Андросов, Павел Васильевич (70) — советский и российский военачальник, командующий 37-й воздушной армией Верховного Главнокомандования (2007—2009), генерал-майор[268].
- Бакаев, Хасан Зайндинович (66) — советский и российский чеченский историк-кавказовед, писатель, поэт и публицист[269].
- Бер, Филипп[нидерл.] (96) — нидерландский католический прелат, епископ Роттердама (1983—1993)[270].
- Джунаеди, Абдулла (77) — индонезийский футболист[271].
- Колодезников, Александр Семёнович (62) — советский и российский военный и политический деятель, народный депутат СССР (1989—1991)[272].
- Крейф, Симонн[фр.] (78) — бельгийский политик, сенатор (1991—1995), депутат Палаты представителей (1995—2007)[273].
- Мирошниченко, Александр Иванович (71) — советский и российский деятель органов госбезопасности, генерал-полковник (2012)[274].
- Моноштори, Аттила[венг.] (54) — венгерский ватерполист, серебряный призёр чемпионатов Европы (1993, 1995)[275].
- Паксман, Джайлз[англ.] (73) — британский дипломат, посол в Мексике (2005—2009) и в Испании (2009—2013)[276].
- Родригес да Силва, Северино (88) — бразильский футболист (о смерти объявлено в этот день)[277].
- Смит, Лиза Джейн (66) — американская писательница[278].
- Фальковский, Борис Моисеевич (84) — советский футболист[279].
- Фугард, Атол (92) — южноафриканский писатель, сценарист и режиссёр[280].
- Целлер, Элла (91) — румынская спортсменка, пятикратная чемпионка мира по настольному теннису[281].
- Эрмекост, Майкл[англ.] (87) — американский дипломат, посол в Японии (1989—1993), исполняющий обязанности государственного секретаря (1989)[282].

## 7 марта

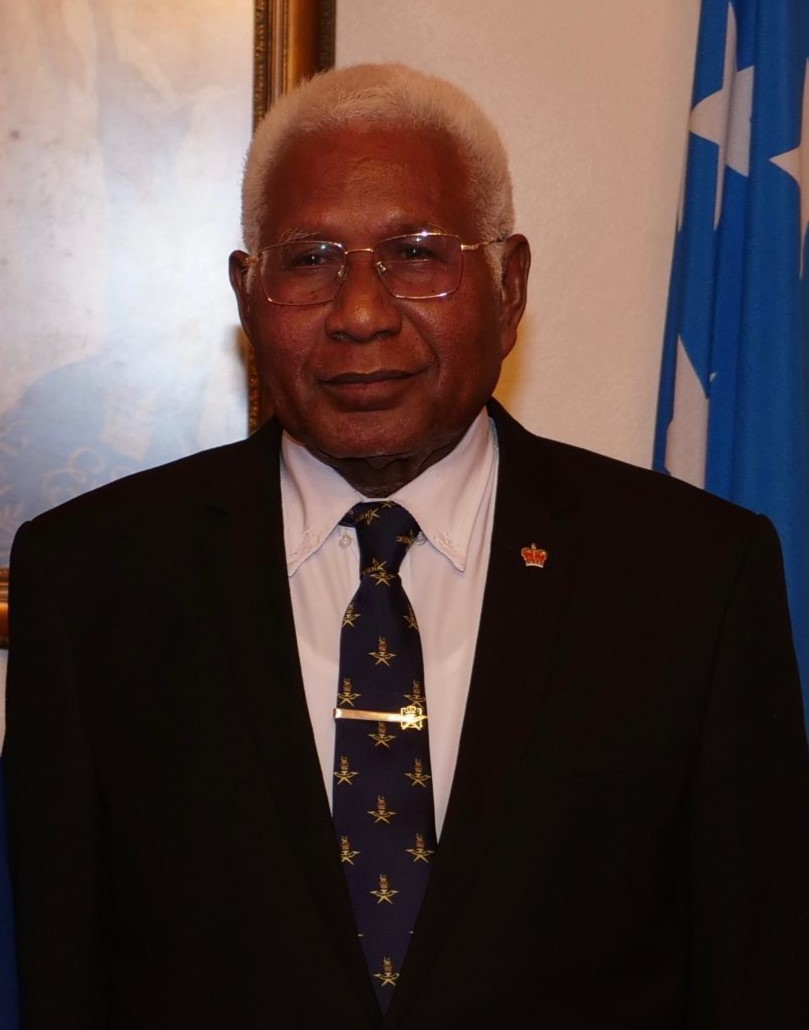
Дэвид Вунаги

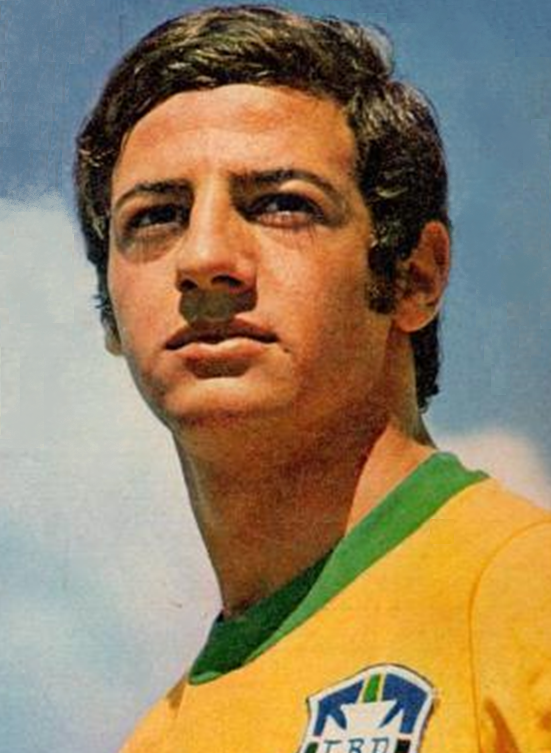
Луис Галтер

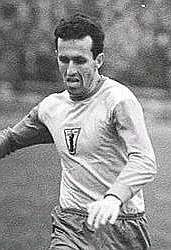
Юрген Пипенбург

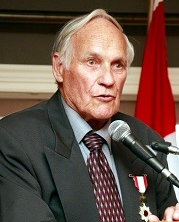
Уолли Урсуляк

- Банщиков, Геннадий Иванович (81) — советский и российский композитор, педагог, заслуженный деятель искусств РСФСР (1991)[283].
- Вунаги, Дэвид (73) — политический и государственный деятель Соломоновых Островов, генерал-губернатор (2019—2024)[284].
- Галтер, Луис Карлос (77) — бразильский футболист, игрок «Коринтианса» и национальной сборной[285].
- Коптюх, Иван Никитович (83) — советский и российский тренер по лёгкой атлетике, заслуженный тренер РСФСР (1990)[286].
- Малам Альма, Умару[фр.] (73) — нигерский политический деятель, депутат Национального собрания[287].
- Пипенбург, Юрген (83) — восточногерманский футболист[288].
- Рихтценхайн, Клаус[нем.] (90) — немецкий бегун, серебряный призёр Олимпийских игр (1956)[289].
- Тюков, Валерий Николаевич (78) — советский и российский тренер по фигурному катанию[290].
- Урсуляк, Уолли (95) — канадский кёрлингист, чемпион мира (1961)[291].
- Храповицкий, Вадим Григорьевич (89) — советский футболист и тренер[292].

## 6 марта

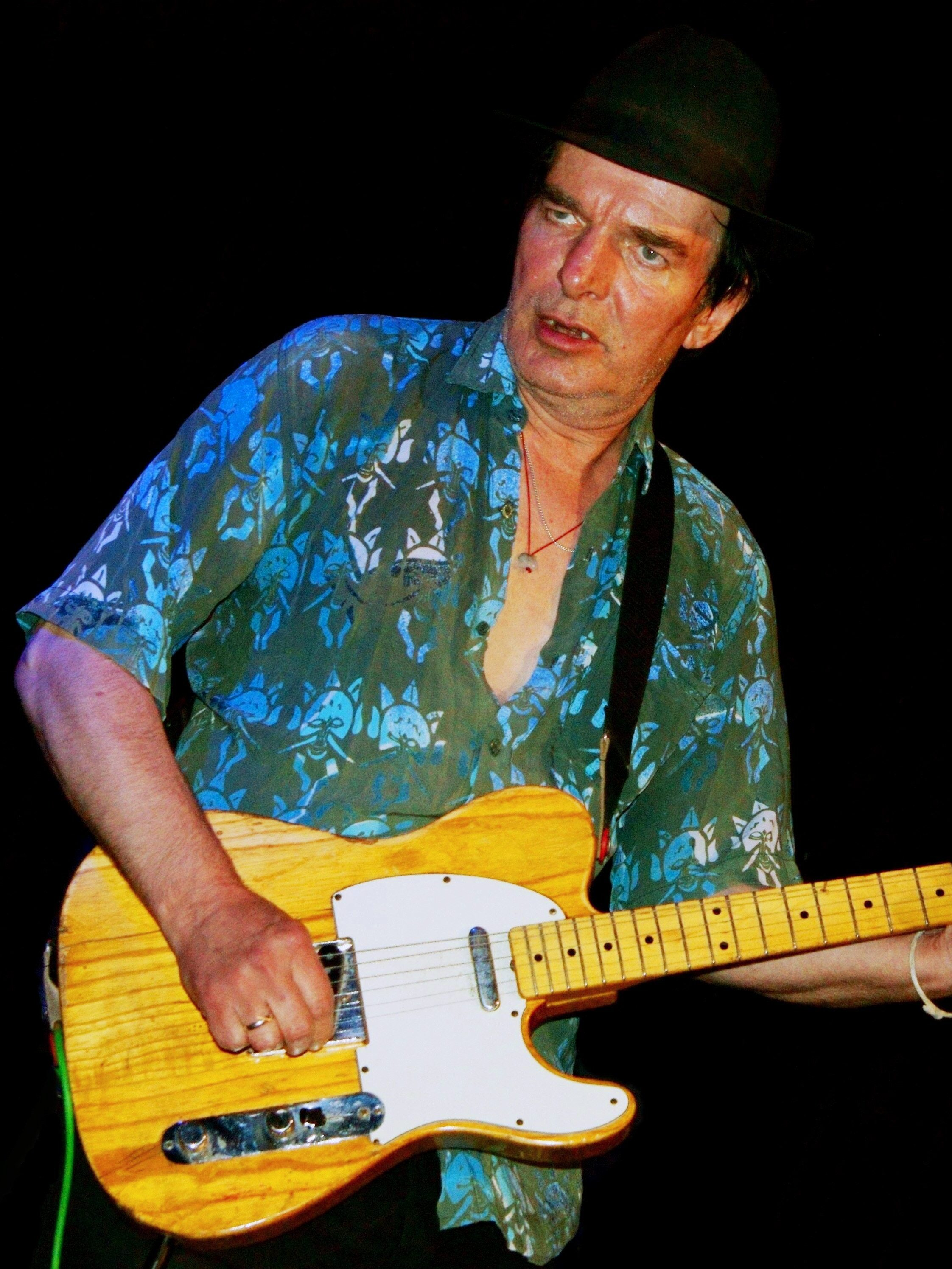
Брайан Джеймс

- Бухер, Вальтер[англ.] (98) — швейцарский велогонщик, чемпион мира (1958)[293].
- Востоков, Сергей Владимирович (79) — советский и российский математик[294].
- Гродзиньш, Ли[англ.] (98) — американский физик[295].
- Джеймс, Брайан (70) — британский рок-музыкант, гитарист и один из основателей группы The Damned[296].
- Дюэз, Анри[фр.] (87) — французский велогонщик, участник Олимпийских игр (1960)[297].
- Зима, Йозеф[чеш.] (92) — чешский певец и актёр[298].
- Массаро, Доминго[англ.] (97) — чилийский футболист, участник Олимпийских игр (1952)[299].
- Микеладзе, Вахтанг Евгеньевич (87) — советский и российский режиссёр-документалист[300].
- Походенко, Виталий Дмитриевич (89) — советский и украинский физикохимик, директор ИФХ (1982—2008), академик АН УССР/АН Украины/НАН Украины (1985), иностранный член РАН (1999)[301].
- Рихценхайм, Клаус[нем.] (90) — восточногерманский легкоатлет, серебряный призёр Олимпийских игр (1956) в беге на 1500 метров (о смерти объявлено в этот день)[289].
- Робертс, Кристал-Донна[англ.] (40) — южноафриканская актриса, лауреат национальной кинопремии (2018)[302].
- Салонен, Олави[фин.] (91) — финский легкоатлет (бег на средние дистанции), рекордсмен мира, участник Олимпийских игр (1960, 1964)[303].
- Сегун, Мэйбл[англ.] (95) — нигерийская детская писательница[304].
- Шопшич, Арпад[венг.] (72) — венгерский кинорежиссёр, лауреат Премии имени Белы Балажа (1994)[305].
- Чаплович, Душан[словац.] (78) — словацкий политический деятель, министр образования (2012—2014), депутат Национального совета (2016—2020)[306].
- Черри, Дик[англ.] (87) — канадский хоккеист («Бостон Брюинз», «Филадельфия Флайерз»)[307].

## 5 марта

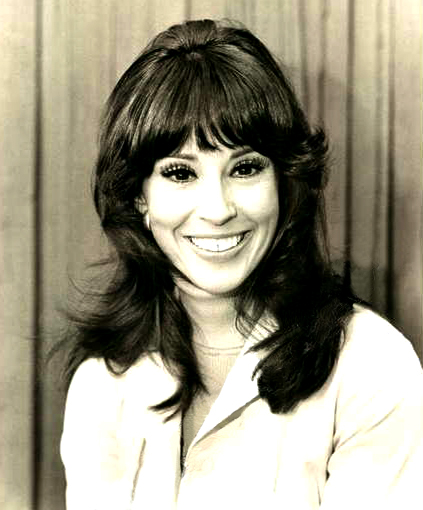
Дениз Александер

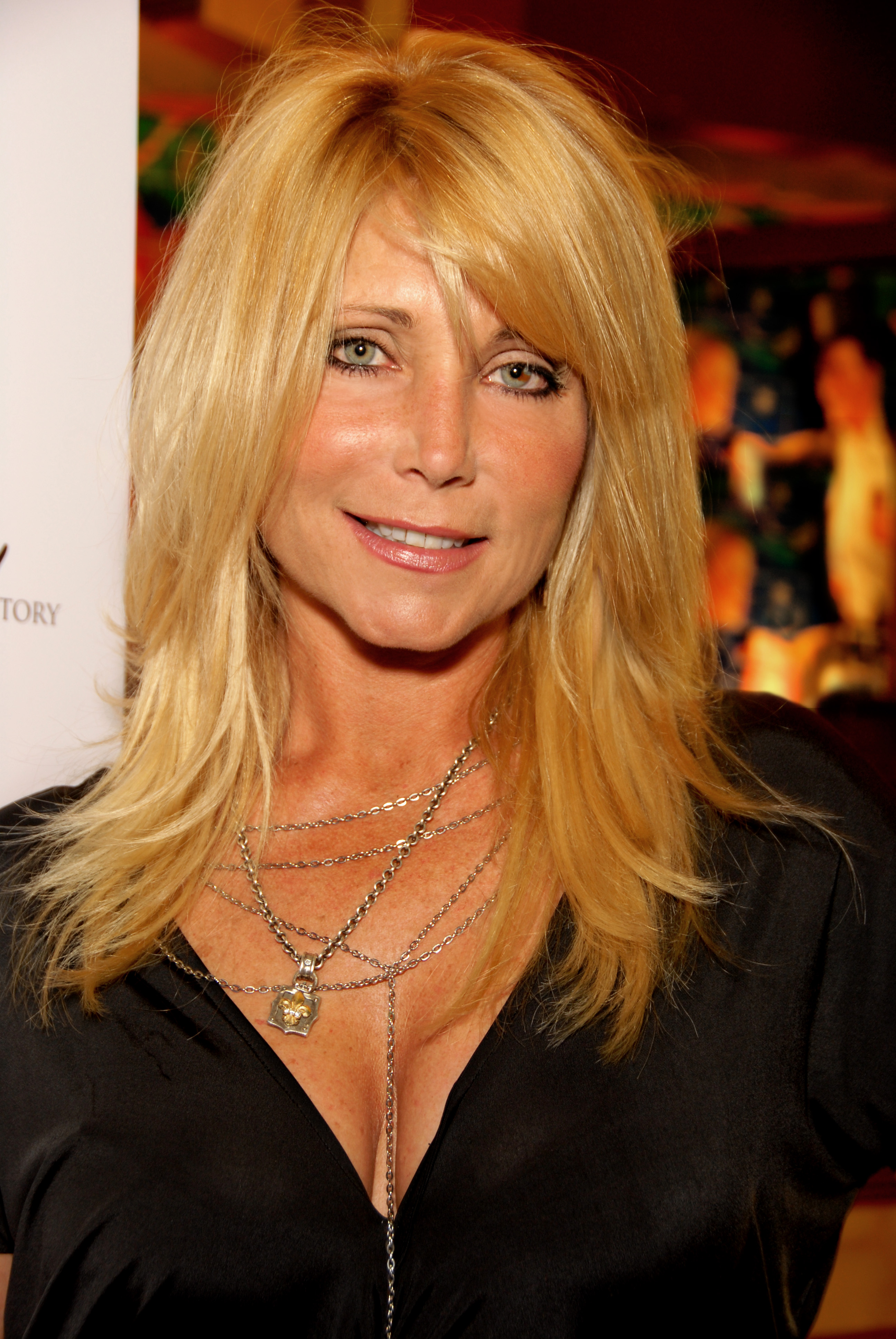
Памела Бах

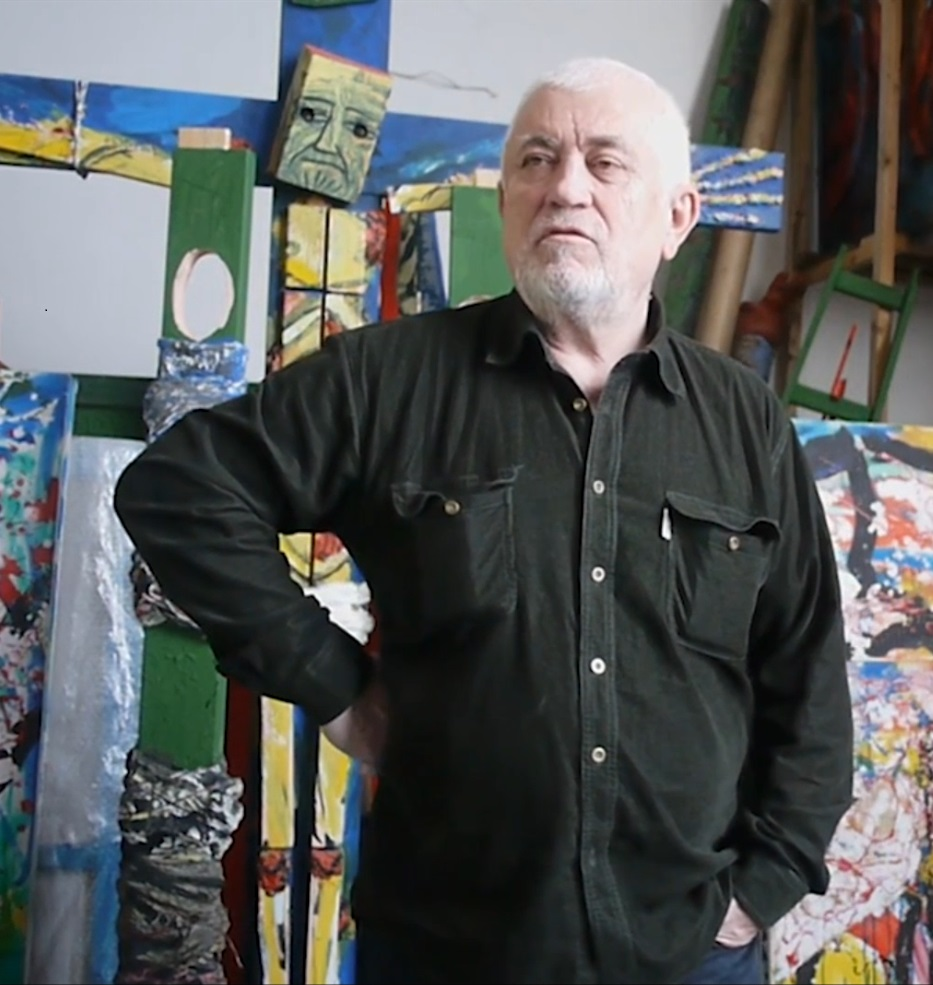
Феликс Волосенков

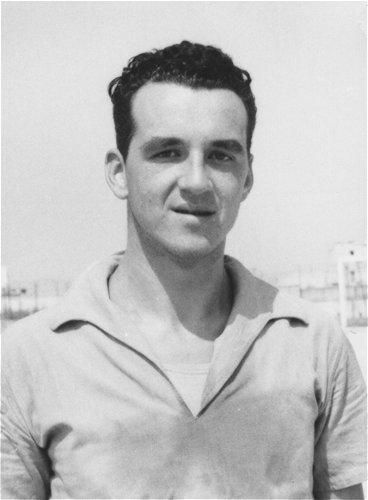
Бруно Пиццул

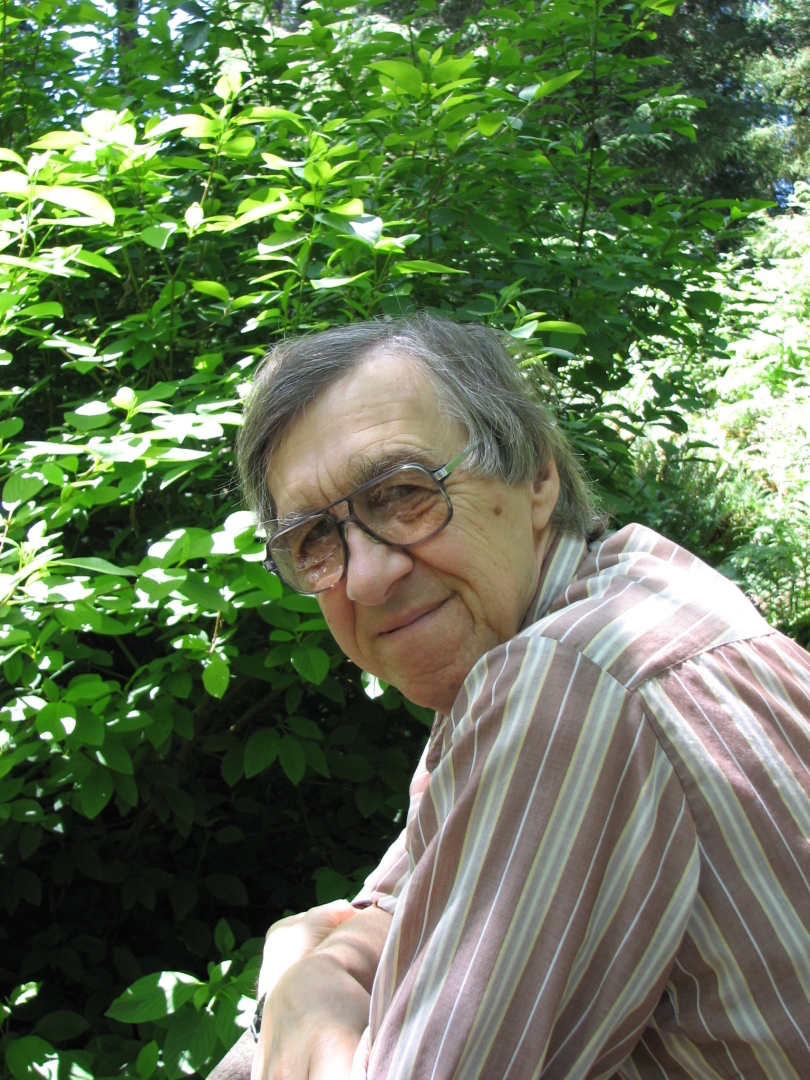
Чарльз Тарт

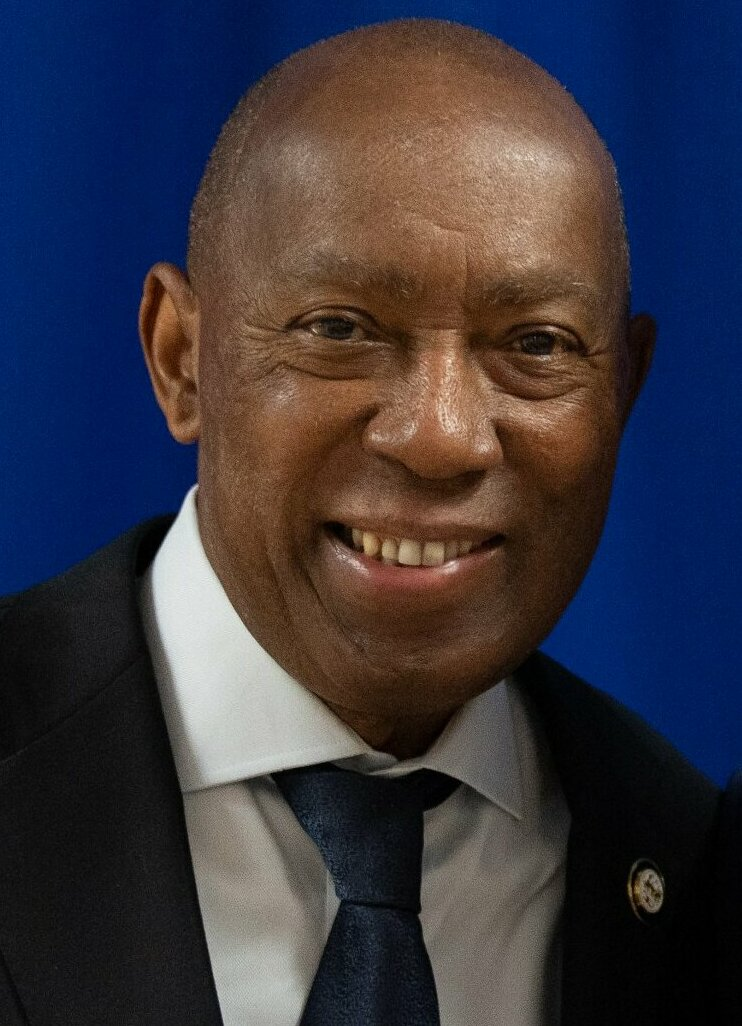
Сильвестр Тёрнер

- Александер, Дениз (85) — американская актриса[308].
- Алехандро, Эдесио[англ.] (66) — кубинский композитор[309].
- Бах, Памела (61) — американская актриса; самоубийство[310].
- Васюта, Олег Иванович (74) — советский и российский военный гидронавт, Герой Российской Федерации (1998)[311].
- Волосенков, Феликс Васильевич (80) — советский и российский живописец, заслуженный художник Российской Федерации (2010), академик РАХ (2019)[312].
- Ёсимуто, Харуо[яп.] (85) — японский пловец, участник Олимпийских игр (1960, 1964)[313].
- Корнилова, Зоя Афанасьевна (85) — российский политический деятель, народный депутат РСФСР/РФ (1990—1993), депутат Государственной думы (1995—1999)[314].
- Крукшенк, Эдуардо[исп.] (67) — костариканский политик, депутат (с 2018) и председатель (2020—2021) Законодательного собрания[315].
- Пиццул, Бруно (86) — итальянский журналист и спортивный комментатор[316].
- Столл, Фред (86) — австралийский теннисист[317].
- Тарт, Чарльз (87) — американский психолог и парапсихолог[318].
- Тёрнер, Сильвестр (70) — американский политический и государственный деятель, мэр Хьюстона (2016—2024), член Палаты представителей (с 2025)[319].
- Уэсо, Норберто[исп.] (68) — сальвадорский футболист, игрок национальной сборной[320].
- Феодорит (Цириготис) (83/84) — архиерей Константинопольской православной церкви, титулярный епископ (1984—2023) и титулярный митрополит (с 2023) Элийский[321].
- Хардинг, Сандра[англ.] (89) — американский философ[322].

## 4 марта

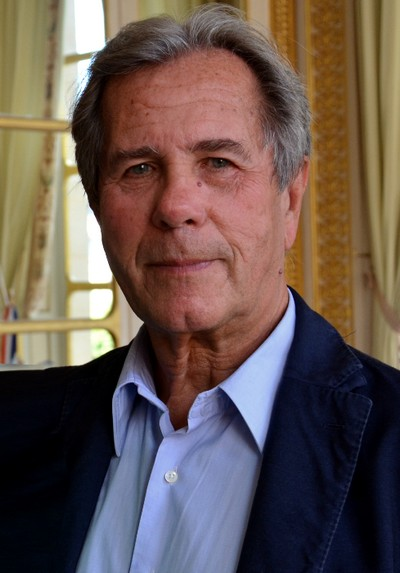
Жан-Луи Дебре

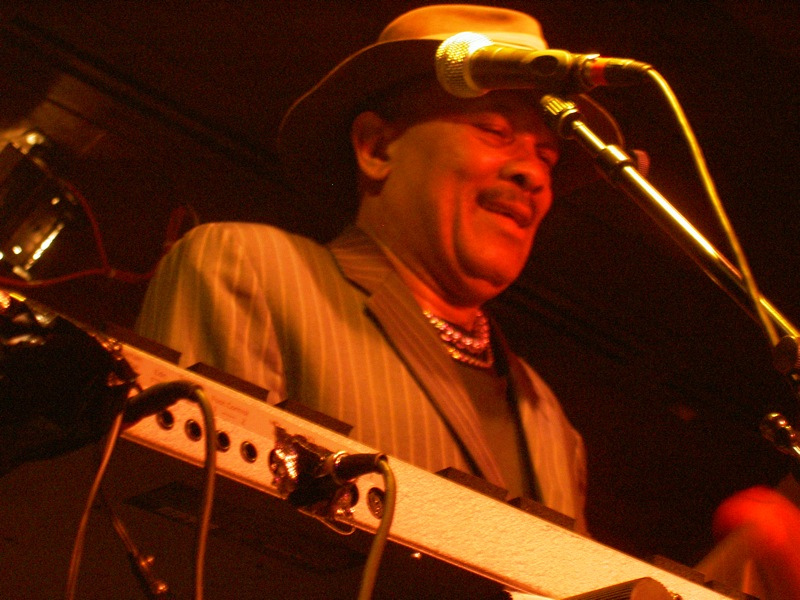
Рой Эйерс

- Васильев, Герман Константинович (88) — советский и российский физикохимик[323].
- Гиллеспи, Дейв[англ.] (90) — новозеландский регбист, игрок национальной сборной (о смерти объявлено в этот день)[324].
- Гордиевский, Олег Антонович (86) — советский сотрудник спецслужб, полковник ПГУ КГБ, агент MI6, перебежчик[325].
- Дебре, Жан-Луи (80) — французский политик, министр внутренних дел (1995—1997), председатель Национального собрания (2002—2007) и Конституционного совета (2007—2016), сын Мишеля Дебре[326].
- Журавлёв, Сергей Николаевич (65) — советский футболист[327].
- Колосков, Аркадий Леонидович (88) — советский и российский художник[328].
- Краснопеев, Геннадий Иванович (83) — советский и российский передовик производства, Герой Социалистического Труда (1981)[329].
- Малько, Сергей Николаевич (71) — советский футболист[330].
- Марторано, Пауло (91) — бразильский футболист, игрок национальной сборной[331].
- Милокостый, Александр Викторович (68) — советский и российский актёр (тело обнаружено в этот день)[332].
- Пасиньский, Ежи[пол.] (77) — польский государственный деятель, мэр Гданьска (1989—1990)[333].
- Трабаччо, Марио[итал.] (73) — итальянский скрипач[334].
- Эйерс, Рой (84) — американский джазовый музыкант и композитор[335].

## 3 марта

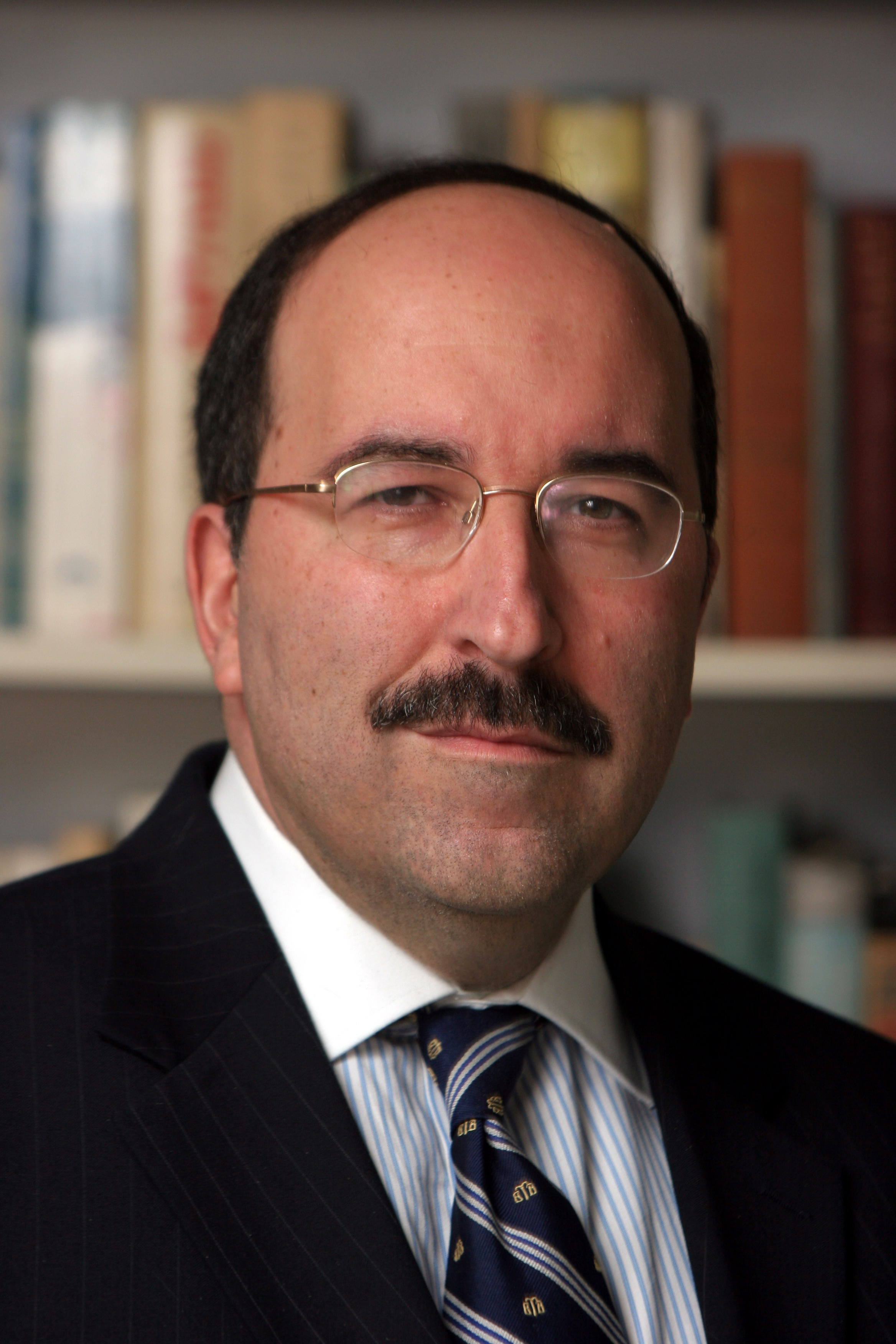
Дори Голд

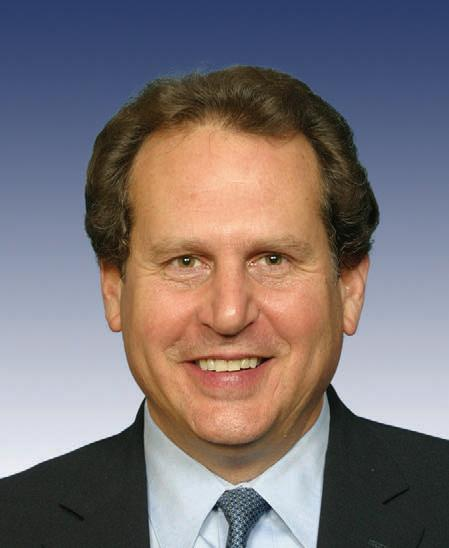
Линкольн Диас-Баларт

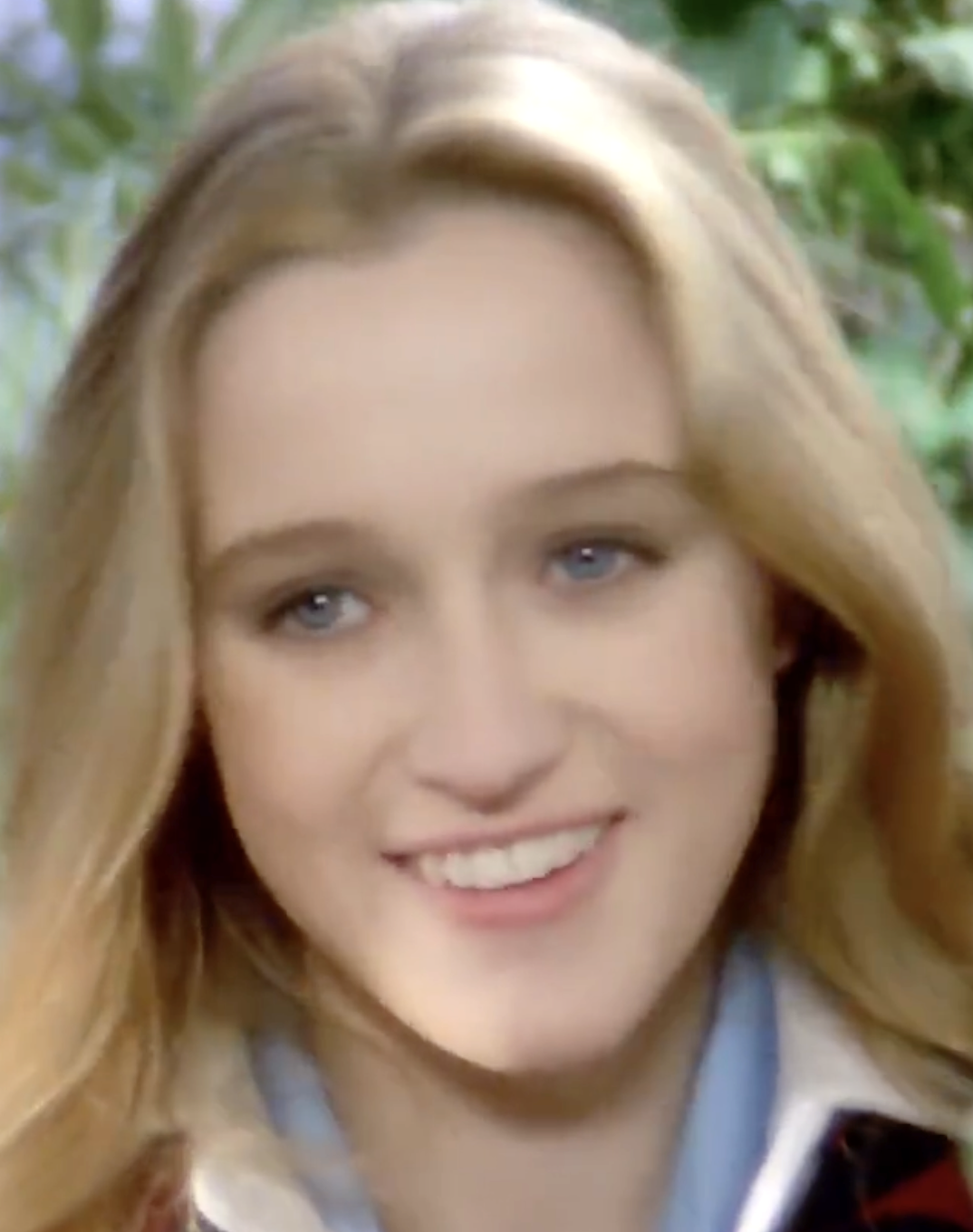
Элеонора Джорджи

Вреж Киракосян

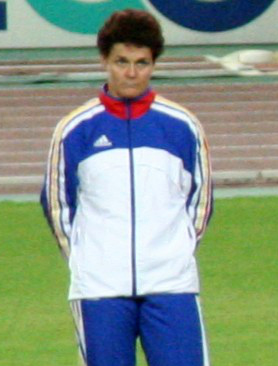
Фелича Циля-Молдован

- Апанович, Кэтрин (64) — британская актриса и телеведущая (о смерти объявлено в этот день)[336].
- Аскеров, Рафик Ашраф оглы (91) — азербайджанский морфолог[337].
- Голд, Дори (71) — израильский дипломат, посол в ООН (1997—1999), генеральный директор МИД (2015—2016)[338].
- Джорджи, Элеонора (71) — итальянская актриса, режиссёр и продюсер[339].
- Диас-Баларт, Линкольн (70) — американский политический деятель, член Палаты представителей (1993—2011)[340].
- Киракосян, Вреж Сарибекович (41) — армянский художник и писатель[341].
- Логинов, Владлен Терентьевич (95) — советский и российский историк[342].
- Лондекс, Жан Мари (92) — французский саксофонист[343].
- Маркуш, Йозеф[словац.] (80) — словацкий политический деятель, вице-премьер Словакии, президент общества Матица словацкая[344].
- Нельсон, Крейг Ричард[англ.] (77) — американский актёр[345].
- Саад, Антуан[араб.] (87) — ливанский политик, депутат Национальной ассамблеи (2005—2018)[346].
- Сюй Цзялян (93) — китайский шахматист[347].
- Циля-Молдован, Фелича (57) — румынская легкоатлетка (метание копья), участница Олимпийских игр (1996, 2000, 2004, 2008)[348].

## 2 марта
- Акбайрам, Эдип[тур.] (74) — турецкий певец[349].

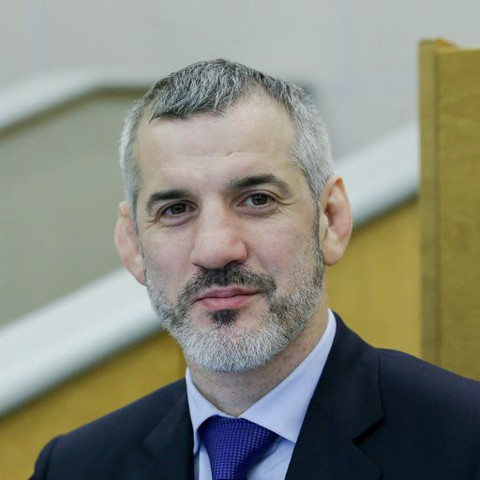
Бувайсар Сайтиев

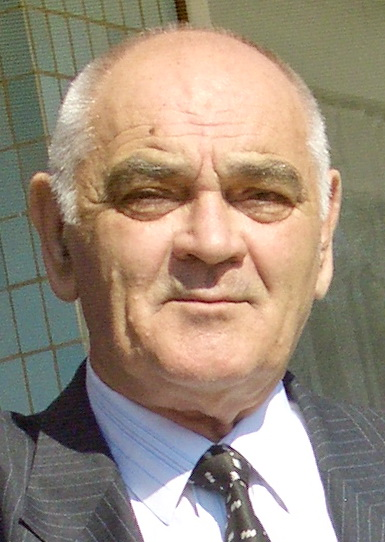
Леонид Сикорук

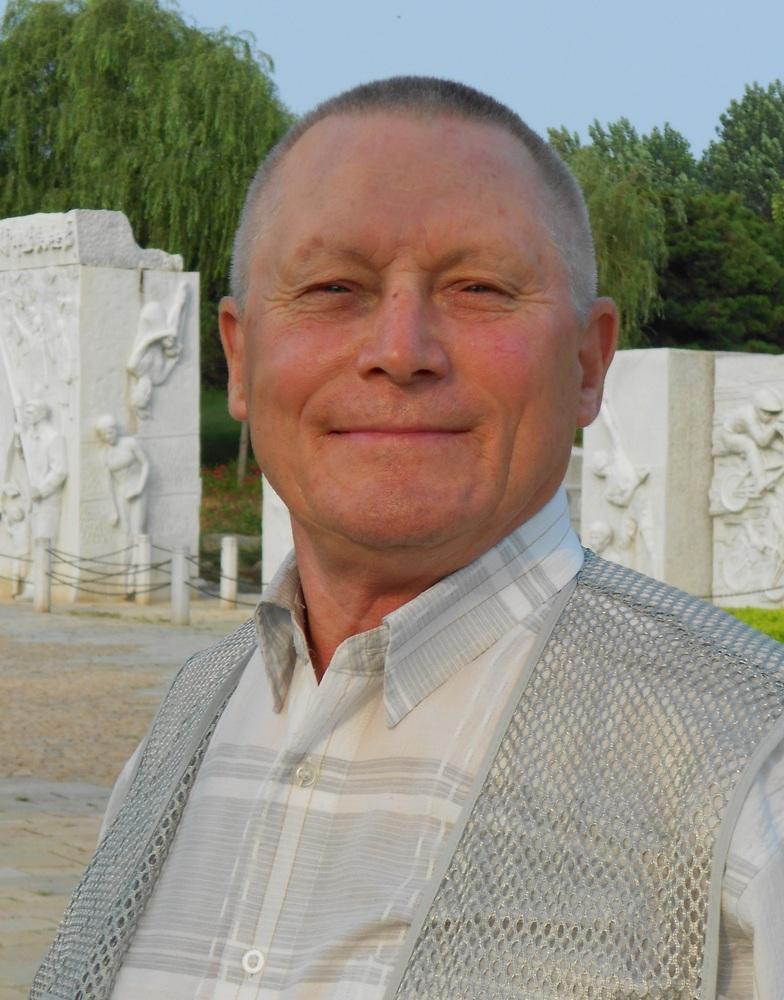
Николай Тарасов

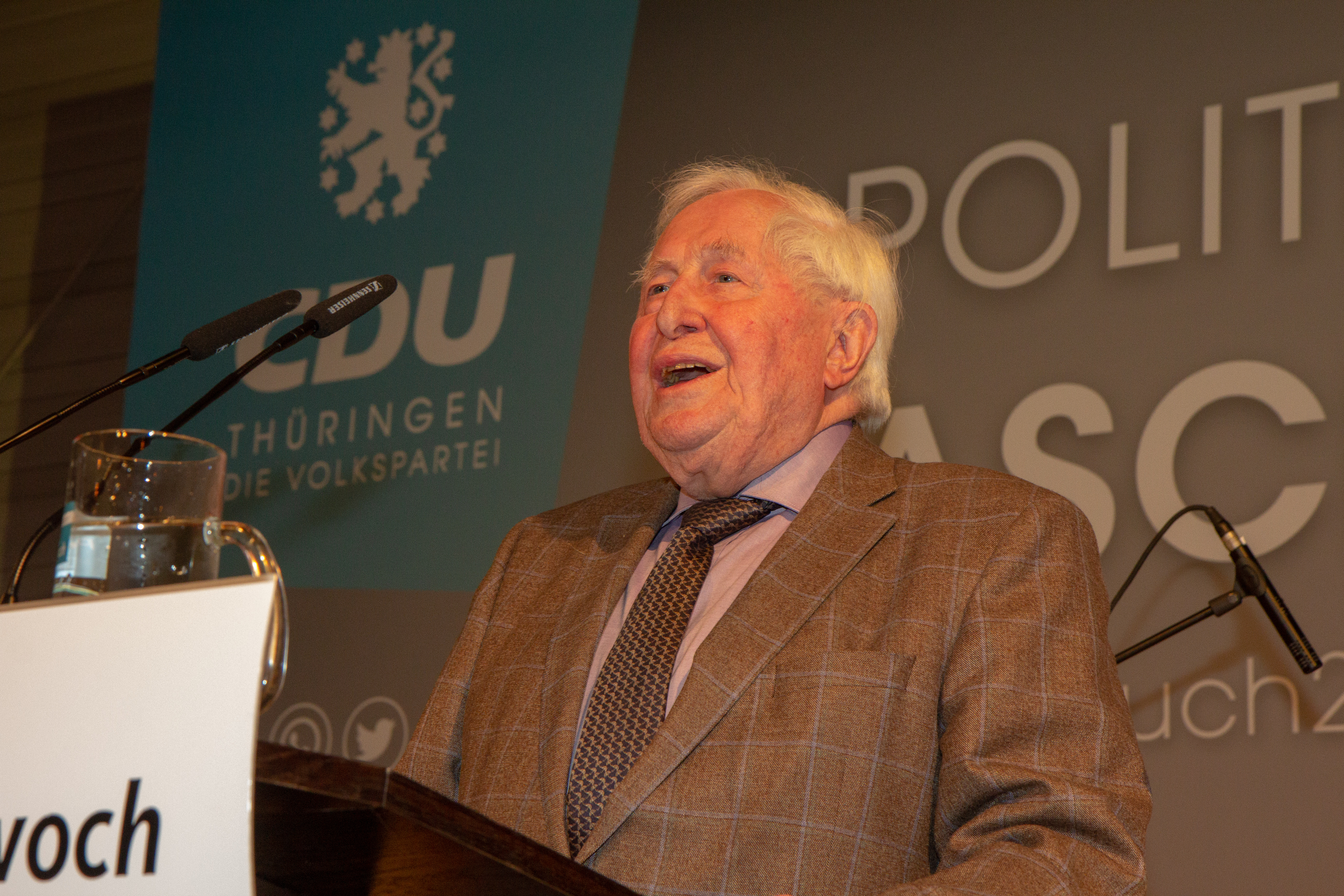
Бернхард Фогель

- Бердетт, Колин[англ.] (94) — австралийский баскетболист, участник Олимпийских игр (1956)[350].
- Бонд, Деннис (77) — английский футболист[351].
- Корчинский, Адриан Иванович (65) — советский и российский композитор[352].
- Камминс, Джон[англ.] (82) — канадский политик, депутат Палаты общин (1993—2011)[353].
- Лебедева, Раиса Ивановна (84) — советский и российский живописец и педагог, народный художник Российской Федерации (2006), член-корреспондент РАХ (2007)[354].
- Леонар, Эрбер[фр.] (80) — французский певец[355].
- Маргальо, Хуан[исп.] (84) — испанский актёр, режиссёр и драматург[356].
- Сайтиев, Бувайсар Хамидович (49) — российский борец вольного стиля, трёхкратный олимпийский чемпион (1996, 2004, 2008), шестикратный чемпион мира, депутат Государственной думы (2016—2021)[357].
- Сикорук, Леонид Леонидович (87) — советский и российский режиссёр и оператор неигрового кино, заслуженный деятель искусств Российской Федерации (1996)[358].
- Тарасов, Николай Антонинович (77) — русский поэт, прозаик, переводчик[359].
- У Цзявэй[англ.] (87) — гонконгский физик и университетский администратор, президент Университета штата Калифорния в Сан-Франциско (1983—1988), первый президент Гонконгского университета науки и технологии (1991—2001)[360].
- Фогель, Бернхард (92) — немецкий политик, премьер-министр Рейнланд-Пфальца (1976—1988) и Тюрингии (1992—2003)[361].

## 1 марта

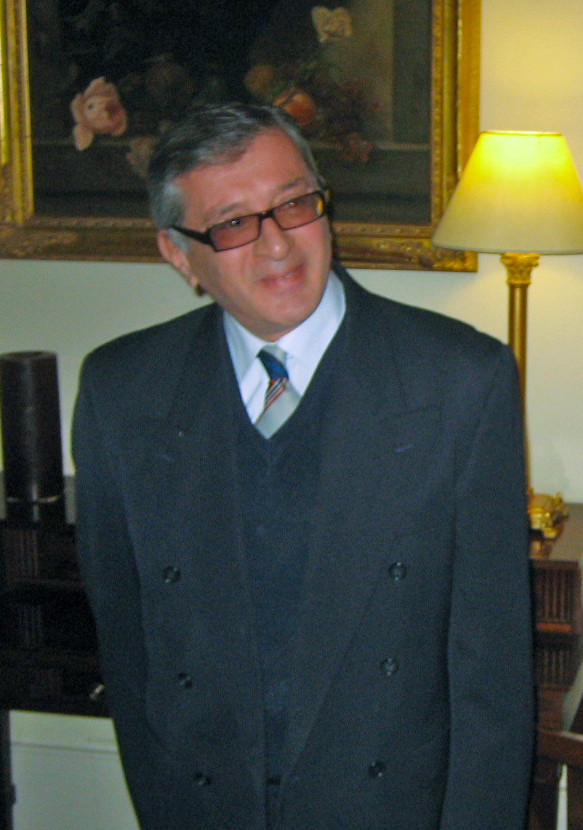
Нугзар Багратион-Грузинский

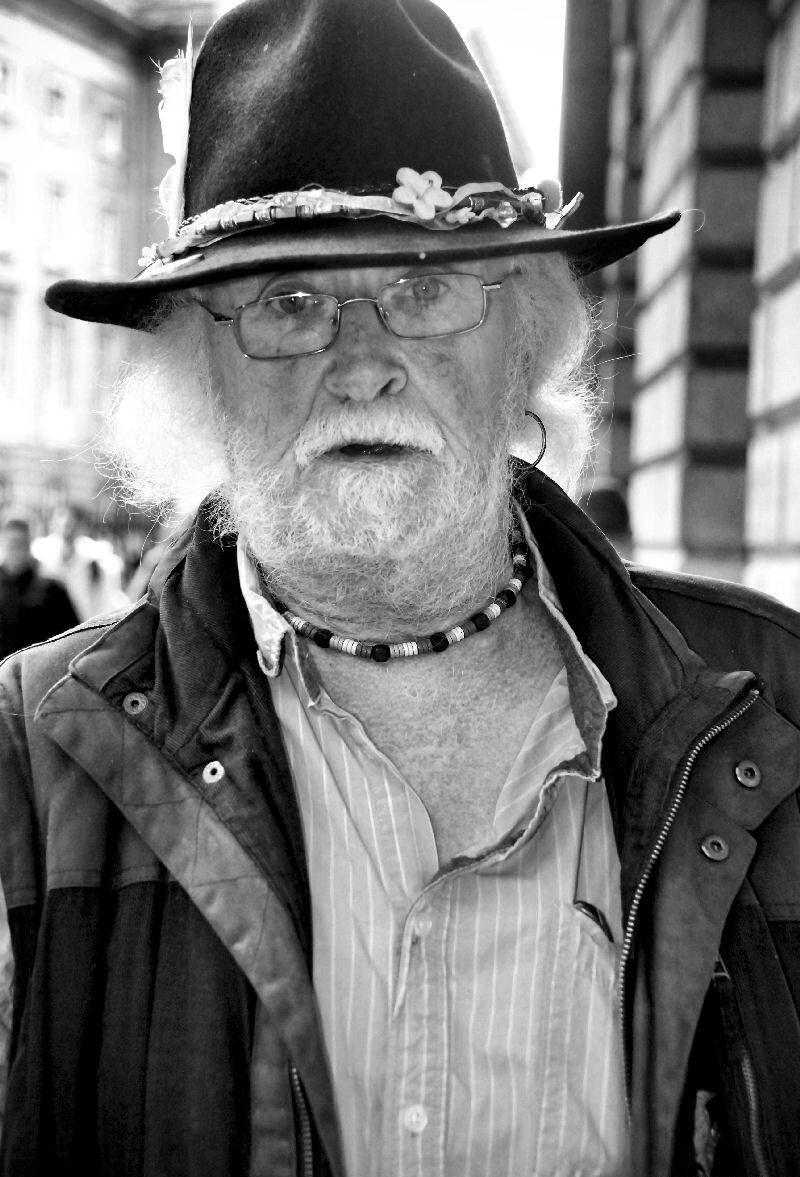
Пат Инголдзби

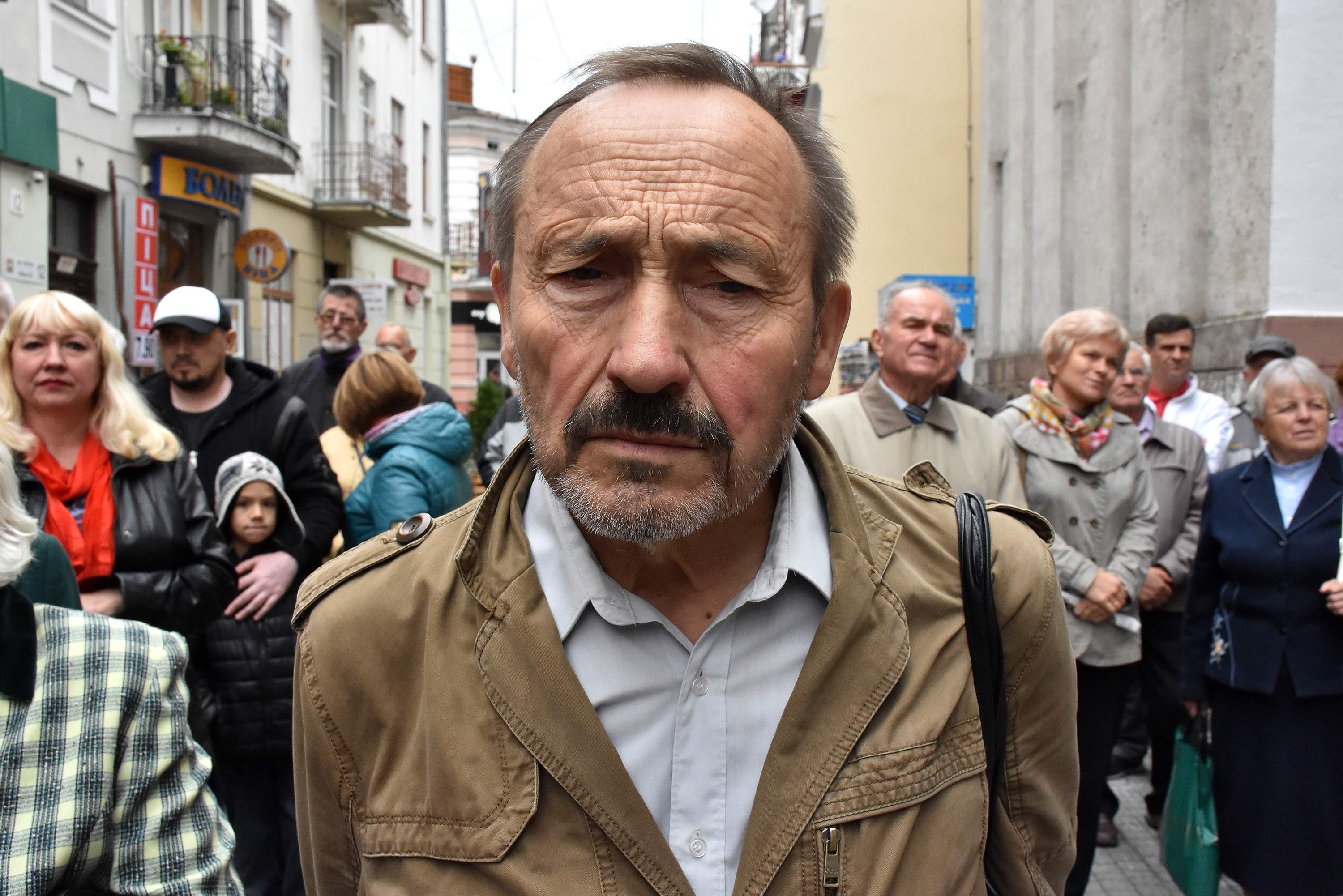
Ярослав Мотыка

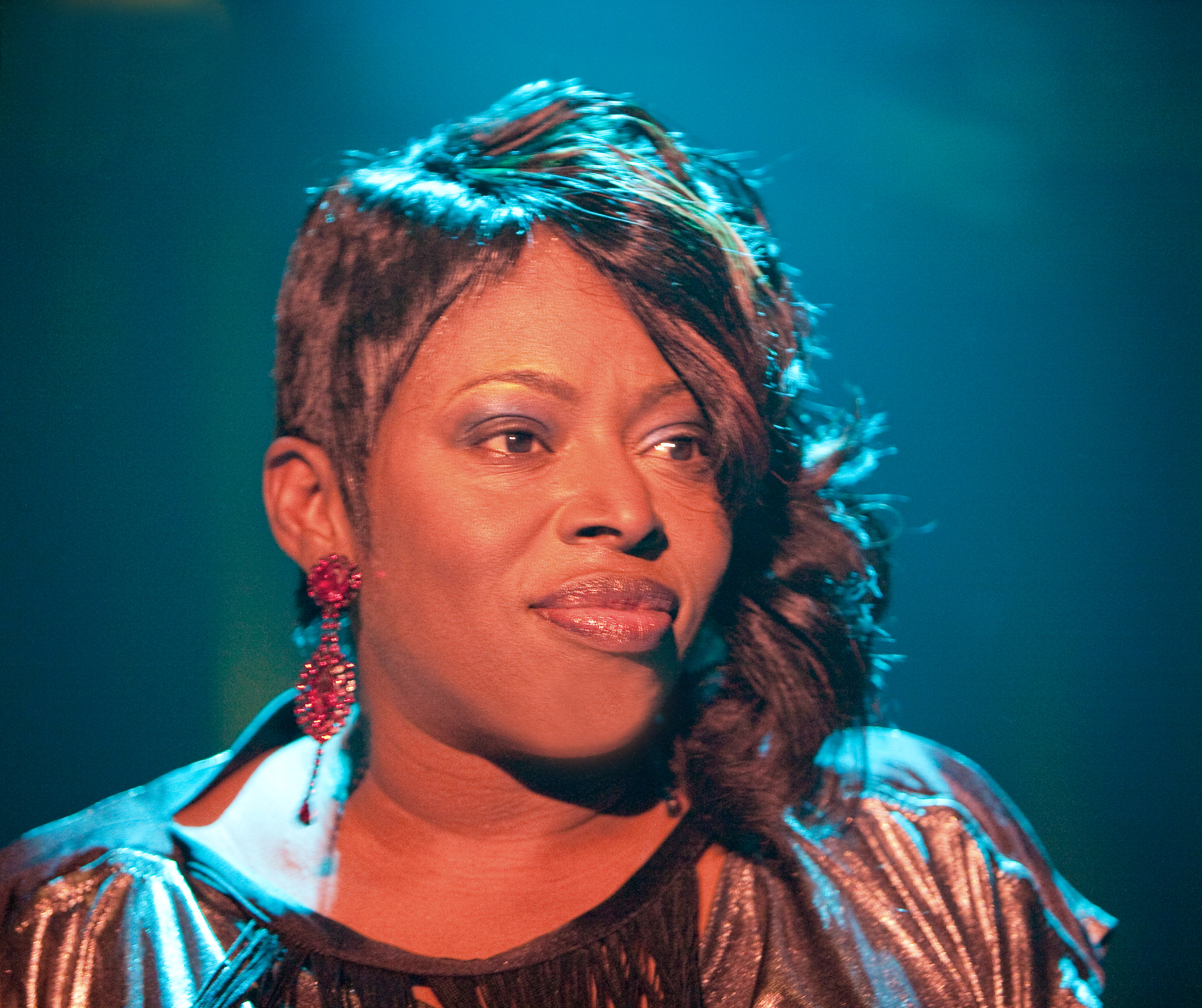
Энджи Стоун

- Багратион-Грузинский, Нугзар Петрович (74) — грузинский режиссёр, претендент на грузинский престол[362].
- Веттриано, Джек (73) — британский художник[363].
- Дьюкс, Азел Нелл[англ.] (92) — американская активистка борьбы за права чернокожих, президент Национальной ассоциации содействия прогрессу цветного населения (1990—1992)[364].
- Идальго, Нико[исп.] (32) — испанский футболист[365].
- Инголдзби, Пат (82) — ирландский поэт, телеведущий и драматург[366].
- Кроули, Розмари[англ.] (86) — австралийский политик, министр по делам женщин (1993), сенатор (1983—2002)[367].
- Крпан, Владимир[хорв.] (87) — хорватский пианист[368].
- Крукшанк, Алан (73) — сентвинсентский политик, министр иностранных дел (1998—2001)[369].
- Ланезе, Туллио[итал.] (78) — итальянский футбольный судья международной квалификации[370].
- Лишка, Иржи[чеш.] (75) — чешский политический деятель, сенатор и вице-спикер Сената[371].
- Мартынов, Юрий Григорьевич (67) — российский композитор, заслуженный деятель искусств Российской Федерации (2003), брат Евгения Мартынова[372].
- Молланд, Джоуи[англ.] (77) — британский гитарист и автор песен (Badfinger)[373].
- Мотыка, Ярослав Николаевич (82) — советский и украинский скульптор[374].
- Отеро Латроп, Мигель[исп.] (94) — чилийский политический деятель, сенатор (1991—1998)[375].
- Перри, Джон Кертис[англ.] (94) — американский историк[376].
- Пратези, Фулько[итал.] (90) — итальянский эколог и политический деятель, член Палаты депутатов (1992—1994)[377].
- Прокуна, Флор (72) — мексиканская актриса[378].
- Ричард Фрэнсис Хьюз-Янг, 2-й барон Сент-Хеленс[англ.] (79) — британский аристократ, член Палаты лордов (1982—1999)[379].
- Сарралуки, Педро[исп.] (70) — испанский писатель, лауреат премии Надаля (2005)[380].
- Семёнова, Тамара Ивановна (78) — советская и российская актриса, народная артистка Российской Федерации (2003)[381].
- Стоун, Энджи (63) — американская певица, автор песен, пианистка, продюсер; автокатастрофа[382].
- Тим Крюгер (44) — немецкий порноактёр и порнорежиссёр; несчастный случай[383].
- Шемшученко, Юрий Сергеевич (89) — советский и украинский правовед, академик АН Украины / НАН Украины (1992), академик НАПрН Украины (1993), иностранный член РАН (1999), директор Института государства и права имени В. М. Корецкого АН УССР / НАН Украины (1988—2022)[384].